# Bielefeld

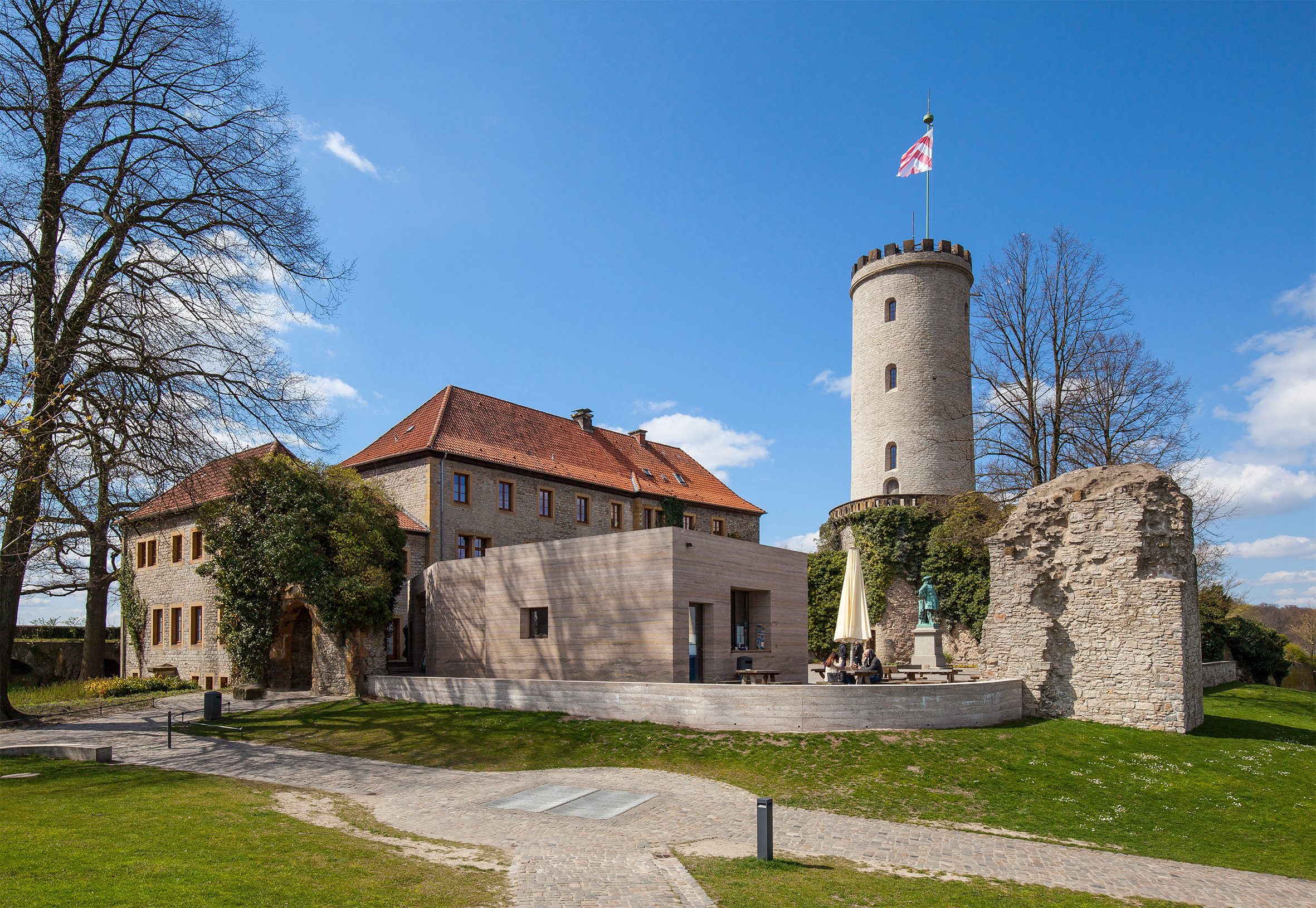
Die Sparrenburg, das Wahrzeichen der Stadt

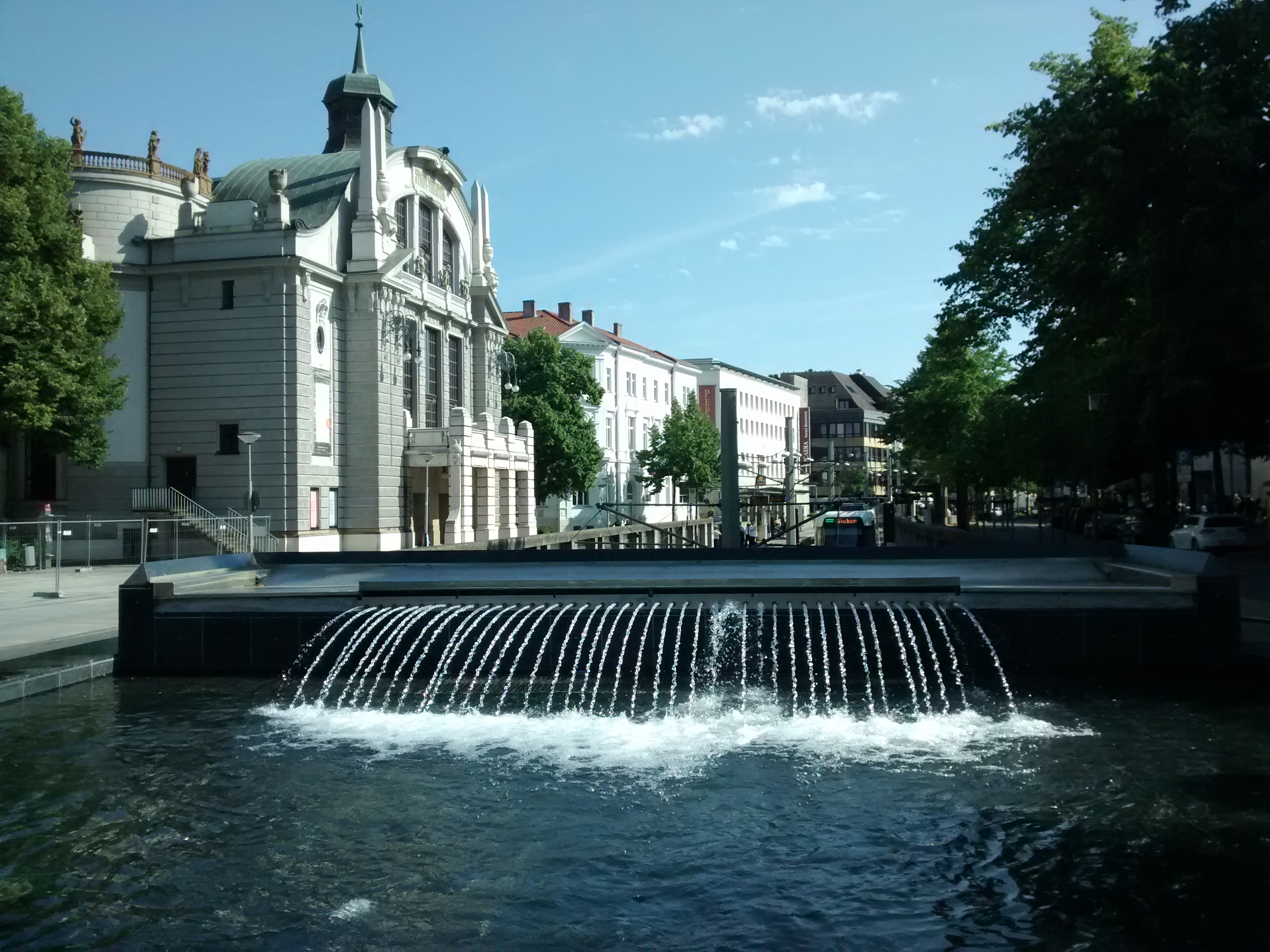
Niederwall mit Blick auf das Stadttheater, im Hintergrund die Haltestelle Rathaus der Stadtbahn Bielefeld

Bielefeld [ˈbiːləfɛlt] ⓘ (ostwestfälisch und niederdeutsch Builefeld, Bielefeld, Beilefeld oder Builefeild) ist eine kreisfreie Großstadt im Regierungsbezirk Detmold im Nordosten Nordrhein-Westfalens. Mit 331.605 Einwohnern (31. Dezember 2024) ist sie die größte Stadt der Region Ostwestfalen-Lippe und deren wirtschaftliches Zentrum. In Nordrhein-Westfalen ist Bielefeld hinsichtlich der Bevölkerungszahl die achtgrößte Stadt. In der Landesplanung ist Bielefeld als Oberzentrum eingestuft. Auf der Liste der Großstädte in Deutschland steht es der Bevölkerung nach an 18. Stelle und der Fläche nach an 11. Stelle.
Die erste Erwähnung lässt sich auf den Anfang des 9. Jahrhunderts datieren, als Stadt wird sie erstmals 1214 bezeichnet. Am Nordende eines Quertals des Teutoburger Waldes gelegen, sollte die Kaufmannsstadt den Handel in der Grafschaft Ravensberg fördern, deren größter Ort sie wurde. Bielefeld war lange Zeit das Zentrum der Leinenindustrie. Heute ist die Stadt vor allem Standort der Nahrungsmittelindustrie, von Handels- und Dienstleistungsunternehmen, der Druck- und Bekleidungsindustrie und des Maschinenbaus. Überregional bekannt sind ihre Universität, die v. Bodelschwinghschen Stiftungen Bethel, die Dr. August Oetker KG und die Fußballmannschaft von Arminia Bielefeld.

## Geographie

### Lage

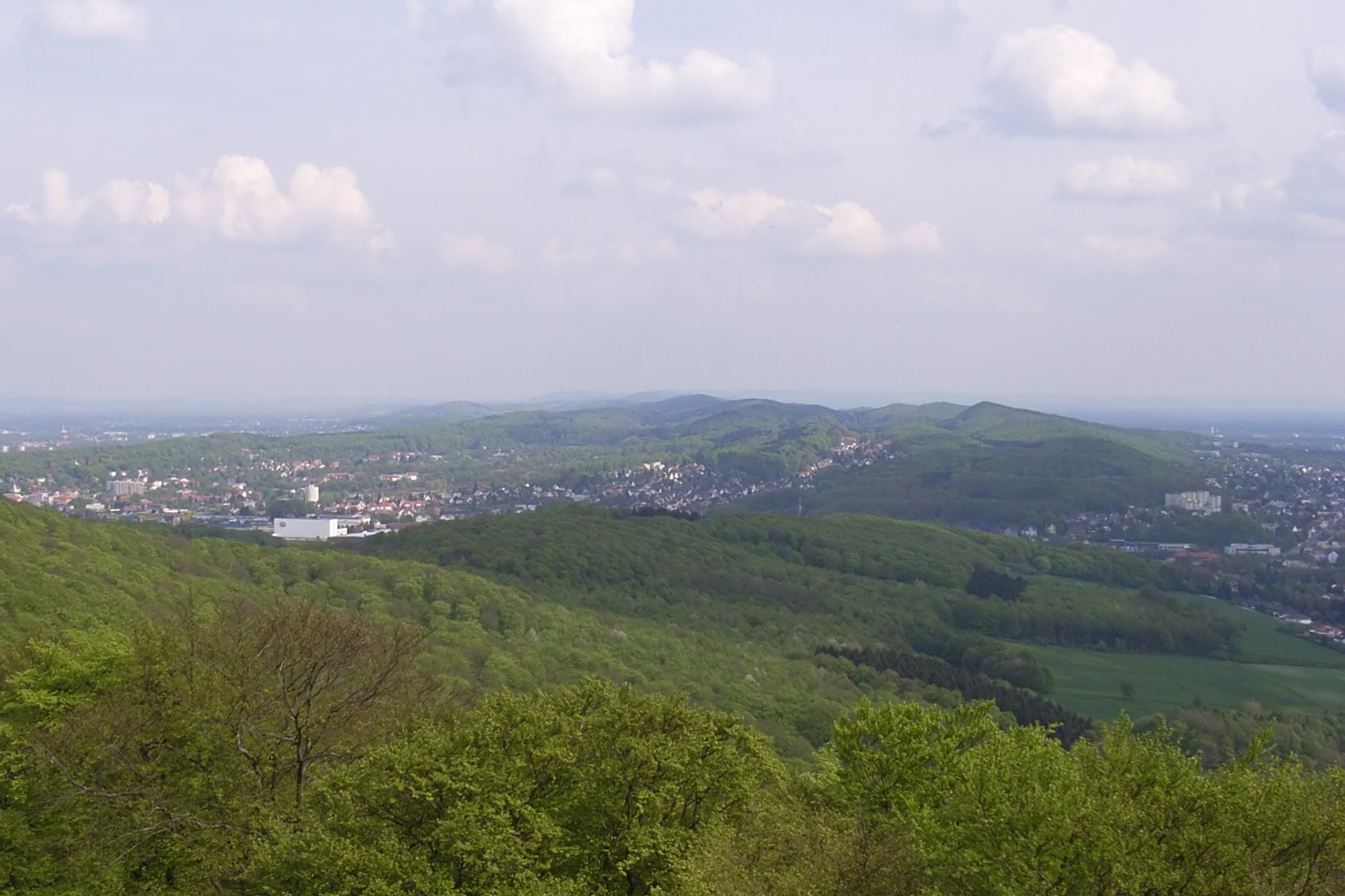
Der Bielefelder Pass von der Hünenburg aus gesehen

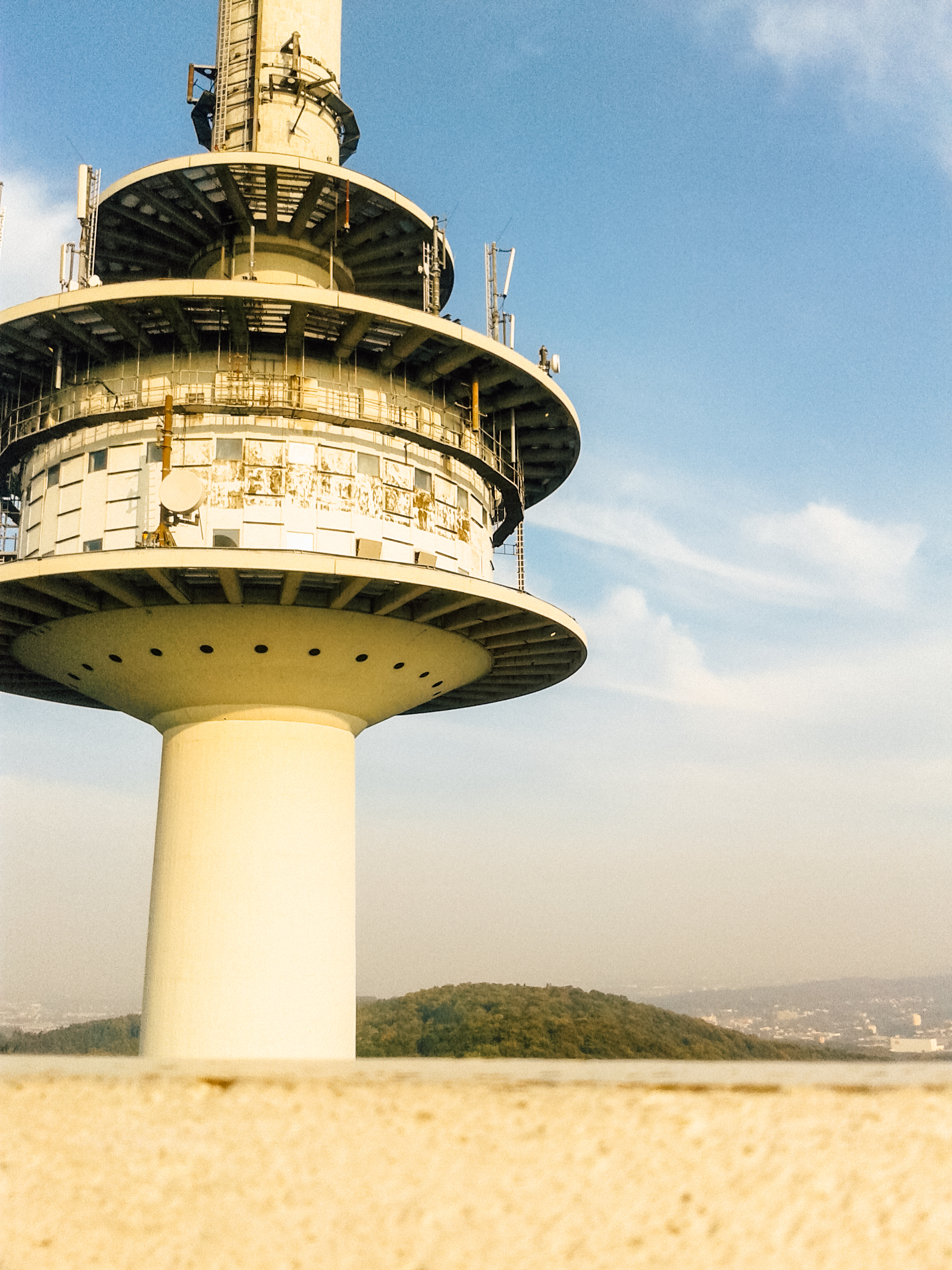
Fernmeldeturm Hünenburg

Bielefeld liegt auf der Wasserscheide zwischen Weser und Ems. Das Stadtgebiet gehört drei unterschiedlichen Naturräumen an. Der Norden und Nordosten einschließlich des Stadtzentrums sind in die Hügellandschaft der Ravensberger Mulde eingebettet. Unmittelbar südlich schließt sich der Gebirgszug des Teutoburger Waldes an, der Bielefeld von Westnordwest nach Ostsüdost durchzieht. Eine wichtige Verkehrsader war seit jeher der Bielefelder Pass, von dem aus sich der Stadtbezirk Gadderbaum mit Bethel in die Längstäler des Kammgebirges hinein erstreckt. Der Süden gehört zur Münsterländer Bucht, deren Randbereich westlich des Bielefelder Passes das Sandgebiet der Senne bildet, in der neben Teilen des Stadtbezirks Brackwede die Stadtbezirke Senne und Sennestadt liegen.
In der Innenstadt fließt der Lutterbach. In der Literatur wird Bielefeld deshalb auch ab und an als am Lutterbach liegend beschrieben. Dieser Bachlauf wurde im 15. Jahrhundert von der im Stadtteil Quelle entspringenden, Richtung Gütersloh fließenden Lutter abgezweigt. Seit 2004 erfolgt eine sukzessive Freilegung des bislang verrohrten Baches vom Park der Menschenrechte am Gymnasium am Waldhof bis zum Stadtbezirk Heepen. Die nördlichen Stadtteile Bielefelds liegen in einer sanft welligen Landschaft des Ravensberger Hügellandes mit Feldern, Wiesen, Bächen sowie kleinen Flüssen. Hier befindet sich der künstlich angelegte Obersee, der die größte Wasserfläche der Stadt darstellt und zur Regulierung des Johannisbaches angelegt wurde. Der nordöstliche Teil der Stadt entwässert über die Bielefelder Aa in die Weser, während das Wasser aus dem südwestlichen Teil der Ems zufließt. Die Wasserscheide bildet der fast völlig bewaldete Höhenzug des Teutoburger Waldes. Er dient als Naherholungsgebiet für die Bevölkerung der Großstadt. Durch den Teutoburger Wald führen zahlreiche Wanderwege inmitten des Bielefelder Stadtgebiets. Der bekannteste unter ihnen ist der Hermannsweg, der vom Hermannsdenkmal bei Detmold über die Sparrenburg nach Rheine führt. Die südlich des Teutoburger Waldes liegende Senne ist aus eiszeitlichen Sandablagerungen entstanden, von deren Heideflächen nur noch Reste im Stadtgebiet von Bielefeld erhalten sind. Heute wird dieses Gebiet von Äckern, Grünland und kleinen Wäldern, jedoch auch von Trockenrasen, Bruchwäldern und Feuchtwiesen geprägt.

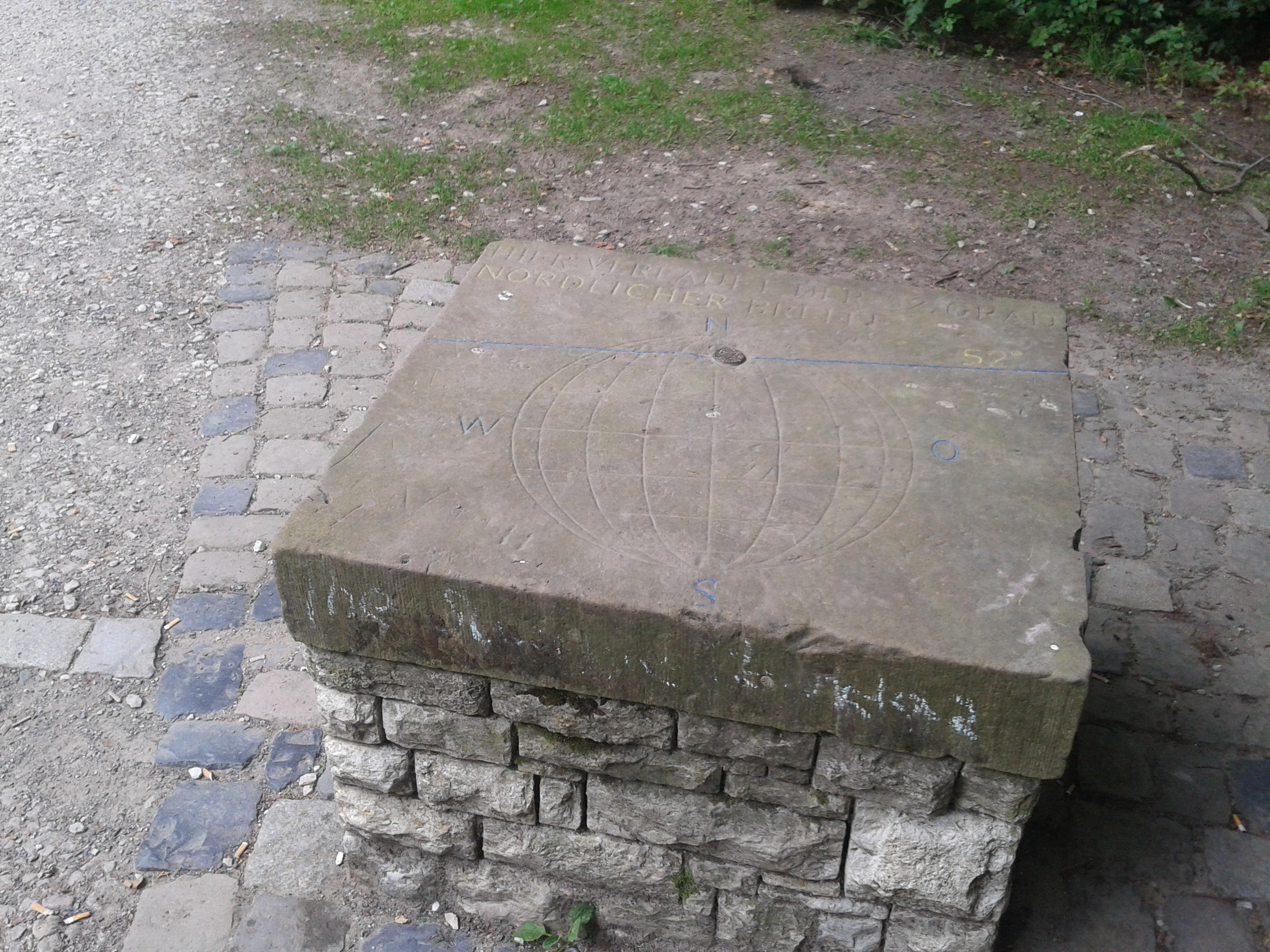
Markierung des 52. nördlichen Breitengrads

Der höchste Punkt im Stadtgebiet liegt auf der Bergkuppe Auf dem Polle im Stadtteil Lämershagen auf 320 m NHN, der niedrigste im Stadtteil Brake an der Aa an der Grenze zu Herford auf 71 m NHN. Das Rathaus steht auf einer Höhe von 114 m NHN. Bielefeld hat daher – nach dem Höhenprofil geschieden – Anteil an zwei Landschaftsformationen, dem höheren Hügelland des Ravensberger Berglandes im Norden und dem Flachland der Westfälischen Bucht im Süden. Durch das Stadtgebiet führt der 52. nördliche Breitengrad. Er wird am Hermannsweg durch einen Markierungsstein gekennzeichnet.
Bielefeld ist die nördlichste Großstadt in Nordrhein-Westfalen. Die nächstgelegenen Großstädte sind Gütersloh (18 Kilometer südwestlich), Paderborn (40 Kilometer südöstlich), Osnabrück (45 Kilometer nordwestlich), Hamm (60 Kilometer südwestlich), Münster (65 Kilometer westlich), Hannover (100 Kilometer nordöstlich), Hildesheim (100 Kilometer östlich), Siegen (140 Kilometer südlich) und Bremen (200 Kilometer nördlich). Bielefeld liegt in einer Agglomeration, die sich entlang der Bahnstrecke Hamm–Minden und der parallel verlaufenden Autobahn 2 von Gütersloh über Bielefeld und Herford bis Minden erstreckt.

### Stadtgliederung
Gemäß der Hauptsatzung der Stadt Bielefeld gliedert sich das Stadtgebiet in zehn Stadtbezirke. Die einzelnen Stadtbezirke werden für statistische Zwecke in 72 statistische Bezirke unterteilt, die aus 170 statistischen Raumeinheiten bzw. über 2800 Baublöcken bestehen. Alle Einheiten der Gliederung sind durch eine eindeutige Nummerierung identifizierbar. Die Neugliederung der Stadt erfolgte zur besseren Statistikerhebung und aus Datenschutzgründen.
Die politische Vertretung eines jeden Stadtbezirkes besteht je Bezirk aus einer von der Bevölkerung gewählten Bezirksvertretung, die aus bis zu 19 Mitgliedern besteht. Vorsitzender der Bezirksvertretung ist der Bezirksbürgermeister (bis 2010 Bezirksvorsteher).
| Nr. | Bezirk      | Bezirksamt                  |
| --- | ----------- | --------------------------- |
| 1   | Mitte       | Zentrale Verwaltungsstellen |
| 2   | Schildesche | Zentrale Verwaltungsstellen |
| 3   | Gadderbaum  | Zentrale Verwaltungsstellen |
| 4   | Brackwede   | Bezirksamt Brackwede        |
| 5   | Dornberg    | Zentrale Verwaltungsstellen |
| 6   | Jöllenbeck  | Bezirksamt Jöllenbeck       |
| 7   | Heepen      | Bezirksamt Heepen           |
| 8   | Stieghorst  | Zentrale Verwaltungsstellen |
| 9   | Sennestadt  | Bezirksamt Sennestadt       |
| 10  | Senne       | Bezirksamt Senne            |

#### Informelle Stadtgliederung

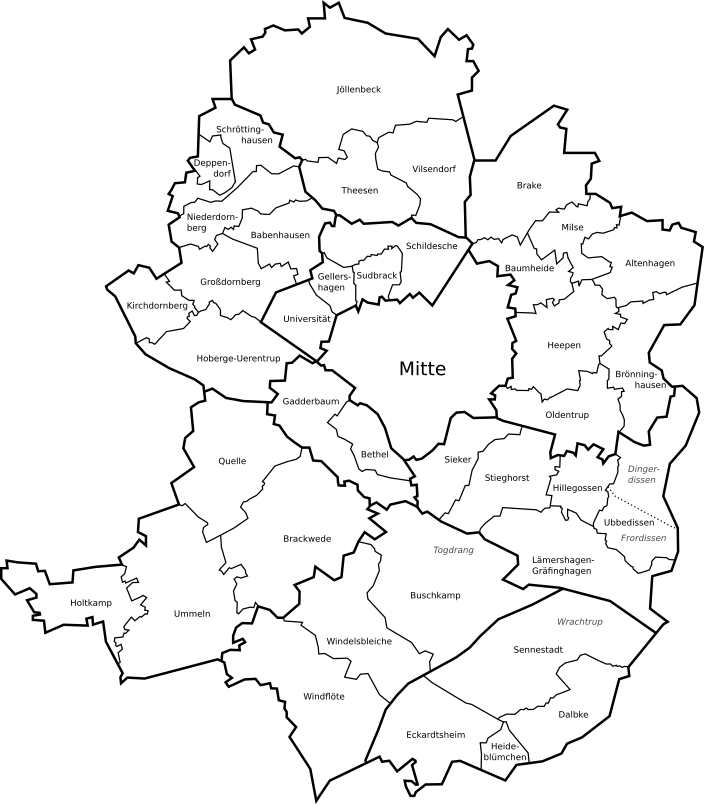
Alle informellen Stadtteile Bielefelds

Im alltäglichen Sprachgebrauch wird für Ortsangaben in Bielefeld üblicherweise eine informelle Einteilung in Stadtteile verwendet. Diese Stadtteile entsprechen oftmals den ehemals selbstständigen Gemeinden, die bei den Gebietsreformen von 1930 und 1973 nach Bielefeld eingemeindet wurden.
| Bezirk      | Stadtteile                                                                                               |
| ----------- | --- |
| Brackwede   | Brackwede, Holtkamp, Quelle, Ummeln                                                                      |
| Dornberg    | Babenhausen, Großdornberg, Hoberge-Uerentrup, Kirchdornberg, Niederdornberg-Deppendorf, Schröttinghausen |
| Gadderbaum  | Bethel, Gadderbaum                                                                                       |
| Heepen      | Altenhagen, Baumheide, Brake, Brönninghausen, Heepen, Milse, Oldentrup                                   |
| Jöllenbeck  | Jöllenbeck, Theesen, Vilsendorf                                                                          |
| Mitte       | |
| Schildesche | Gellershagen, Schildesche, Sudbrack                                                                      |
| Senne       | Buschkamp, Windelsbleiche, Windflöte                                                                     |
| Sennestadt  | Dalbke, Eckardtsheim, Heideblümchen, Sennestadt                                                          |
| Stieghorst  | Hillegossen, Lämershagen-Gräfinghagen, Sieker, Stieghorst, Ubbedissen                                    |

### Ausdehnung und Nutzung des Stadtgebiets
Bielefeld ist als „Kleine Großstadt“ klassifiziert und bedeckt eine Fläche von 258,83 Quadratkilometern. Die größte Ausdehnung des Stadtgebiets beträgt in Nord-Süd-Richtung 22 und in West-Ost-Richtung 19 Kilometer. Für Siedlung und Verkehr werden 43,7 % der Fläche genutzt, Vegetations- und Gewässerfläche nehmen 56,3 % ein, die detaillierte Flächennutzung in Bielefeld ist der folgenden Tabelle zu entnehmen. Der Anteil an der Landwirtschaftsfläche ist um etwa vier Prozentpunkte höher als bei vergleichbaren Städten in Nordrhein-Westfalen. Rund 7,5 % der Stadtfläche sind als Naturschutzgebiet ausgewiesen. Von den Waldgebieten gehören 2363 Hektar zum Bielefelder Stadtwald.
| Fläche nach Nutzungsart                                 | Fläche in km² | Anteil an Gesamtfläche |
| ------------------------------------------------------- | ------------- | ---------------------- |
| Wohnbau-, Industrie- und Gewerbefläche                  | 57,65         | 22,3 %                 |
| Abbauland und Halde                                     | 0,11          | 0,0 %                  |
| Sport-, Freizeit- und Erholungsgebiete, Friedhofsfläche | 16,40         | 6,3 %                  |
| Sonstige Nutzung                                        | 13,80         | 5,3 %                  |
| Verkehrsfläche                                          | 25,02         | 9,7 %                  |
| Landwirtschaftsfläche                                   | 86,13         | 33,3 %                 |
| Waldfläche, Gehölz                                      | 57,19         | 22,1 %                 |
| Moor, Heide, Sumpf, Unland                              | 0,71          | 0,3 %                  |
| Gewässer                                                | 1,80          | 0,7 %                  |

### Nachbargemeinden
Bielefeld grenzt an folgende Städte und Gemeinden (im Uhrzeigersinn, beginnend im Norden):
Spenge, Enger und Herford (alle Kreis Herford), Bad Salzuflen, Leopoldshöhe und Oerlinghausen (alle Kreis Lippe) sowie Schloß Holte-Stukenbrock, Verl, Gütersloh, Steinhagen, Halle (Westf.) und Werther (Westf.) (alle Kreis Gütersloh).

### Geologie
In geologischer Hinsicht ist das Stadtgebiet dreigeteilt in einen südlichen Teil, der in der Westfälischen Bucht liegt, das Gebiet des Teutoburger Waldes und einen nördlichen Teil, der im Ravensberger Hügelland liegt.
Das Hügelland besteht im Wesentlichen aus 1000 bis 2000 Meter mächtigen Schichten von Tonmergel-, Kalk- und Sandsteinen des Erdmittelalters (Trias, Jura und Kreide). Charakteristisch für das Hügelland sind die zahlreichen Sättel, Mulden, Horste und Gräben. Im Teutoburger Wald, auch Osning genannt, wurden diese Gesteine in geomorphologischen Prozessen besonders deutlich herausgehoben und dann wie auch im Ravensberger Hügelland in die bereits genannten zahlreichen Sättel, Mulden, Horste und Gräben zerlegt. Der Osning wird daher auch als Bruchfaltengebirge charakterisiert. Die ehemals ungestört übereinander folgenden Gesteinsschichten sind im Osning daher heute nebeneinander oder gar in überkippter Lagerung anzutreffen. Von diesen Prozessen unbeeinflusst lagern im tieferen Untergrund die Gesteine des Erdaltertums (Devon, Karbon und Zechstein).
Die Oberfläche des gesamten flacheren Stadtgebiets ist durch Lockergesteine des Eiszeitalters (Sand, Kies, Löss, Geschiebemergel) bestimmt. Während allerdings im verglichen mit dem nördlichen Hügelland eher flachen Süden (insbesondere in der Senne) die Sande und Kiese dominieren und nur am Rand des Teutoburger Waldes Löss zu finden ist, gibt es im Ravensberger Hügelland insbesondere in den Tälern eine fast durchgehende Bedeckung mit einer fruchtbaren, etwa 1 Meter mächtigen Lössschicht. Dieser Löss wurde im Quartär angelagert und verwitterte im Laufe der Zeit zu fruchtbaren Parabraunerden. Da sich unter dem Löss wasserundurchlässige Schichten befinden, sind insbesondere die Täler des Hügellandes feucht. Die hier vorherrschenden staunassen Pseudogleyen, die oft in den charakteristischen Sieken zu finden sind, eignen sich vielfach nur als Grünland.
An der Grenze zum Münsterland haben sich aus den Schmelzwassersanden des Eiszeitalters Podsole entwickelt. Wie auch im Ravensberger Hügelland mit seinen Sieken und Plaggeneschen hat die historische Landbautechnik Einfluss auf die Böden im südlichen Stadtgebiet. Durch landwirtschaftliche Nutzung (teilweise auch Plaggenauftrag) haben sich teilweise tiefreichende Humusböden gebildet.
In den Hanglagen des Osnings konnte sich eine tiefgründige Bodenbedeckung nicht halten. Hier dominieren die Festgesteine, die überwiegend eine dünne Humusschicht tragen und nur an wenigen Stellen direkt an die Oberfläche treten. Eine Bedeckung dieser Gesteine ist im Kammbereich nur flachgründig. Im nordöstlichen Kammbereich und in einigen dem Kamm südwestlich vorgelagerten Kuppen, wie dem Käseberg und dem Bokelberg, finden sich vorwiegend flachgründige, steinige, tonig-lehmigen Kalkstein-Verwitterungsböden (Rendzinen). Im Bereich des südwestlichen Kammes finden sich eher flachgründige nährstoffarme, saure und steinige Heideböden (Podsole), die durch Verwitterung der Sandsteine des Erdmittelalters entstanden sind.

### Klima

Brackwede (südlich Teutoburger Wald):, 890 Millimeter Jahresniederschlag
Senne (südlich Teutoburger Wald):, 977 Millimeter
Sennestadt (südlich Teutoburger Wald):, 900 Millimeter
Bielefeld-Mitte (nördlich Teutoburger Wald):, 886 Millimeter

Das Klima in Bielefeld wird durch die Lage im ozeanisch-kontinentalen Übergangsbereich Mitteleuropas und durch seine Lage am Teutoburger Wald bestimmt. Das Gebiet liegt überwiegend im Bereich des subatlantischen Seeklimas mit teils temporären kontinentalen Einflüssen. Die Winter sind unter atlantischem Einfluss meist mild, die Sommer mäßig warm, die Niederschläge relativ gleichmäßig verteilt. Die Jahresmitteltemperatur in der Mitte liegt bei etwa 8,5 °C und im in der Westfälischen Bucht liegenden Süden des Stadtgebiets bei etwa 9 °C. In den Höhenlagen des Osnings ist sie deutlich niedriger und liegt bei etwa 7,5 bis 8 °C.
Die Niederschläge sind maßgeblich durch die Lage am Teutoburger Wald beeinflusst. Insgesamt ist Bielefeld neben den Städten im Bergischen Land und im Siegerland eine der niederschlagsreichsten Großstädte Nordrhein-Westfalens. Die Jahresniederschläge liegen in allen Monaten deutlich über dem Landesschnitt. Die Niederschlagsmengen schwanken jedoch je nach Lage jährlich meist zwischen etwa 800 und 1000 Millimeter. Im Bereich des Stadtzentrums liegt der Jahresniederschlag bei etwa 890 Millimetern. Da die vorherrschenden Winde meist aus Richtung Südwesten wehen und dabei feuchte Luft vom Atlantik mitbringen, kommt es an der Luvseite des Teutoburger Waldes, der die erste Barriere am Rand des Weserberglandes darstellt, zu ausgeprägtem Steigungsregen. Daher erreichen die Jahresniederschläge im und am Südrand des Osning Werte bis deutlich über 1000 Millimeter. Die weiter in der Westfälischen Bucht gelegenen Orte im südlichen Stadtgebiet sind regenärmer. Hier beträgt der Jahresniederschlag nur noch etwa 750 Millimeter. Niedriger sind die Jahresniederschläge mit etwa 800 Millimetern auch in den geschützten Lagen im Aatal im Ravensberger Hügelland und im Lee des Osning.
|                        | Jan | Feb  | Mär  | Apr  | Mai  | Jun  | Jul  | Aug  | Sep  | Okt  | Nov | Dez |   |      |
| Mittl. Temperatur (°C) | 2,7 | 3,4  | 6,1  | 9,2  | 12,8 | 17,9 | 18,4 | 18,2 | 14,3 | 11,3 | 5,8 | 4,6 | ⌀ | 10,4 |
| Mittl. Tagesmax. (°C)  | 5,1 | 7,1  | 10,5 | 14,5 | 18,4 | 23,8 | 24,5 | 24,4 | 20,2 | 15,3 | 8,9 | 6,9 | ⌀ | 15   |
| Mittl. Tagesmin. (°C)  | 0,3 | −0,3 | 1,6  | 2,6  | 6,2  | 11,3 | 11,9 | 12,1 | 8,5  | 7,5  | 2,6 | 2,1 | ⌀ | 5,6  |
|                        |     |      |      |      |      |      |      |      |      |      |     |     |   |      |
| Niederschlag (mm)      | 93  | 74   | 80   | 33   | 51   | 57   | 66   | 59   | 61   | 81   | 65  | 102 | Σ | 822  |
|                        |     |      |      |      |      |      |      |      |      |      |     |     |   |      |
| Sonnenstunden (h/d)    | 1,2 | 3,0  | 4,3  | 6,2  | 7,1  | 7,8  | 6,8  | 6,4  | 5,4  | 3,2  | 1,8 | 1,1 | ⌀ | 4,5  |
|                        |     |      |      |      |      |      |      |      |      |      |     |     |   |      |
| Regentage (d)          | 20  | 15   | 17   | 12   | 13   | 12   | 15   | 16   | 14   | 20   | 18  | 22  | Σ | 194  |

| 0,3 |

| −0,3 |

| 1,6 |

| 2,6 |

| 6,2 |

| 11,3 |

| 11,9 |

| 12,1 |

| 8,5 |

| 7,5 |

| 2,6 |

| 2,1 |

| 0,3 |

| −0,3 |

| 1,6 |

| 2,6 |

| 6,2 |

| 11,3 |

| 11,9 |

| 12,1 |

| 8,5 |

| 7,5 |

| 2,6 |

| 2,1 |

- Brackwede (südlich Teutoburger Wald): 155 m ü. NN, 890 Millimeter Jahresniederschlag
- Senne (südlich Teutoburger Wald): 250 m, 977 Millimeter
- Sennestadt (südlich Teutoburger Wald): 127 m, 900 Millimeter
- Bielefeld-Mitte (nördlich Teutoburger Wald): 99 m, 886 Millimeter

## Geschichte
2017 wurden Reste eines vermutlich 2000 Jahre alten römischen Militärlagers in einem Waldgebiet von Bielefeld-Sennestadt entdeckt.
Außerdem wurde 1988 ein Ringwall entdeckt, der auf eine römische Baustelle um 32/31 v. Chr. schließen lässt.
Bereits zur Mitte des 9. Jahrhunderts wurde der Ort erwähnt, als dem Kloster Corvey ein Mansus in Bylanuelde übertragen wurde. Die erste Erwähnung der Stadt Bielefeld stammt aus dem Jahr 1214.
Seine Stellung als wichtigster und größter Ort der Region ist im Falle Bielefelds wenig historisch begründet. Über einen großen Teil der frühen Geschichte waren andere Städte im heutigen Ostwestfalen wie Paderborn (bedeutendes Bistum) oder Minden (Verwaltungsstadt des gleichnamigen Fürstentums) weitaus wichtiger und nahmen eher Vormachtstellungen ein, da diese angrenzenden Herrschaftsgebilde politisch bedeutender waren als die Grafschaft Ravensberg, deren Hauptstadt Bielefeld werden sollte.
Bielefeld wurde im Vergleich relativ spät gegründet und wurde mehr durch strategische als durch geschichtliche Legitimation zu einem wichtigen Ort der Grafschaft gemacht: Bielefeld gehörte zu den zahlreichen Stadtgründungen des Hochmittelalters und entstand mit der Absicht, die Herrschaft des Landesherrn zu sichern, da sie an der Südgrenze der Grafschaft Ravensberg lag. Die Landesherren wollten den Ort planmäßig als Kaufmannsstadt und Hauptstadt der Grafschaft ausbauen. Erst durch den Bedeutungsverlust der historisch bedeutenderen Orte durch verschiedene Faktoren (in Paderborn durch die Säkularisierung und dem folgenden Machtverlust geistlicher Herrschaften, in Minden u. a. durch die Entscheidung zur Beibehaltung der Stadtfestung, und somit Einschränkung des Wachstums) blieb Bielefeld als Stadt übrig, die durch Handel wohlhabend geworden war und sich ungehindert ausbreiten konnte.
Aufgrund seiner Lage an der Kreuzung mehrerer alter Handelswege und an einem wichtigen Pass durch den Teutoburger Wald entwickelte sich Bielefeld schnell zum Wirtschafts- und Finanzzentrum der Grafschaft Ravensberg. Um 1240 begann der Bau der Sparrenburg, die nach ihrer Fertigstellung als Wohnsitz des Landesherrn und seines Gefolges diente. Außerdem sollte die Burg die Stadt und den Pass über die Berge des Teutoburger Waldes schützen. Ab 1293 entstand die Neustadt. Während die Altstadt mehr auf Handel ausgerichtet war, wohnten in der Neustadt vor allem Bedienstete und Versorger der Burg. Der Wohlstand der Kaufleute und Handwerker wuchs nicht zuletzt durch den Beitritt Bielefelds zur Hanse im 15. Jahrhundert.
Im Vorfeld und im Verlauf des Dreißigjährigen Krieges (1618–1648) wurde die Sparrenburg nacheinander von holländischen, spanischen, schwedischen und französischen Truppen besetzt. In den Jahren 1636 und 1637 wütete die Pest in Bielefeld und forderte rund 350 Opfer. Im 17. Jahrhundert begann die Entwicklung Bielefelds zur „Leinenstadt“, was in der damaligen Zeit vor allem Leinenhandel bedeutete. Die Bauern des Ravensberger Landes bauten auf ihren Ackerflächen anstatt Korn vorzugsweise den staatlich subventionierten Flachs an und verarbeiteten diesen in Heimindustrie zu Leinen. Der Leinenhandel führte zu einem gewissen Wohlstand in der Stadt. Um 1830 geriet das Bielefelder Leinenhandwerk in eine schwere Krise, da in Irland, England und Belgien mit der Produktion maschinell gewebter Stoffe begonnen wurde. Die wirtschaftliche Not vieler Bielefelder führte zu Unruhen während der Revolution von 1848. Darüber hinaus verließen viele Menschen ihre Heimat in Ostwestfalen und wanderten nach Amerika aus.
Die ab 1843 angelegte Cöln-Mindener Eisenbahn war ab 1847 in ganzer Länge in Betrieb. Dieser Bahnanschluss förderte die Entwicklung Bielefelds zur Industriestadt.

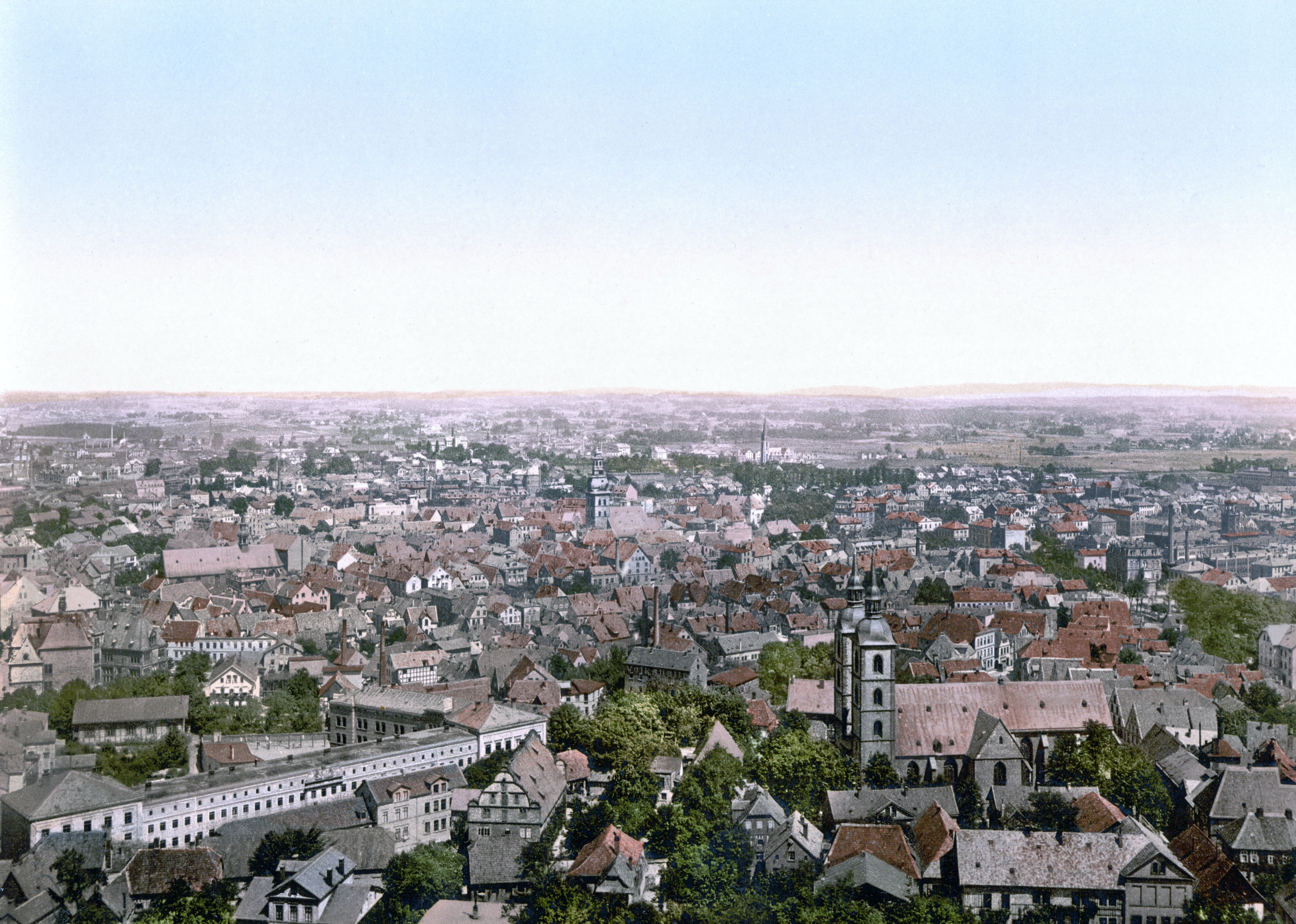
Bielefeld um 1895

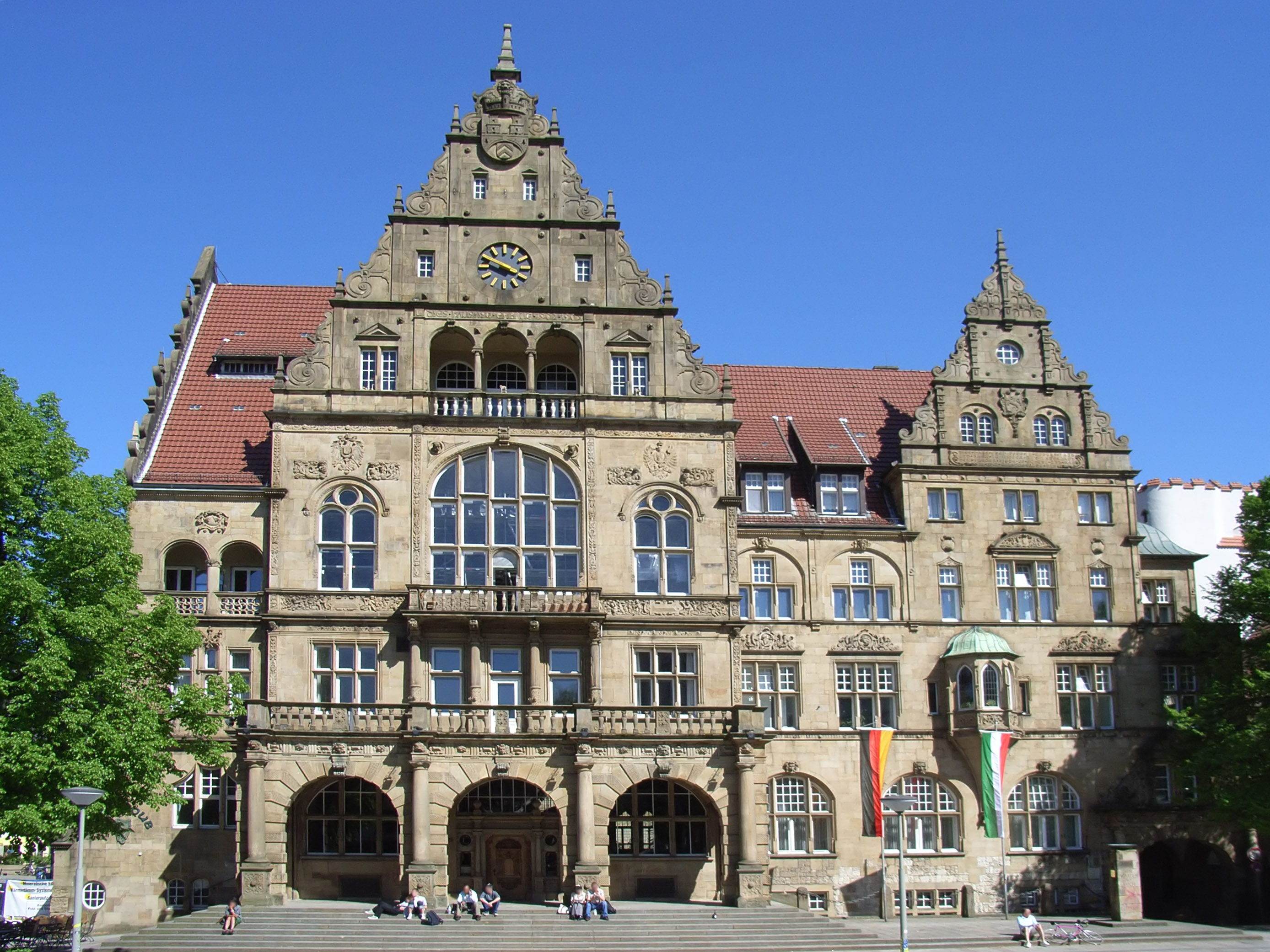
Altes Rathaus

Zur Rettung des Textilstandortes Bielefeld wurden Mitte des Jahrhunderts zwei industrielle Spinnereien gegründet: Die 1850 gegründete Spinnerei Vorwärts Carl Bozis nahm 1852 ihren Betrieb auf. Die 1854 als Aktiengesellschaft gegründete Ravensberger Spinnerei wurde 1857 eröffnet. Nach 1860 kamen maschinelle Webereien hinzu. Viele Heimspinner und Heimweber wurden so zu Fabrikarbeitern. Um 1870 liefen in Bielefeld ca. 10,5 % aller Spindeln und 11 % aller Webmaschinen Deutschlands, und die Ravensberger Spinnerei entwickelte sich zur größten Flachsspinnerei Europas.
Um 1860 entwickelte sich die Tabakproduktion im Ravensberger Land. Die Tabakfabrik Gebr. Crüwell in Bielefeld, eine der bedeutendsten ihrer Art in Deutschland, vergab bestimmte Arbeiten in Heimproduktion, auch dies eine willkommene Ersatzarbeit für zahlreiche frühere Heimweber.
1867 wurden die Von Bodelschwingh’schen Anstalten Bethel im heutigen Stadtteil Gadderbaum gegründet. Neben der Textilindustrie entwickelte sich der Maschinenbau. Heute ist Bielefeld der fünftgrößte Maschinenbaustandort Deutschlands. Zum Ende des 19. Jahrhunderts wurde die Nahrungsmittelindustrie für Bielefeld bedeutsam. Mit dem Oetker-Konzern beherbergt die Stadt einen der europaweit größten Vertreter dieser Branche.
1938 wohnten in Bielefeld rund 900 Bürger jüdischen Glaubens. Die jüdische Gemeinde verfügte über eine prächtige, im Jahr 1905 eingeweihte Synagoge in der Turnerstraße. Sie wurde in der Nacht vom 9. auf den 10. November 1938 in der Reichspogromnacht von den Nationalsozialisten ausgeraubt und niedergebrannt. Kurz darauf, am 12. November 1938, wurden 406 Männer aus Bielefeld und Ostwestfalen-Lippe nach Buchenwald verschleppt. Im Herbst 1939 wurde den jüdischen Menschen in Bielefeld das Recht auf eigenen Wohnraum genommen, sie wurden in sogenannte Judenhäuser eingewiesen. Im Schlosshof errichtete man ein Zwangsarbeitslager. In der Folgezeit wurden jüdischen Menschen immer mehr Rechte genommen. Am 13. Dezember 1941 folgte dann die erste von insgesamt acht weiteren Deportationen. Für die meisten der Deportierten bedeuteten sie den Tod. Bisher konnten 1604 Menschen jüdischer Herkunft ermittelt werden, die zwischen 1941 und 1945 von Bielefeld aus verschleppt wurden. Die Gesamtzahl der Holocaust-Opfer liegt deutlich höher.

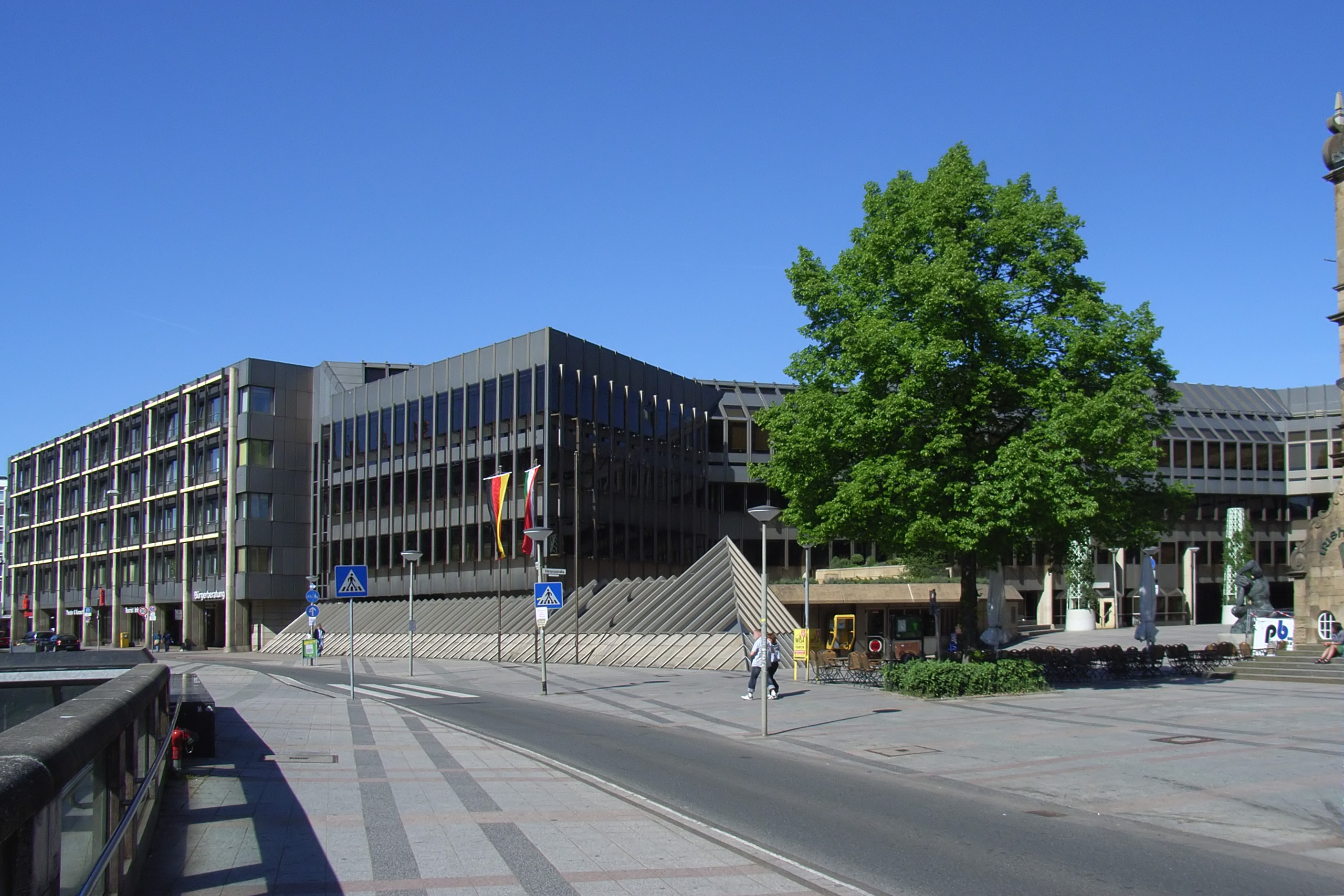
Neues Rathaus

Der schwerste Luftangriff auf die Stadt im Zweiten Weltkrieg erfolgte am 30. September 1944. Er kostete 649 Menschen das Leben und zerstörte nahezu den gesamten, von Fachwerk geprägten mittelalterlichen Stadtkern um den Burgberg herum (damals „Alt-Bielefeld“ genannt). Auch viele historische Bauten in anderen Teilen der Stadt überstanden diesen Angriff nicht. Am 4. April 1945 wurde die „Festung“ Bielefeld durch amerikanische Truppen eingenommen. Vorausgegangen waren zweitägige schwere Kämpfe in den Waldgebieten südlich der Stadt. Dem Mut einiger Bielefelder Bürger ist es zu verdanken, dass bei dem Vormarsch der amerikanischen Truppen weiteres Blutvergießen verhindert wurde. Der Brackweder Bürgermeister Hermann Bitter öffnete am 3. April 1945 den Amerikanern die Panzersperren und wurde daraufhin vom NSDAP-Kreisleiter erschossen. Als die amerikanischen Verbände am 4. April 1945 Richtung Innenstadt vorrückten, fuhr der evangelische Pastor Karl Pawlowski auf seinem Fahrrad die kampfbereiten deutschen Abwehrstellungen entlang und bewog die Soldaten zum Abzug. Daraufhin wurde Bielefeld ohne Gegenwehr eingenommen. Als die ersten amerikanischen Jeeps durch Bielefeld fuhren, wehte schon eine weiße Fahne vom Rathaus. Während des Krieges kamen in Bielefeld mehr als 1300 Menschen durch Bomben ums Leben.
Zerstörte historische Bausubstanz wurde nach dem Krieg durch moderne Bauten ersetzt, das vollständig zerstörte mittelalterliche Stadtviertel bis auf ein oder zwei Gebäude nicht wieder aufgebaut. Heute besteht die Stadt zu etwa 25 % aus Gebäuden von vor dem Zweiten Weltkrieg, vor allem in den Vierteln und Stadtteilen um das Stadtzentrum. Die Industrie hingegen wurde binnen weniger Jahre wieder aufgebaut und der Wirtschaftsaufschwung begann. Die Textilindustrie verlor jedoch immer mehr an Bedeutung, während sich die Stadt zu einem Dienstleistungszentrum entwickelte.
Eine städtebauliche Besonderheit der Nachkriegszeit bildet die Planstadt Sennestadt.
Die Universität Bielefeld wurde 1969 gegründet.
Von 1945 bis 2020 waren britische Streitkräfte in Bielefeld stationiert, ab 2012 war die Stadt ihr Hauptquartier.
Im Jahr 2010 war Bielefeld eine von 20 deutschen Städten, wo Google Street View in Deutschland startete. Im Jahr 2023 war Bielefeld eine von den 20 größten Städten in Deutschland, wo die Bilder erstmals wieder aktualisiert wurden, jedoch wurden die alten Aufnahmen gelöscht.

### Eingemeindungen

Entwicklung des Stadtgebietes seit Anfang des 20. Jahrhunderts

Im Jahr 1828 wurde das Gut Niedermühlen in die Feldmark der Stadt Bielefeld eingegliedert. Am 1. April 1900 wurden Teile der Gemeinde Gadderbaum sowie das Gebiet der Sparrenburg nach Bielefeld eingegliedert. Am 31. Januar 1907 folgten Teile der Gemeinde Quelle sowie der Hof Meyer zu Olderdissen und der Schildhof. Am 1. Oktober 1930 kamen die Gemeinden Schildesche Dorf, Sieker und Stieghorst sowie Teile der Gemeinden Gellershagen, Großdornberg, Heepen, Hoberge-Uerentrup, Oldentrup, Schildesche Bauerschaft und Theesen aus dem Kreis Bielefeld zur Stadt Bielefeld. 54 ha der Gemeinde Babenhausen kamen am 31. Dezember 1961 und 56 ha der Gemeinde Brake am 1. Januar 1965 hinzu.
Die bislang umfangreichste Gebietsreform, geregelt im Gesetz zur Neugliederung des Raums Bielefeld, trat zum 1. Januar 1973 in Kraft. Aus dem Kreis Bielefeld kamen die Städte Brackwede und Sennestadt sowie die Gemeinden Gadderbaum, Senne I, Babenhausen, Großdornberg, Hoberge-Uerentrup, Kirchdornberg, Niederdornberg-Deppendorf, Altenhagen, Brake, Brönninghausen, Heepen, Hillegossen, Lämershagen-Gräfinghagen, Milse, Oldentrup, Ubbedissen, Jöllenbeck, Theesen und Vilsendorf zu Bielefeld; außerdem aus dem Kreis Halle (Westf.) die Gemeinde Schröttinghausen. Der Kreis Bielefeld wurde aufgelöst.

### Einwohnerentwicklung

Einwohnerentwicklung Bielefelds von 1871 bis 2018

Um das Jahr 1800 hatte Bielefeld rund 5.500 Einwohner. Durch die Industrialisierung stieg diese Zahl in den folgenden Jahrzehnten stetig an und lag 1900 bei über 60.000 Einwohnern. Die Bevölkerungszahl Bielefelds überschritt 1930 in den damaligen Grenzen die Marke von 100.000 und machte die Stadt damit zur Großstadt. In der Nachkriegszeit stieg die Bevölkerungszahl bis 1961 auf über 175.000, von denen etwa 60.000 als Flüchtlinge und Vertriebene nach dem Zweiten Weltkrieg nach Bielefeld gekommen waren. Nach einem leichten Rückgang bis 1972 wuchs die Einwohnerzahl 1973 durch die Eingemeindung fast aller zum Kreis Bielefeld gehörenden Orte, darunter Brackwede mit 39.856, Sennestadt mit 20.187 und Senne I mit 17.421 Einwohnern (Bevölkerungszahlen von 1970), auf mehr als 320.000. Mit 321.200 Einwohnern zum Jahresende 1973 wurde ein zwischenzeitlicher Höchststand erreicht, der erst seit 1991 dauerhaft überboten wurde. Bielefeld steht unter den deutschen Großstädten an 18. und in Nordrhein-Westfalen an achter Stelle.

## Politik

### Kommunalpolitik

#### Rat der Stadt
Der Rat der Stadt Bielefeld hat in der Wahlperiode 2020–2026 unter Einbeziehung des Oberbürgermeisters, der von Amts wegen eine Stimme besitzt, 67 Mitglieder. Das Ergebnis der Wahl zum Rat der Stadt am 13. September 2020 zeigen die folgenden Diagramme.
- PARTEI: 2
- Linke: 4
- SPD: 16
- Grüne: 15
- LiB: 1
- Piraten: 1
- FDP: 5
- BfB: 1
- CDU: 18
- BIG: 1
- AfD: 2

Im März 2021 vereinbarten SPD, Grüne und Die Linke eine Koalition für die laufende Wahlperiode einzugehen.
| Partei          | 2020  | 2020   | 2014  | 2014 | 2009  | 2009 | 2004  | 2004  | 1999  | 1999  | 1994  | 1994  | 1989  | 1989  | 1984  | 1984  | 1979  | 1979  | 1975  | 1975  |
| Partei          | Sitze | %      | Sitze | %    | Sitze | %    | Sitze | %     | Sitze | %     | Sitze | %     | Sitze | %     | Sitze | %     | Sitze | %     | Sitze | %     |
| --------------- | ----- | ------ | ----- | ---- | ----- | ---- | ----- | ----- | ----- | ----- | ----- | ----- | ----- | ----- | ----- | ----- | ----- | ----- | ----- | ----- |
| SPD             | 16    | 24,94  | 20    | 30,8 | 20    | 30,3 | 19    | 31,43 | 22    | 31,32 | 28    | 41,31 | 27    | 38,99 | 28    | 41,27 | 31    | 45,81 | 32    | 46,53 |
| CDU             | 18    | 27,75  | 20    | 30,2 | 22    | 33,2 | 22    | 36,78 | 32    | 45,72 | 24    | 36,24 | 24    | 34,56 | 27    | 39,43 | 28    | 41,61 | 30    | 43,90 |
| Grüne 1         | 15    | 22,32  | 11    | 15,9 | 11    | 17,2 | 9     | 15,46 | 8     | 10,60 | 8     | 12,48 | 6     | 10,05 | 9     | 13,5  | 4     | 5,6   | –     | –     |
| BfB             | 1     | 1,6    | 6     | 8,5  | 3     | 5,2  | 4     | 6,36  | 4     | 6,29  | 5     | 7,44  | 6     | 9,6   | –     | –     | –     | –     | –     | –     |
| Die Linke       | 4     | 6,12   | 5     | 7,3  | 4     | 5,7  | 2     | 2,70  | 2     | 2,81  | –     | –     | –     | –     | –     | –     | –     | –     | –     | –     |
| FDP             | 5     | 7,05   | 2     | 2,9  | 4     | 5,6  | 2     | 4,34  | 2     | 3,26  | 0     | 2,54  | 4     | 6,54  | 3     | 5,43  | 4     | 6,54  | 5     | 8,68  |
| Piraten         | 1     | 1,23 3 | 1     | 2,2  | –     | –    | –     | –     | –     | –     | –     | –     | –     | –     | –     | –     | –     | –     | –     | –     |
| Bürgernähe      | 1     | 1,23 3 | 1     | 0,9  | 2     | 2,7  | 2     | 2,93  | –     | –     | –     | –     | –     | –     | –     | –     | –     | –     | –     | –     |
| AfD             | 2     | 3,43   | –     | –    | –     | –    | –     | –     | –     | –     | –     | –     | –     | –     | –     | –     | –     | –     | –     | –     |
| Die PARTEI      | 2     | 2,91   | –     | –    | –     | –    | –     | –     | –     | –     | –     | –     | –     | –     | –     | –     | –     | –     | –     | –     |
| BIG             | 1     | 0,99   | –     | –    | –     | –    | –     | –     | –     | –     | –     | –     | –     | –     | –     | –     | –     | –     | –     | –     |
| LiB             | 1     | 0,95   | –     | –    | –     | –    | –     | –     | –     | –     | –     | –     | –     | –     | –     | –     | –     | –     | –     | –     |
| Sonstige        | –     | 0,71   | –     | 1,3  | –     | –    | –     | –     | –     | –     | –     | –     | –     | -,2   | –     | 0,4   | –     | 0,5   | –     | 0,89  |
| Gesamt 2        | 66    | 100    | 66    | 100  | 66    | 100  | 60    | 100   | 70    | 100   | 65    | 100   | 67    | 100   | 67    | 100   | 67    | 100   | 67    | –     |
| Wahlbeteiligung | 53,57 | 53,57  | 51,0  | 51,0 | 52,9  | 52,9 | 53,81 | 53,81 | 57,93 | 57,93 | 82,83 | 82,83 | 66,72 | 66,72 | 67,68 | 67,68 | 69,68 | 69,68 | 86,44 | 86,44 |

### Oberbürgermeister
1994 wurde in Bielefeld die Doppelspitze in der Stadtverwaltung aufgegeben. Seitdem gibt es nur noch den hauptamtlichen Oberbürgermeister. Dieser ist oberster Repräsentant der Stadt, Vorsitzender des Rates und Leiter der Stadtverwaltung. Er wird seit 1999 direkt von den Wahlberechtigten gewählt. Seit 2009 bekleidet Pit Clausen von der SPD das Amt. Er wurde zuletzt am 27. September 2020 in einer Stichwahl mit 56,09 Prozent der gültigen Stimmen als Oberbürgermeister bestätigt, sein Herausforderer Ralf Nettelstroth (CDU) erhielt 43,91 %. Die Wahlbeteiligung lag bei 40,69 %. In seiner repräsentativen Funktion wird er durch die ehrenamtlichen Bürgermeister Andreas Rüther (CDU), Karin Schrader (SPD) und Christina Osei (Grüne) vertreten. In seiner Funktion als Verwaltungschef vertritt ihn der Beigeordnete Nürnberger.

### Hoheitszeichen
Die Stadt Bielefeld führt ein Dienstsiegel, ein Wappen sowie eine Hiss- und eine Bannerflagge. Ferner verwendet die Stadt ein Logo.
| Wappen der Stadt Bielefeld | Blasonierung: „Im goldenen Feld unter einem roten, zinnenbewehrten und mit zwei Mauertürmchen bestandenen offenen Mauerbogen ein silberner Schild mit drei roten Sparren.“ |
| Wappen der Stadt Bielefeld | Wappenbegründung: In der Grundform gibt es dieses Wappen seit 1263; damals galt es als Wappen der Altstadt. Als 1520 die Alt- mit der Neustadt vereinigt wurde, wurde das Wappen offizielles Wappen der nun vereinigten Stadt. Bis ins 19. Jahrhundert hat sich daran nichts geändert, doch dann kamen Löwen innerhalb von Wappen immer mehr in Mode, so dass das Wappen von da an von zwei Löwen getragen wurde. Seit 1973 ist das Wappen in Schildform und ohne Löwen das offizielle Wappen der Stadt Bielefeld. Der Schild mit den Sparren entspricht dem Wappen der Grafschaft Ravensberg, deren Hauptstadt Bielefeld einst war. Die Türme zeigen einen äußeren Teil der Außenmauer. |

Hissflagge
Bannerflagge
Logo

### Städtepartnerschaften
Bei einem Besuch von Bildungsfachleuten aus dem britischen Rochdale bei Gewerkschaftsvertretern in Bielefeld kam den Beteiligten die Idee einer Städtepartnerschaft, die 1953 eingegangen wurde. Als Symbole der Partnerschaft sind in Rochdale eine Brücke und in Bielefeld der Park vor der Ravensberger Spinnerei nach der jeweiligen Partnerstadt benannt. An der Nicolaikirche in Bielefeld steht darüber hinaus eine englische Telefonzelle.
Der Stadtbezirk Brackwede unterhält seit 1958 eine Partnerschaft mit Enniskillen in Nordirland (Vereinigtes Königreich). Ausgangspunkt der Partnerschaft war der Auftritt der Royal-Inniskilling-Dragoon-Guards auf dem Brackweder Schützenfest 1957. Zum Zeichen der Freundschaft wurde eine Straße in Brackwede nach der Partnerstadt benannt. Regelmäßige Schüleraustausche des Brackweder Gymnasiums mit der Portora Royal School gehören zum Partnerschaftsprogramm.
Die Folklore-Gruppe Cercle Celtic aus dem französischen Concarneau hatte 1967 einen Auftritt in der damals noch eigenständigen Gemeinde Senne. 1973 entwickelten sich die geschlossenen Freundschaften zu einer festen Partnerschaft mit dem heutigen Stadtbezirk. In den Städten sind heute Straßen nach der jeweiligen Partnerstadt benannt.
Der Bielefelder Gerhard Hoepner pflegte privat Kontakt zu Andreas Meyer, der ins israelische Nahariya ausgewandert war. Daraus entwickelte sich 1980 eine Städtepartnerschaft. Heute gibt es in Bielefeld ein Fenster zwischen den beiden Rathäusern und eine Straße, die nach der Partnerstadt benannt sind. In Nahariya konnte eine Kirche aus dem 6. Jahrhundert mit Spenden aus Bielefeld restauriert werden. Daher wird sie heute Bielefelder Kirche genannt. Das Gymnasium Heepen und die Amalschule in Nahariya pflegen ebenfalls eine Partnerschaft.
Als Folge eines Beschlusses des Bundestages zur militärischen Nachrüstung im Winter 1983/84 nahm Bielefeld Kontakt zur russischen Stadt Weliki Nowgorod auf. Aus dem Briefkontakt entwickelte sich eine Städtepartnerschaft, die 1987 eingegangen wurde. Eine Straße im neuen Bahnhofsviertel und eine Eiche an der Sparrenburg wurden nach der Partnerstadt benannt. In den 1990er-Jahren wurden viele Hilfstransporte in die russische Partnerstadt unternommen. Noch heute werden soziale Projekte in Weliki Nowgorod finanziell unterstützt. Regelmäßig tauschen sich Schulen und Universitäten aus.
Die Deutsch-Polnische Gesellschaft in Bielefeld initiierte 1991 eine Partnerschaft mit der polnischen Stadt Rzeszów. Schulen und Universitäten der Städte tauschen sich regelmäßig aus.
Seit 1984 pflegt Bielefeld Kontakte mit Estelí in Nicaragua, die 1995 zu einer festen Städtepartnerschaft ausgebaut wurden. Die Stadt wurde 1998 durch einen Hurrikan verwüstet und konnte mithilfe von Spendengeldern aus Bielefeld und anderen Partnerstädten wieder aufgebaut werden. Die Partnerschaft wird von den Bielefelder Schulen gestützt, die mit den Schulen in Estelí gemeinsame Projekte durchführen. Nachdem Berichten vom Welthaus Bielefeld zufolge im April 2018 Scharfschützen vom Dach des Rathauses in Estelí auf Demonstranten schossen, wohl mit Wissen des Bürgermeisters, legte die Bielefelder Stadtverwaltung die Partnerschaft mit Estelí vorerst auf Eis. Die zivilgesellschaftlichen Projekte laufen indes weiter.
Bielefeld hat Patenschaften für die ehemals ostdeutschen Städte Gumbinnen/Ostpreußen (Gussew, Oblast Kaliningrad, Russland), Wansen/Schlesien (Wiązów, Polen) und Münsterberg/Schlesien (Ziębice, Polen) übernommen. Den heimatvertriebenen Bewohnern dieser Städte gewährte Bielefeld nach dem Zweiten Weltkrieg Hilfe bei der sozialen und wirtschaftlichen Eingliederung.

### Bundespolitik
Bielefeld befindet sich im Bundestagswahlkreis 132 Bielefeld – Gütersloh II. Bei der Bundestagswahl 2021 konnte Wiebke Esdar (SPD) das Direktmandat gewinnen. Über die Landeslisten ihrer Partei zog außerdem aus Bielefeld Britta Haßelmann (Bündnis 90/Die Grünen) in den Bundestag ein.

### Landespolitik
Bei Wahlen zum Landtag von Nordrhein-Westfalen bilden die Stadtbezirke Mitte, Schildesche und Gadderbaum den Wahlkreis 92 Bielefeld I sowie die Stadtbezirke Heepen, Brackwede, Stieghorst, Sennestadt und Senne den Wahlkreis 93 Bielefeld II. Die Stadtbezirke Dornberg und Jöllenbeck gehören zusammen mit Borgholzhausen, Halle, Steinhagen, Versmold und Werther zum Wahlkreis 94 Gütersloh I – Bielefeld III. Die Direktmandate bei der Landtagswahl 2022 gewannen Christina Kampmann (SPD) im Wahlkreis 92, Tom Brüntrup, (CDU) im Wahlkreis 93 und Thorsten Klute (SPD) im Wahlkreis 94. Außerdem zog aus Bielefeld Christina Osei (Bündnis 90/Die Grünen) über die Landesliste ihrer Partei in den Landtag ein.

## Sehenswürdigkeiten

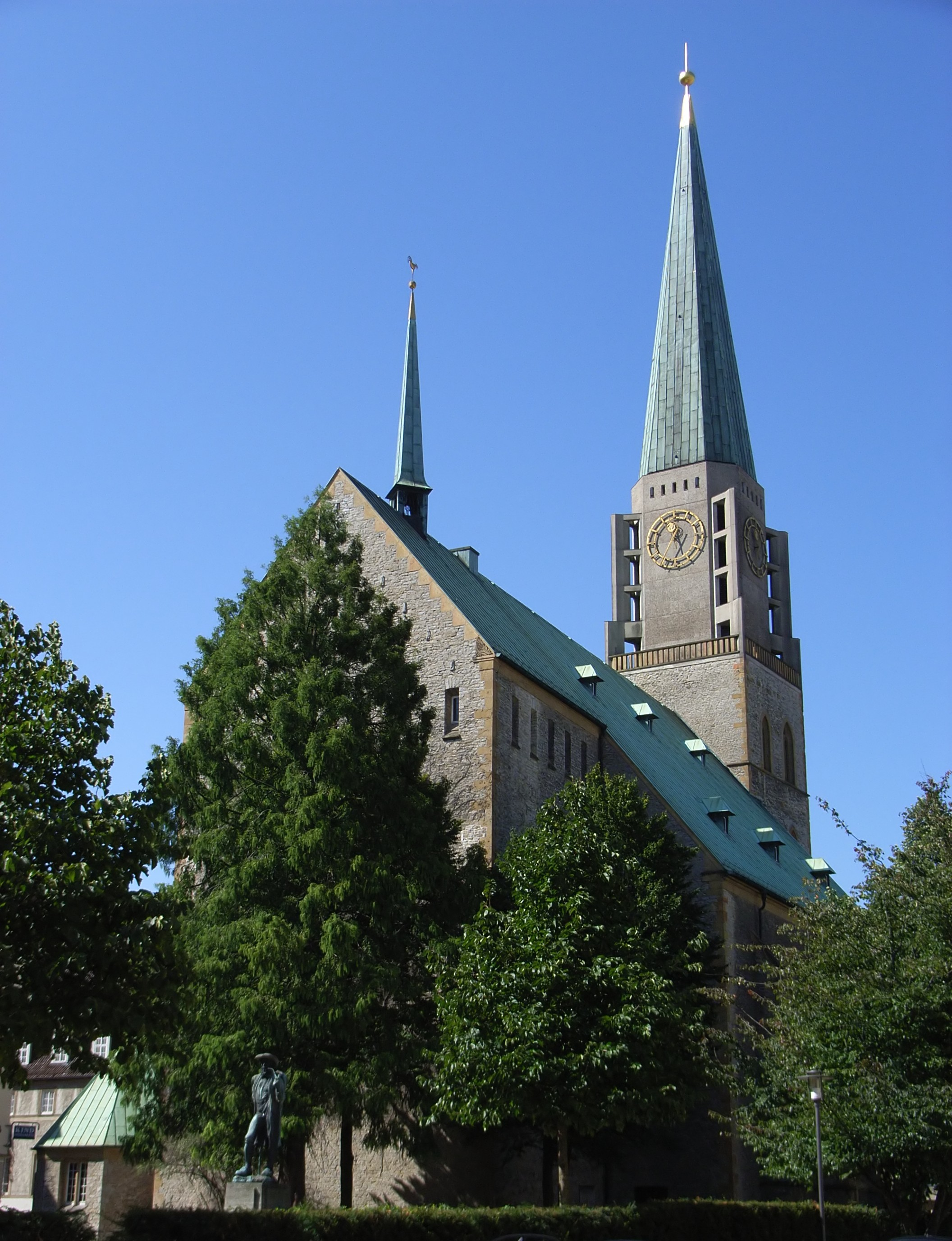
Altstädter Nicolaikirche

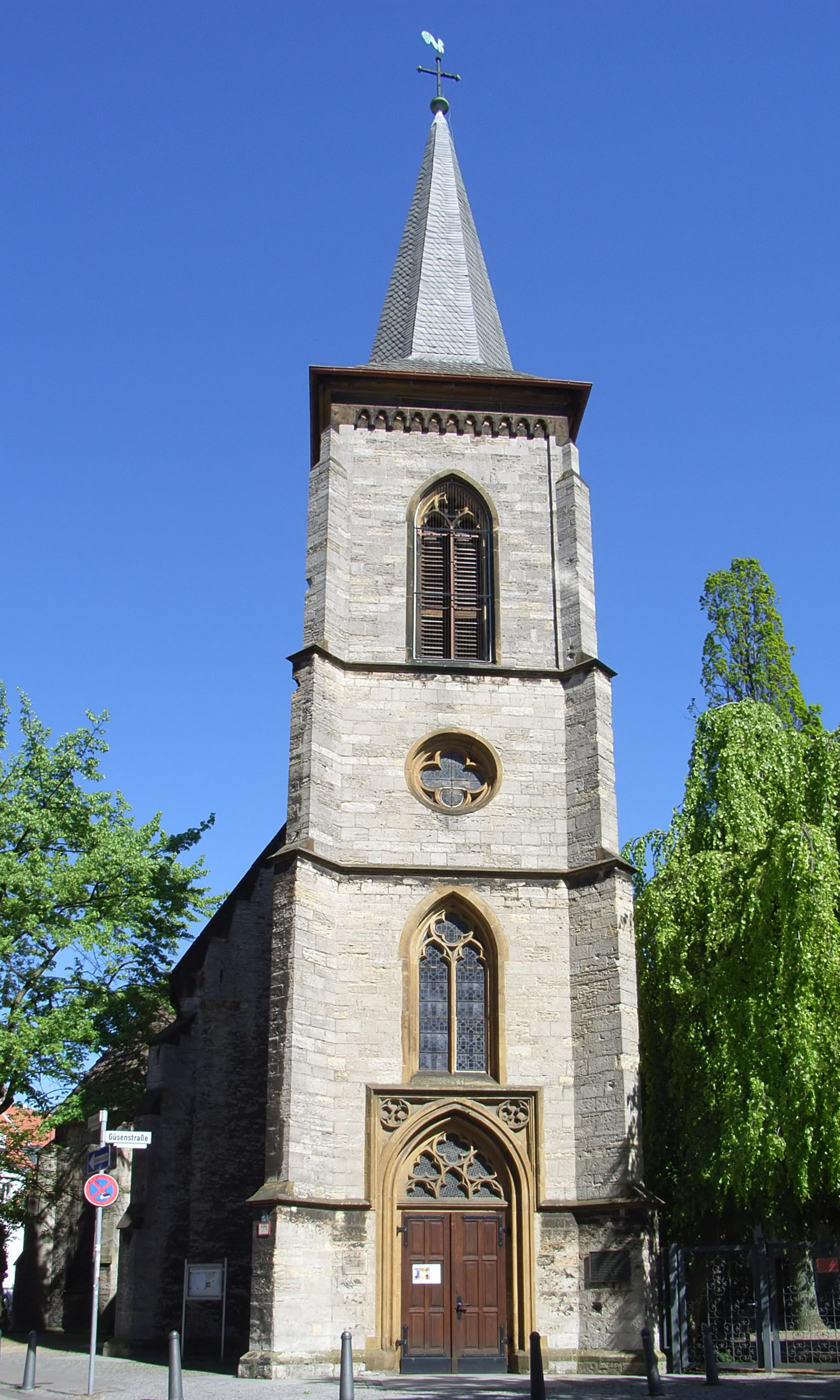
Süsterkirche

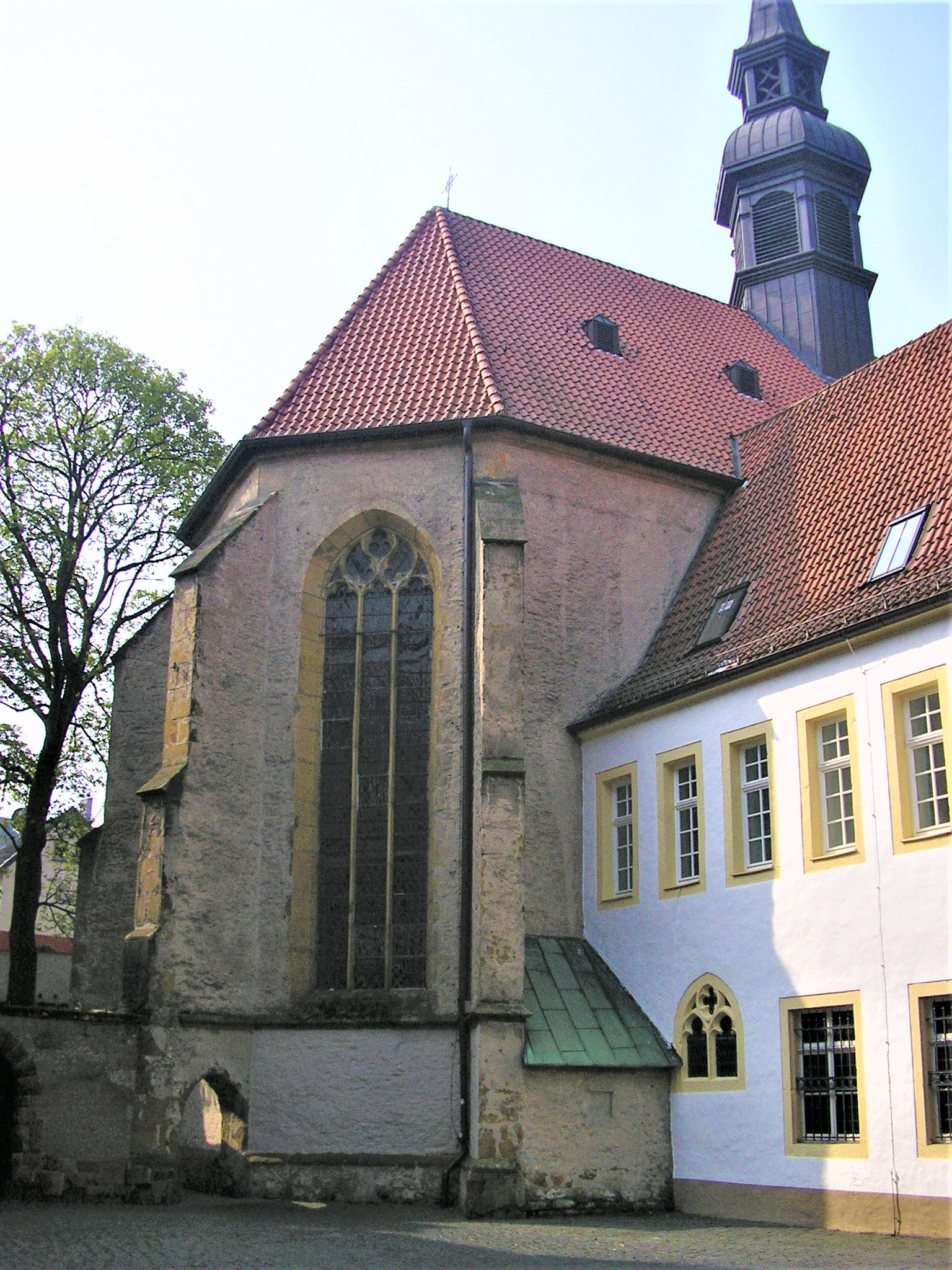
St. Jodokus mit anstoßendem Klostergebäude

### Sakralbauten
Die Altstädter Nicolaikirche ist die älteste der Bielefelder Stadtkirchen. Sie war ursprünglich eine dreischiffige gotische Hallenkirche, die Anfang des 14. Jahrhunderts vergrößert und zur Bürger-/Kaufmannskirche ausgebaut wurde. Zuvor wurde sie 1236 vom Paderborner Bischof Bernard zur eigenständigen Pfarrkirche erhoben. Viermal täglich (um 9:58, 12:58, 15:58 und 18:58 Uhr) erklingt ein Glockenspiel. Der wertvollste Besitz dieser Kirche ist ein Antwerpener Retabel, das mit neun geschnitzten Szenen und über 250 Schnitzfiguren verziert ist. In ihrer heutigen Form ist die Kirche bis auf den unteren Teil des Turmes ein Neubau, der in Anlehnung an die am 30. September 1944 zerstörte Vorgängerkirche entstanden ist. Die Kirche verfügt über ein kleines Museum, in dem unter anderem Überbleibsel aus der Zeit vor dem Zweiten Weltkrieg sowie alte Fotografien gezeigt werden.
Die Neustädter Marienkirche ist eine hochgotische Hallenkirche mit zwei Türmen aus dem Jahr 1293. Die Türme wurden jedoch erst Anfang des 16. Jahrhunderts mit gotischen Turmhelmen ergänzt und damit vollendet. Die gotischen Turmhelme wurden später bei einem Sturm zerstört und durch barocke Hauben ersetzt. Diese Kirche ist aus kunsthistorischer Sicht das wertvollste Baudenkmal Bielefelds und hat eine Länge von 52 Metern sowie eine Höhe von 78 Metern. Im Jahr 1553 war sie Ausgangspunkt der Reformation in Bielefeld. Im Gotteshaus befindet sich ein wertvoller Flügelaltar mit 13 verschiedenen Bildern, der sogenannte Marienaltar. Die Bilder wurden von einem anonymen Maler im Jahr 1400 geschaffen. Auf ihnen sind Situationen wie Himmel und Erde, Gott und Mensch oder Christus und Maria zu sehen. Die Kirche diente eine Zeit lang als Grablege der Grafen von Ravensberg. An der Nordseite des Chores befindet sich die Tumba des Grafen Otto III. von Ravensberg und seiner Gemahlin Hedwig zur Lippe, die wohl kurz nach 1320 entstanden ist. Auf der Südseite ist die Tumba des Grafen Wilhelm II. († 1428) und seiner Gemahlin Adelheid von Tecklenburg († 1429). Zur weiteren Ausstattung gehören ein spätgotisches Kruzifix vom Anfang des 16. Jahrhunderts und eine geschnitzte Kanzel, die von 1681 bis 1683 vom Bielefelder Meister Bernd Christoph Hattenkerl geschaffen wurde. Im Zweiten Weltkrieg wurde die Kirche schwer beschädigt. Unter anderem wurden bei einem Luftangriff die bis dato barocken Turmhelme zerstört. Nach dem Krieg wurden diese 1965 in gotischer Form neu errichtet und erhielten ihre extrem spitze Form.
Mitten in der Altstadt steht die im 16. Jahrhundert entstandene Süsterkirche. An dieser Stelle wurde es im Jahr 1491 zwölf Augustinerinnen gestattet, ein eigenes Kloster zu gründen. Sie widmeten sich der Kranken- und Armenversorgung. Im Jahr 1616 wurde das Kloster jedoch aufgrund mangelnder Wirtschaftlichkeit aufgegeben und an die Stadt übergeben. Heute ist sie die Kirche der einzigen evangelisch-reformierten Kirchengemeinde Bielefelds. Von den sich anschließenden Gebäuden des ehemaligen Klosters zum Marienthal blieb nur das Haus Süsterplatz 2 erhalten. Der quadratische zweigeschossige Bau mit Satteldach entstand im Kern bereits zwischen 1500 und 1600 und dient heute als Pfarrhaus. Im 18./19. Jahrhundert wurde er unter Veränderung der Geschosshöhen durchgreifend umgebaut. Der Vordergiebel zum Süsterplatz wurde dabei in neugotischen Formen dekoriert.
Die katholische Pfarrkirche St. Jodokus war ursprünglich die Kirche eines Franziskanerklosters und wurde 1511 erbaut. Zunächst (ab 1498) befand sich dieses Kloster am Jostberg, wurde dort jedoch schon 1507 aufgrund von Schwierigkeiten bei der Wasserversorgung wieder aufgegeben und an den heutigen Klosterplatz verlegt. Von dem alten Kloster am Jostberg sind noch Ruinen erhalten. Das Franziskanerkloster in der Altstadt blieb auch nach der Reformation bestehen. Als die übrigen Kirchen in der Stadt die Reformation annahmen, versahen die Franziskaner die Seelsorge für die wenigen im Ravensberger Land verbliebenen Katholiken. Das Kloster wurde 1829 aufgelöst, die Pfarrseelsorge übernahmen Diözesanpriester. Im Innern der Kirche, die bis heute Pfarrkirche ist, befinden sich die „Schwarze Madonna“ von 1220, eine Holzplastik des heiligen Jodokus von 1480 sowie die Ikonenwand von Saweljew aus dem Jahr 1962.
Die Kirche Heilig Geist an der Spandauer Allee im Bielefelder Ortsteil Dornberg gilt als ein Kleinod unter den modernen Kirchen im ostwestfälischen Raum. Sie wurde Anfang der 1990er-Jahre in Bielefeld-Dornberg als Nachfolgekirche der beiden für die wachsende Gemeinde zu klein gewordenen Kirchen Heilig Geist im Wellensiek und Heilige Familie, Bielefeld-Uerentrup, erbaut.

### Profanbauten

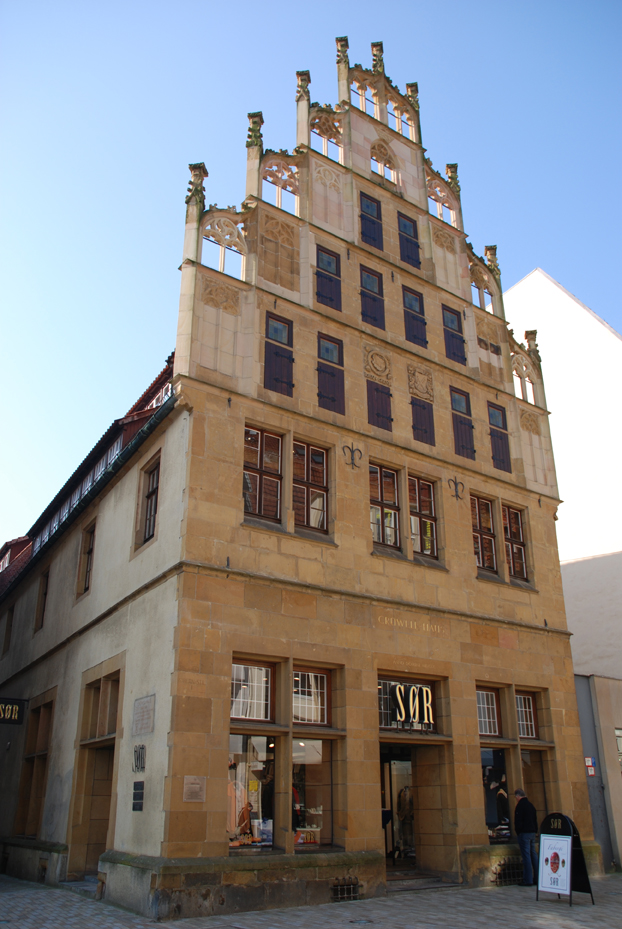
Das Crüwellhaus am Alten Markt

Der Alte Markt bildet das Herzstück der Bielefelder Altstadt. An seiner Nordseite befindet sich das Theater am Alten Markt. Der äußerlich unscheinbare Bau lässt kaum erahnen, dass in ihm noch umfangreiche Reste des mittelalterlichen Rathauses stecken. Das Altstädter Rathaus wurde 1424 erstmals urkundlich erwähnt. Der erste Rathausbau ist an dieser Stelle vermutlich bereits im 13. Jahrhundert entstanden. Von ihm dürften noch Teile im jetzigen Kellergeschoss vorhanden sein. 1538 wurde mit einem Neu- bzw. Erweiterungsbau begonnen, der spätestens 1569 vollendet war. Dabei handelte es sich um einen zweigeschossigen Bruchsteinbau über hohem Sockelgeschoss mit zwei in Werkstein ausgeführten Schaugiebeln. Der auf einer Zeichnung des 19. Jahrhunderts überlieferte westliche Staffelgiebel war in Anlehnung an das Münsteraner Rathaus und das nahe gelegene Crüwellhaus noch in spätgotischen Formen gestaltet. Über dem schon Renaissanceformen aufweisenden Hauptportal an der Niedernstraße war ein 1562 bezeichnetes Adam-und-Eva-Relief (jetzt im Foyer des Neuen Rathauses) angebracht.
1820–1821 erfolgte ein durchgreifender Umbau und die Erhöhung des Wandkastens, um das Innere besser nutzen zu können. Dabei wurden die beiden Giebel abgebrochen. Anschließend wurde der Außenbau in klassizistischen Formen dekoriert und der Haupteingang mit Freitreppe an die Marktseite verlegt. Das hohe Satteldach wurde außerdem durch ein niedriges Krüppelwalmdach ersetzt. Nach der Erbauung des Neuen (heute „Alten“) Rathauses am Niedernwall im Jahre 1904 diente es nur noch als Sitz untergeordneter Behörden und der Stadtbibliothek. 1906 wurde ein Arkadengang an der Niedernstraße, der sogenannte Hochzeitsbogen, für den Fußgängerverkehr eingebaut. Am 30. September 1944 wurde der Bau mehrfach von Brandbomben getroffen und ist völlig ausgebrannt.
Ab 1949 wurde das Alte Rathaus von Hanns Dustmann unter weitgehender Verwendung des spätmittelalterlichen Wandkastens wiederaufgebaut. Seitdem wird es als „Theater am Alten Markt“ und als Volkshochschule „Die Brücke“ genutzt. Um beide Einrichtungen unterbringen zu können, wurde im Norden ein niedrigerer Erweiterungsbau angefügt. Bei der Wiederherstellung der Fassaden wurde das klassizistische Dekor entfernt und das Äußere in schlichten Formen gestaltet, so dass das noch weitgehend aus dem Spätmittelalter stammende Gebäude heute wie ein Nachkriegs-Neubau erscheint, der noch deutliche Anklänge an die so genannte Heimatschutzarchitektur zeigt.
Der jetzige Bau ist ein zweigeschossiger Putzbau von sieben Achsen mit hohem, von zahlreichen Gauben belebtem Walmdach. An der zur Niedernstraße hin orientierten Schmalseite befindet sich der als Laubengang gestaltete Hochzeitsbogen und an der Marktseite ein schlichtes Portal mit doppelläufiger Freitreppe. Die östlichen drei Joche des Kellergewölbes wurden 1995 saniert und dienen seitdem als Weinstube. Die Kreuzgratgewölbe sind noch zum Teil mit den Schlusssteinen von 1538 versehen, die sich allerdings nicht mehr an ursprünglicher Stelle befinden.

#### Bürgerliche Wohnbauten

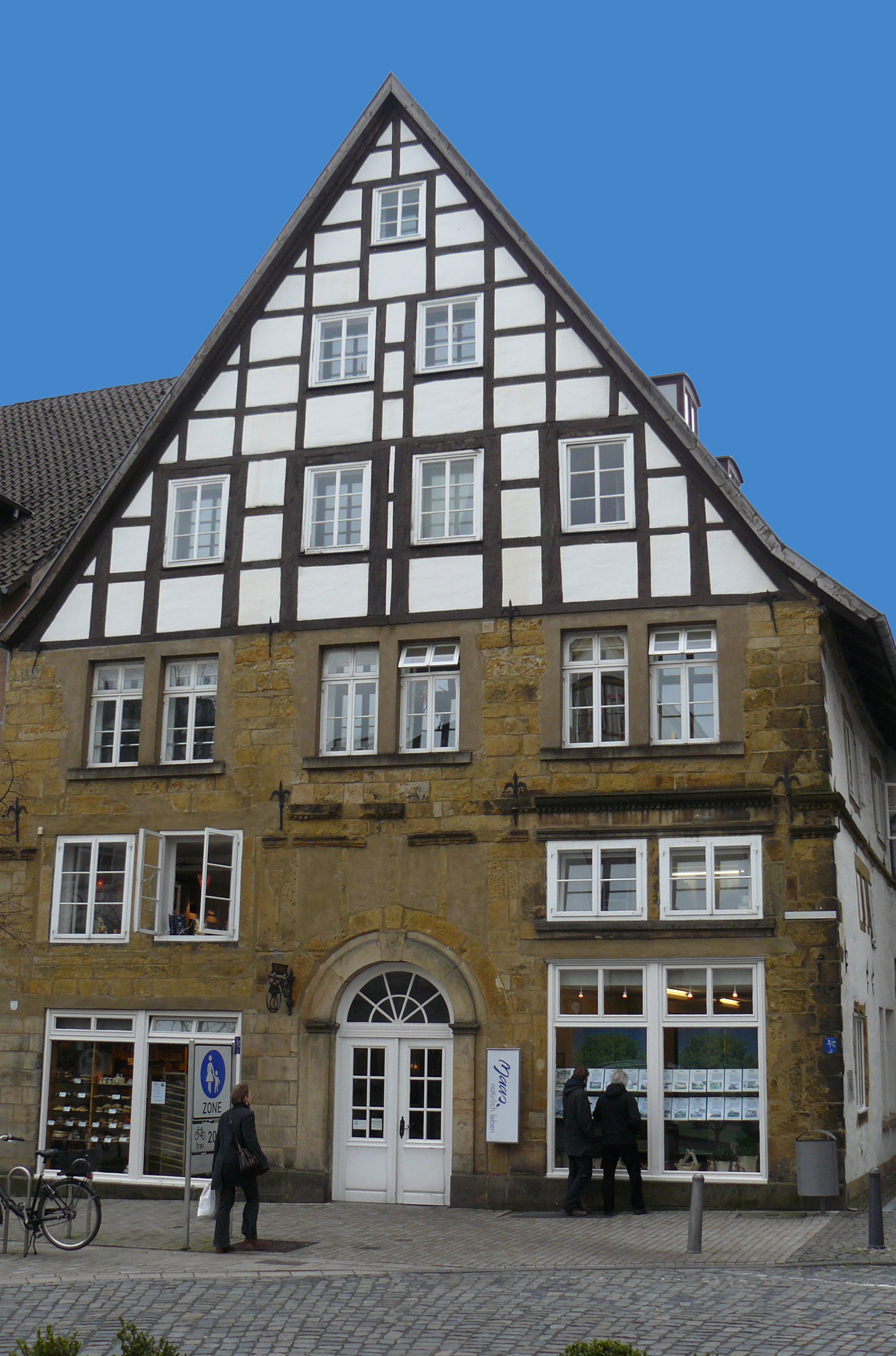
Haus Müller

Von den zu Beginn des Zweiten Weltkrieges noch in größerer Zahl vorhandenen bürgerlichen Wohnbauten des späten Mittelalters und der frühen Neuzeit sind nur wenige erhalten, jedoch befinden sich noch zahlreiche Villen und Straßenzüge der Gründerzeit und der Wende zum 19. Jahrhundert in der Stadt, auch in den Stadtteilen ist die Bebauung in Teilen älter als in der Innenstadt.
Das derzeit älteste bekannte Bürgerhaus ist das Haus Müller in der Obernstraße. Es wurde nach dendrochronologischer Datierung 1485 errichtet. 1592 kam es zu einem umfassenden Umbau, bei dem es unter anderem mit einem neuen reich beschnitzten Fachwerk-Giebel versehen wurde. Von 1991 bis 1993 wurde das Gebäude durchgreifend erneuert und durch einen modernen Anbau ergänzt. Obwohl auch historische Befunde beseitigt wurden, ist die ursprüngliche Aufteilung des Inneren mit Diele, den seitlichen Stubeneinbauten und dem unterkellerten Saal bis heute nachvollziehbar geblieben. Das zugehörige Hinterhaus Welle 55, das mit dem Vordergebäude durch eine hölzerne Brücke verbunden ist, dürfte im 17. Jahrhundert errichtet worden sein.
Ebenfalls noch aus dem Spätmittelalter stammt das Haus Obernstraße 32. Das schlichte zweigeschossige Giebelhaus mit Krüppelwalmdach wird im Äußeren wesentlich durch einen Umbau aus der Mitte des 19. Jahrhunderts geprägt. Die ältesten Teile entstanden bereits im frühen 16. Jahrhundert.

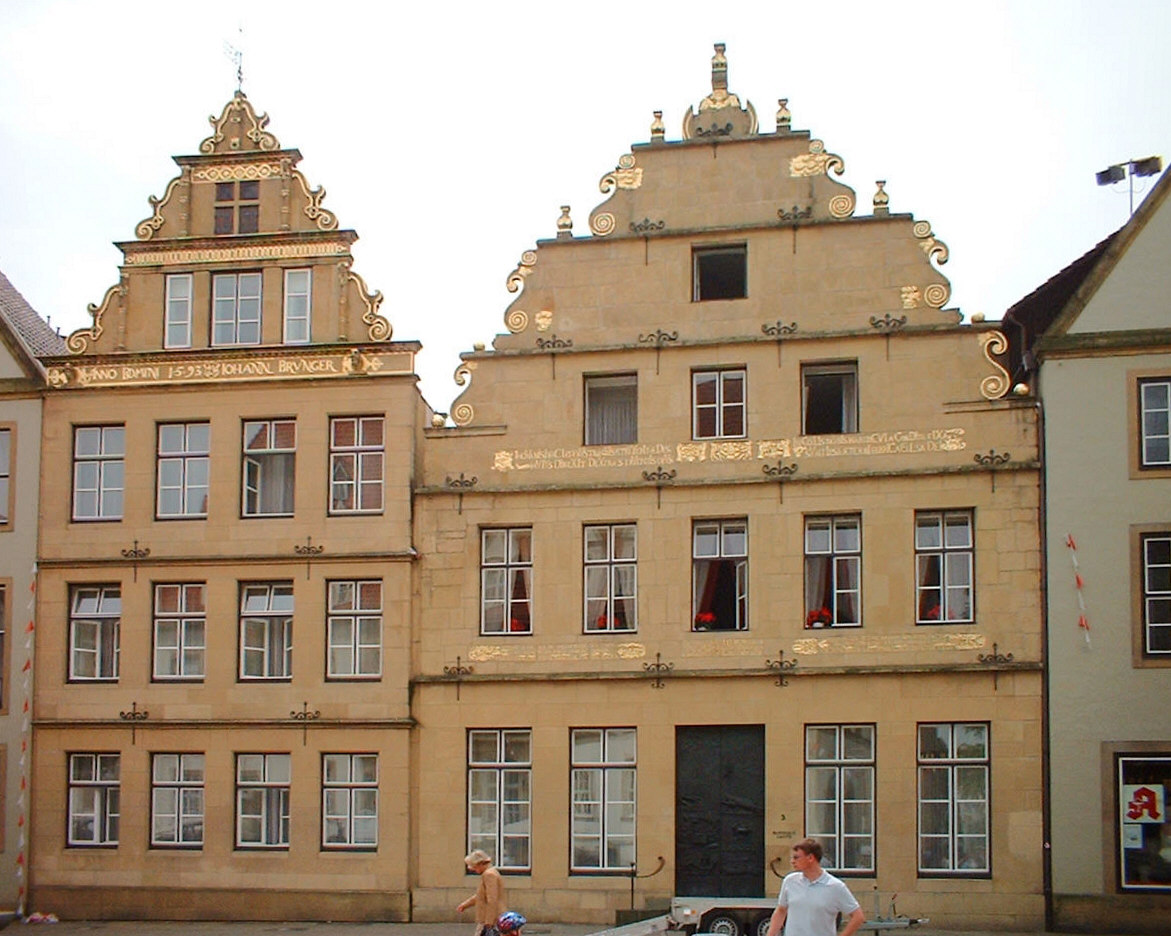
Battig-Haus von 1680, rechts

Einer der bekanntesten Wohnbauten ist das ab 1530 errichtete Crüwell-Haus (Obernstraße 1). Der spätgotische Stufengiebel entstand nach dem Vorbild Münsteraner Bauten. Ähnliche, jedoch später entstandene Beispiele gibt es in Herford (Bürgermeisterhaus, bezeichnet 1538) und Lemgo (Haus Wippermann 1576). Die Front wurde 1901 erneuert und im Erdgeschoss mit Ladeneinbauten versehen. Im Zweiten Weltkrieg ausgebrannt, wurde das Haus 1948/49 von Paul Griesser unter Erhaltung der historischen Fassade neu errichtet. Beim Wiederaufbau wurden anstelle der großen Schaufenster kleinere Kreuzstockfenster eingesetzt. Im Treppenhaus befinden sich etwa 7000 historische Delfter Kacheln aus dem 16. bis 18. Jahrhundert. Es handelt sich wohl um die größte Sammlung dieser Art in Nordwestdeutschland.
Vom Battig-Haus (Alter Markt 3) blieb nach schwerer Kriegszerstörung nur der 1680 bezeichnete Volutengiebel erhalten, der in den von Paul Griesser errichteten Komplex der Lampe-Bank einbezogen wurde. Die Schaufront ist noch stark von der so genannten „Weserrenaissance“ beeinflusst, die Art der Staffelfüllungen ist jedoch schon dem Barock verpflichtet. Beim Wiederaufbau nach 1945 wurde die Fassade erhalten, wobei die Schaufenster durch kleinere Öffnungen ersetzt wurden.
An der Obernstraße 38 befindet sich ein Fachwerkbau mit klassizistischer Fassade, die dem älteren Hauskörper in der 1. Hälfte des 19. Jahrhunderts vorgeblendet wurde. Die Erdgeschosszone ist in jüngerer Zeit durch Ladeneinbauten verändert worden.

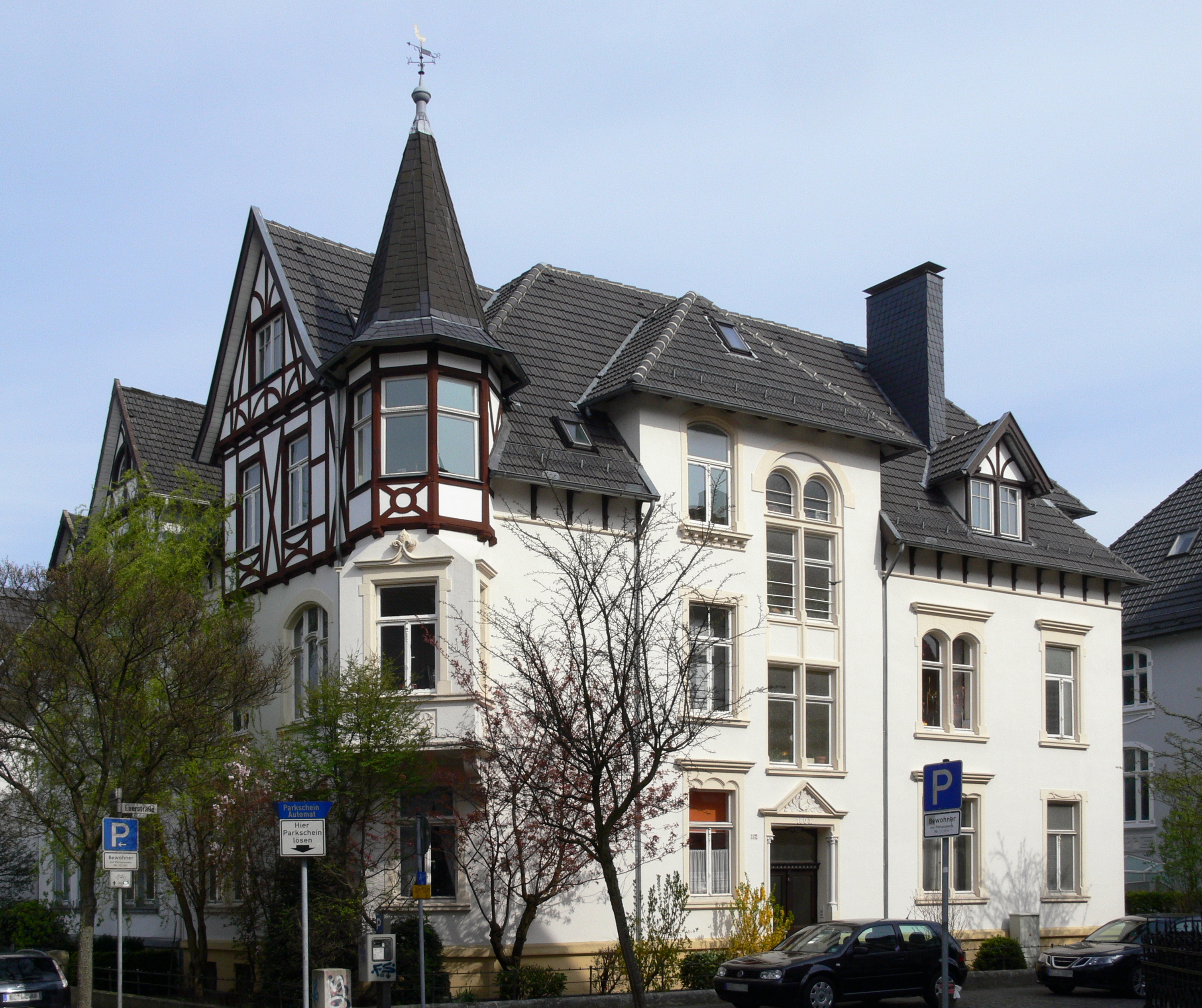
Wohnlage westlich der Innenstadt

Wesentlich mehr Wohngebäude haben den Krieg außerhalb der Innenstadt überdauert. So liegen westlich des Ostwestfalendamms einige Straßenzüge mit nahezu durchgängiger denkmalgeschützter Bebauung aus Villen und Bürgerhäusern. Zu nennen sind hier vor allem die Große-Kurfürsten-Straße, der Goldbach sowie Werther- und Dornberger Straße. Häufig handelt es sich dabei um Wohnstätten ehemaliger Unternehmer wie die Villa Bozi. Ebenso befinden sich in sogenannten Musikerviertel zwischen Detmolder Straße und Sparrenburg zahlreiche Gebäude gleicher Art. Im Osten der Innenstadt befinden sich Ensembles aus der Zeit um 1900, so zum Beispiel an der Diesterweg- und Fröbelstraße. Teilweise bis ins Mittelalter zurückgehende Bebauung findet sich in den Kernen der Stadtteile Heepen und Schildesche.

#### Adelshöfe
Von den im Jahre 1718 genannten 17 Adelshöfen sind noch einige erhalten:
Als Keimzelle der Stadt gilt der an der Welle gelegene Waldhof. Er soll aus einem der Höfe hervorgegangen sein, die bereits vor der Stadtgründung bestanden. Das lang gestreckte Gebäude stammt im Kern sicher noch aus dem Mittelalter und wurde im 16. Jahrhundert umgebaut. Damals entstand die 1585 bezeichnete Utlucht mit Volutengiebel. Der östliche Gebäudeteil besaß bis zum Zweiten Weltkrieg ein Fachwerk-Obergeschoss.
Am Klosterplatz befindet sich der auch als Woermanns Hof bezeichnete Korff-Schmisinger Hof. Das mit Fächerrosetten versehene und reich beschnitzte Fachwerk-Obergeschoss soll um 1640 entstanden sein. Beim Bau der Klosterplatzschule wurde der ehemals etwa doppelt so lange Bau erheblich verkürzt.
In unmittelbarer Nähe liegt der Wendtsche Hof. Der zweigeschossige Bau entstand im 16. Jahrhundert und wurde im 19. und frühen 20. Jahrhundert mehrfach verändert. Die rückwärtigen Teile wurden weitgehend in Fachwerk erneuert. Im Innenhof befindet sich ein polygonaler Treppenturm.

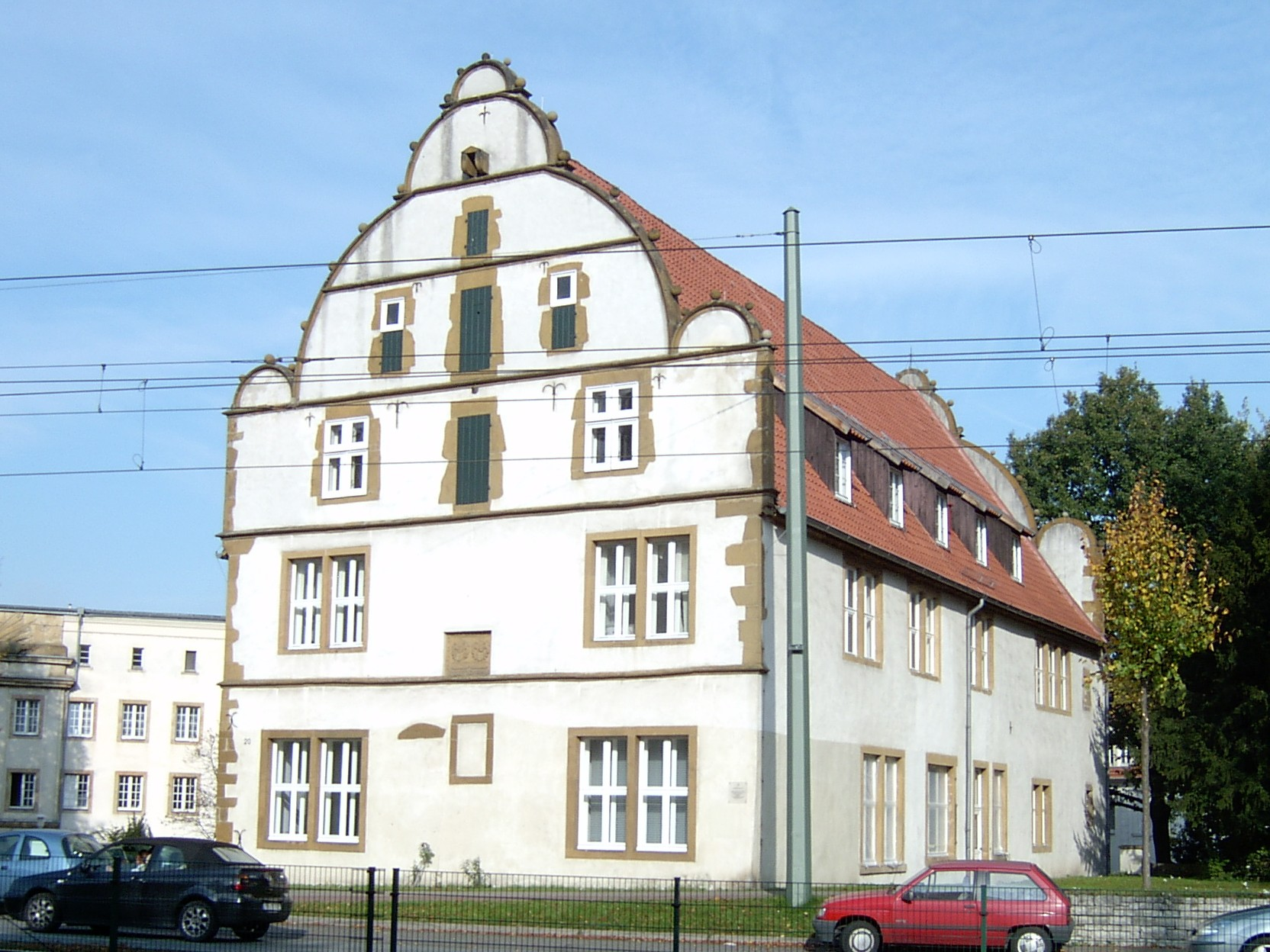
Spiegelshof

Der 1540 bezeichnete Spiegelshof ist ein zweigeschossiger verputzter Bruchsteinbau im Stil der so genannten Weserrenaissance. Die Schmalseiten werden von Radzinnengiebeln geschmückt. Das Treppenhaus wurde 1682 angefügt. Das Innere wurde im Laufe der Zeit immer wieder verändert; im hinteren Teil des Gebäudes blieb dennoch ein unterkellerter Saal mit Balkendecke erhalten. Heute beherbergt Spiegels Hof das Naturkunde-Museum.
Eine noch aufwendigere Fassade besitzt der Grestsche Hof. Er wurde vermutlich in der zweiten Hälfte des 16. Jahrhunderts vielleicht auf den Fundamenten eines Stadtmauerturmes erbaut. Der prachtvolle Renaissancebau bildet seit 1870 den Nordflügel des Ratsgymnasiums. Zu dieser Zeit wurde der Dachbereich verändert.
Als zweigeschossiger Putzbau präsentiert sich Meinders Hof (Obernstraße 40). Das originelle barocke Eingangsportal ist mit der Jahreszahl 1669 beschriftet. Weitere Veränderungen erfolgten im 19. Jahrhundert. Im Inneren des Erdgeschosses blieben ein 1670 datierter Kamin und Reste von barocken Stuckdecken erhalten.

#### Wiederverwendete Reste zerstörter Bauten
Alter Markt 5. Den schlichten Nachkriegsbau ziert ein 1593 bezeichneter Volutengiebel in Formen der Weserrenaissance, der ursprünglich zu Obernstraße 29 (Brünger) gehörte. Der kriegsbeschädigte Ursprungsbau wurde 1962 unter Sicherstellung des Giebels abgebrochen. Zunächst auf den städtischen Bauhof verbracht, wurde er 1976 an seinem jetzigen Standort aufgestellt. Er ist in Einzelformen mit Markt 32 in Bad Salzuflen verwandt.
Niedernstraße 3. In den schlichten Nachkriegsbau wurde ein mittelalterlicher Keller mit Tonnengewölbe integriert.
Obernstraße 36 (Sparkasse). Dem 1975 entstandenen Gebäude wurde ein Dreiecksgiebel (bezeichnet 1606) vom ehemaligen Haus Obernstraße 9 vorgeblendet.
Die 55er-Kaserne an der Hans-Sachs-Straße wurde 1775/77 auf dem Gelände des Hatzfeldschen Adelshofes errichtet. Dabei wurden Verblendsteine von den Festungsmauern der Sparrenburg verwendet. Es ist ein lang gestreckter Massivbau, dessen Mittelrisalit ein Wappen krönt. Bei der Erweiterung von 1850 wurde der Hauptflügel um ein Mezzaningeschoss erhöht.

#### Stadtmauer
Von der im 13. Jahrhundert errichteten Stadtmauer der Altstadt sind Fundamentreste als Inszenierung im sogenannten Welle-Haus zu besichtigen. Die Reste wurden im Rahmen des Projekts Archäo Welle freigelegt und museal aufbereitet. Im ehemaligen Grestschen Hof (siehe dort) sind Teile eines sehr starken viereckigen Mauerturmes verbaut. In der seit dem frühen 14. Jahrhundert befestigten Neustadt ist außerdem der Stumpf eines mittelalterlichen Schalenturmes im Garten eines Hauses an der Kesselstraße vorhanden. Mit dem Aufkommen der Feuerwaffen kam es zur Anlage eines einheitlichen Befestigungssystems um Alt- und Neustadt mit mehreren Rondellen zwischen 1539 und 1545. Ein mehrere Meter langes Mauerstück davon, das die Einmündung von Vossbach und Lutter in den Stadtgraben sichern sollte, ist hinter dem Haus Kreuzstraße 38 (derzeit Verwaltungsgebäude des Naturkundemuseums) erhalten. Auf der Mauerkrone stehen die zwei letzten Exemplare der ab 1856 installierten Gaslaternen.

#### Weitere Bauten
Die Sparrenburg ist das bekannteste Baudenkmal und Wahrzeichen der Stadt. Sie wurde neuesten Erkenntnissen zufolge um 1200 erbaut und verfügt über einen 37 Meter hohen Burgturm sowie über unterirdische Gänge, die im Rahmen einer Führung besichtigt werden können. Der Turm kann von April bis Oktober von 10 bis 18 Uhr bestiegen werden. Am 22. September 2006 belegte die Sparrenburg Platz 17 bei einem vom ZDF ausgelobten Wettbewerb, in dem die beliebtesten deutschen Plätze gewählt wurden.
Unweit entfernt befindet sich die Römische Kreisgrabenanlage auf der Sparrenberger Egge.

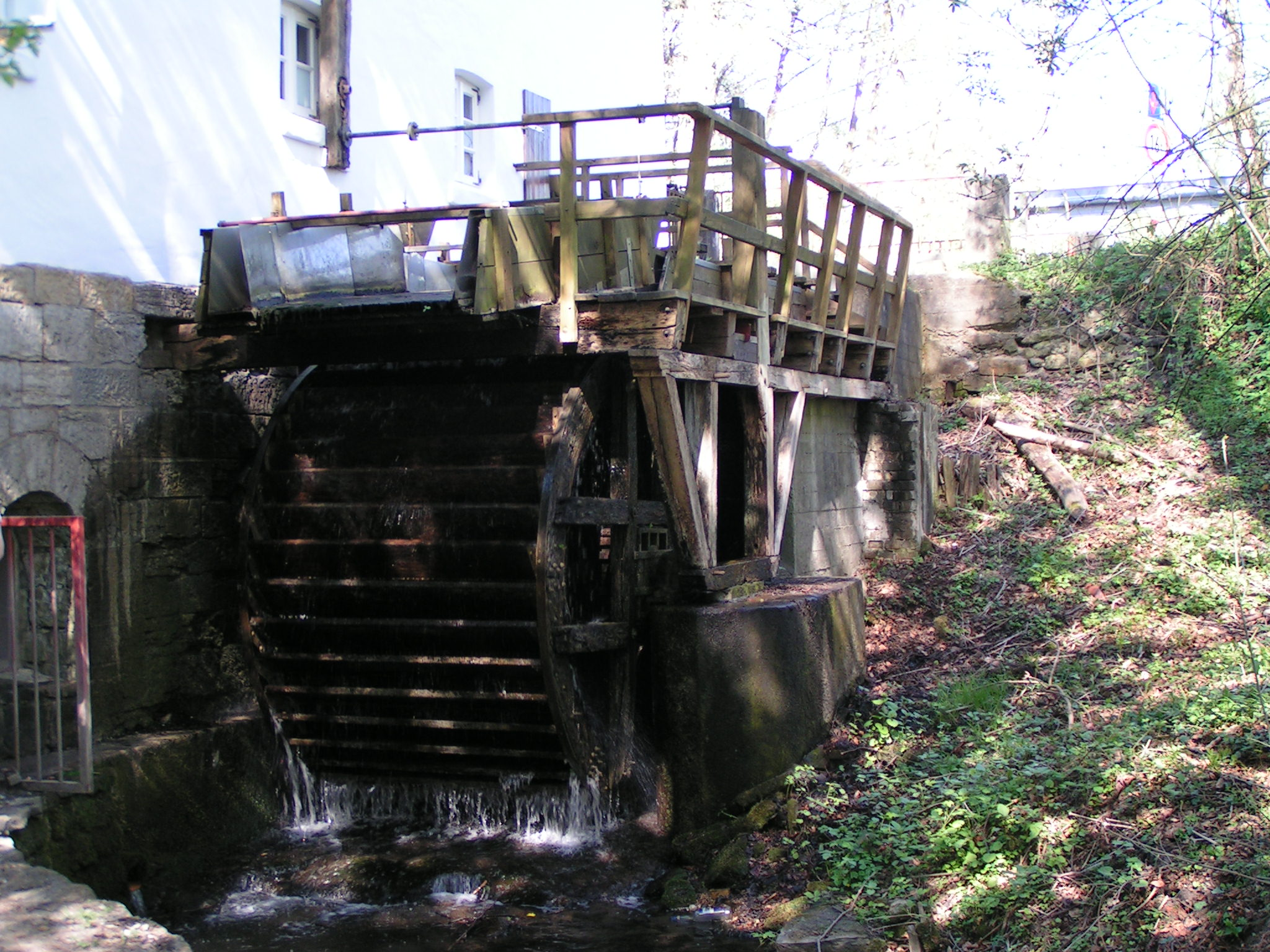
Niemöllers Mühle in Quelle

Im Jahr 1535 wurde Niemöllers Mühle, eine oberschlächtige Wassermühle im Bielefelder Stadtteil Quelle, erstmals erwähnt. Sie ist seit der Restaurierung 1994 wieder funktionstüchtig.
Im Ravensberger Park steht die Weiße Villa. Das Gebäude erinnert an die zahlreichen Potsdamer Turmvillen im italienischen Landhausstil, zum Beispiel die Villa Schöningen. Wenige Schritte daneben befindet sich die ehemalige Direktorenvilla der Ravensberger Spinnerei, die heute das Museum Huelsmann beherbergt.
In den Nordpark wurde ein heute als Café genutzter kleiner Pavillon umgesetzt, der um 1830 errichtet wurde und einem Schüler des berühmten Baumeisters Karl Friedrich Schinkel zugerechnet wird.

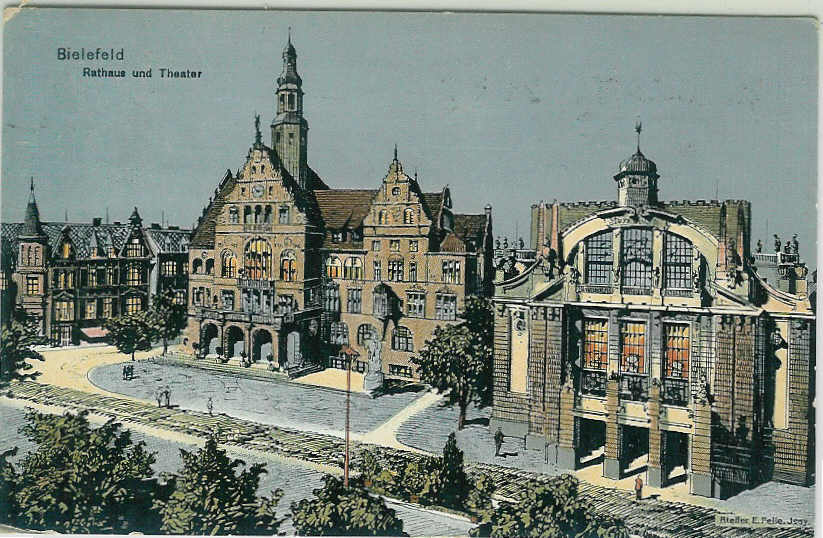
Künstlerkarte von 1910: Links das Rathaus, rechts das Stadttheater

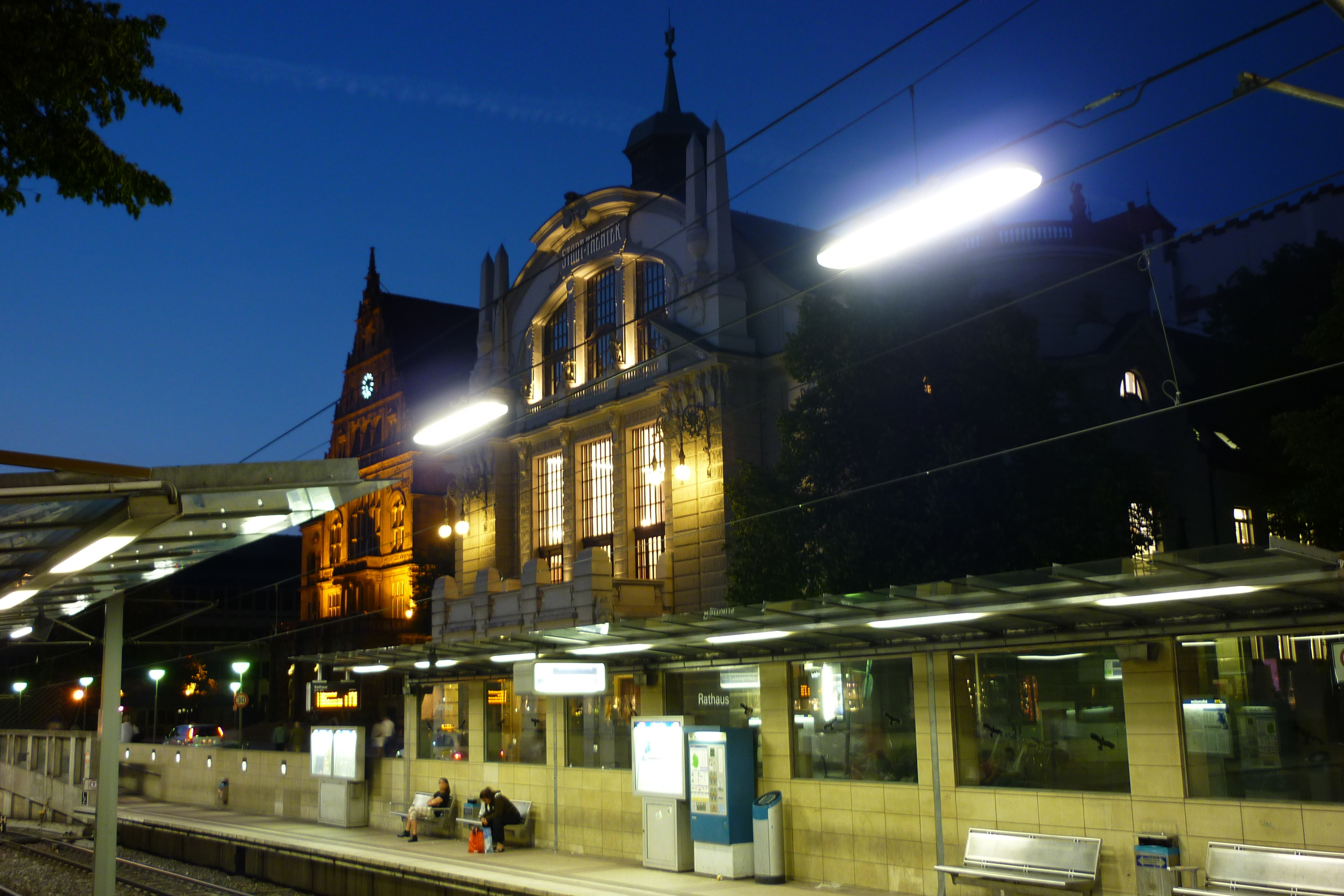
Rathaus, Stadttheater und Stadtbahn-Haltestelle (2011)

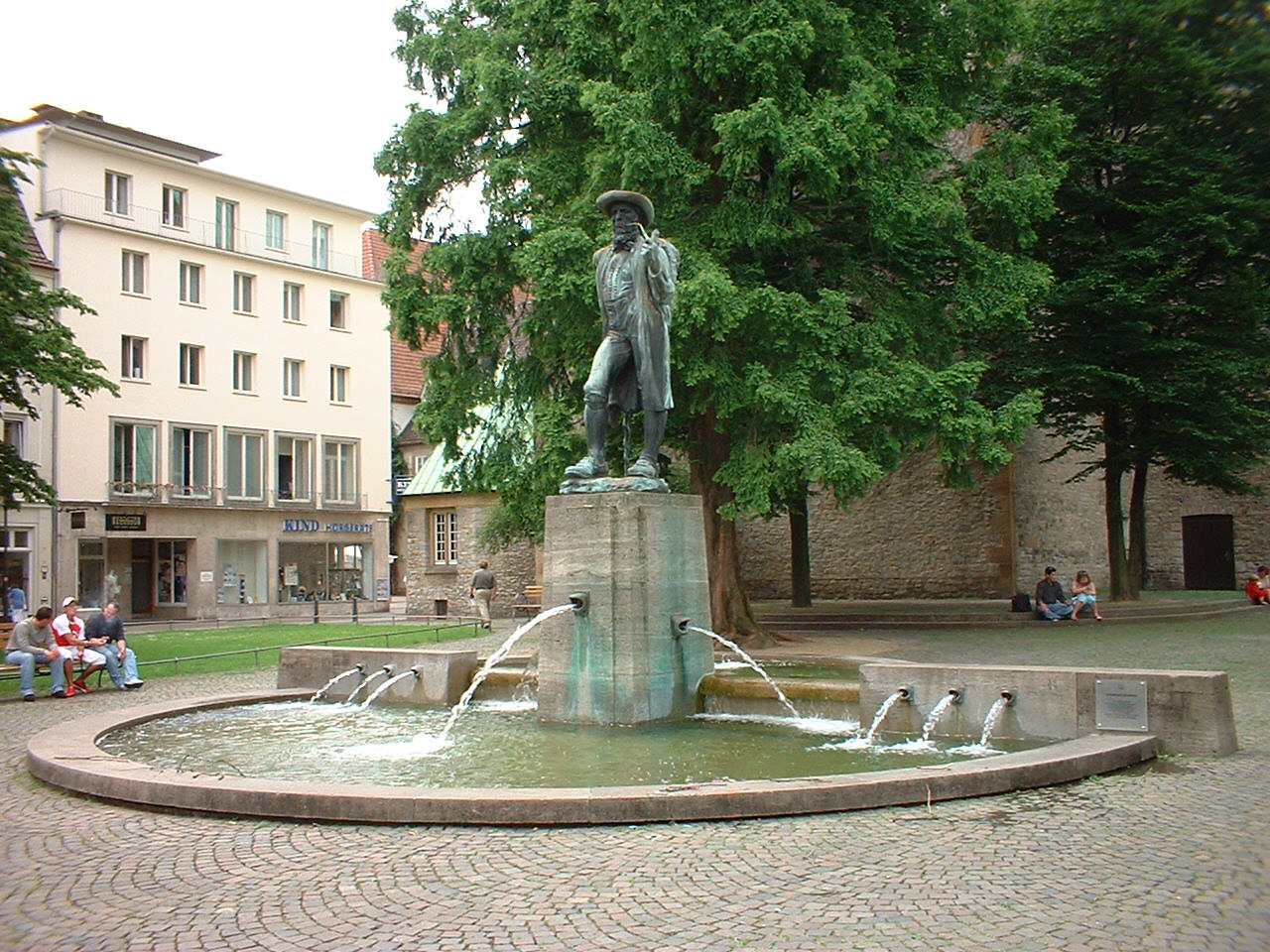
Leineweberdenkmal

Das Alte Rathaus wurde 1904 erbaut und ist heute repräsentativer Sitz des Bielefelder Oberbürgermeisters. Der größte Teil der Verwaltung befindet sich im Neuen Rathaus, das direkt daneben liegt. An der Fassade des Alten Rathauses finden sich verschiedene Baustile, unter anderem Elemente der Gotik und der Renaissance.
Das Stadttheater bildet baulich eine Einheit mit dem Alten Rathaus. Es wurde ebenfalls im Jahr 1904 eingeweiht und verfügt über eine bemerkenswerte Jugendstilfassade des Architekten Bernhard Sehring. Es ist das größte Theater der Stadt. 2005–2006 wurde es von Grund auf renoviert.
Auf dem Altstädter Kirchplatz befindet sich das 1909 von Hans Perathoner geschaffene Leineweberdenkmal, eine Brunnenanlage, die an Bielefelds wirtschaftliche Anfänge in der Leinenverarbeitung erinnern soll.
An ein Schloss erinnert die Architektur der von 1855 bis 1857 erbauten Ravensberger Spinnerei, die im 19. Jahrhundert Europas größte Flachsspinnerei war. Heute sind die Volkshochschule, das Historische Museum Bielefeld, ein städtisches Medienzentrum und eine Diskothek in ihr untergebracht. Ihr vorgelagert befinden sich der Rochdale- und der Ravensberger Park, die als Open-Air-Bühne dienen.
Ehemalige Werkkunstschule, Am Sparrenberg 2. 1913 von Stadtoberbaurat Friedrich Schultz im Sinne der Reformschulbauten des Henry van de Velde errichtet.
Von 1926 bis 1927 entstand das von Friedrich Schultz entworfene Freibad an der Wiesenstraße. Neben der großen zentralen Tribüne und der 100-m-Bahn weist es eine besondere Achsensymmetrie auf. Dazu gehörte seinerzeit auch ein Casinogebäude als Gartenrestaurant an der Bleichstraße. Zufahrt, Sprungturm und Casino liegen in einer eigenen Symmetrieachse. Wegen dieser Besonderheiten sind die historischen Teile des Wiesenbades heute als Denkmal geschützt.
Haus der Technik (Stadtwerke), Jahnplatz 5. Der Stahlskelettbau in Backsteinverblendung wurde 1929 von dem Berliner Architekten Heinrich Tischer als erstes „Hochhaus“ der Stadt im Stil der Neuen Sachlichkeit errichtet. Der flach gedeckte, turmartige Hauptbau wurde ursprünglich von einem gläsernen Aufsatz bekrönt. Bei einem Luftangriff am 24. Februar 1945 wurde das Gebäude stark in Mitleidenschaft gezogen. Die oberen Geschosse des Turmbaus wurden wegen Einsturzgefahr wenige Wochen später gesprengt. Beim Wiederaufbau bis 1950 wurde in Anlehnung an die ursprüngliche Form auf den gläsernen Turmaufsatz verzichtet. Der obere Abschluss wurde leicht verändert und um ein Geschoss erhöht. 2012 wurde schließlich der für das Gebäude so charakteristische Lichtturm wiederhergestellt.
Gloria-Palast, Niedernstraße 12. Ehemaliges Filmtheater, 1927–1928 von Wilhelm Kreis im Stil der Neuen Sachlichkeit errichtet. Das Gebäude wurde 1944 bei der Bombardierung stark beschädigt. Bei der Wiederherstellung 1948 wurde das große Milchglasfenster über dem Eingang durch drei Fenstertüren mit vorgelegtem Balkon ersetzt. Das Innere wurde später in mehrere Kinosäle unterteilt, dabei ging die qualitätsvolle Innenausstattung verloren. Im Jahr 2000 wurde das Kino geschlossen und das Gebäude nochmals für die anschließende Nutzung als Ladengeschäft umgebaut, wobei die Fassade in den ursprünglichen Zustand zurückversetzt wurde. Der Palast ist einer der wenigen Vertreter der Neuen Sachlichkeit in Bielefeld und zudem der erste Kinobau der Stadt, dessen Zweckbestimmung äußerlich klar erkennbar ist.
Die Kunsthalle wurde von 1966 bis 1968 nach den Plänen des amerikanischen Architekten Philip Johnson erbaut. Das Gebäude selbst ist ein roter Sandsteinkubus. Der Eigenbesitz der Kunsthalle zeigt die Kunst des 20. und 21. Jahrhunderts, daneben finden regelmäßig Wechselausstellungen zu den verschiedensten Themen statt. Der Kunsthalle vorgelagert ist der Skulpturenpark mit Wasserbecken und Werken unter anderem von Henry Moore, Ólafur Elíasson und Sol LeWitt. Es gibt auch ein Café mit einer Außenterrasse.
Der denkmalgeschützte Ostmannturm ist ein heute als Studentenwohnheim genutzter Rest der industriellen Bebauung im nach ihm benannten Ostmannturmviertel.

### Grünflächen und Naherholung
Teile Bielefelds liegen im Naturpark TERRA.vita sowie im Naturpark Teutoburger Wald/Eggegebirge. Der sich über das Stadtgebiet erstreckende Höhenzug bietet viele Möglichkeiten der Naherholung. Hier liegt gleichzeitig der höchste Flächenanteil der Naturschutzgebiete, weitere wesentliche Teile liegen besonders in den angrenzenden Gebieten von kleinen Bachläufen und in Teilen der Senne. Bezogen auf das ganze Stadtgebiet hat Bielefeld unter den deutschen Städten mit mehr als 250.000 Einwohnern den größten Anteil an Grünfläche. Vergleicht man alle deutschen Großstädte, das heißt Städte mit mehr als 100.000 Einwohnern, so liegt Bielefeld auf Platz 11.
Im oder am Teutoburger Wald liegen der Botanische Garten Bielefeld mit Alpinum, Bambusgärten, einem Steingarten, einer Rhododendron- und Azaleensammlung, einem Arznei- und Gewürzgarten, einem Heidegarten, Buchenwaldflora und rund 200 Arten der roten Liste sowie der 1928 gegründete Heimat-Tierpark Olderdissen, der über 430 Tiere aus 100 heimischen Tierarten beherbergt.

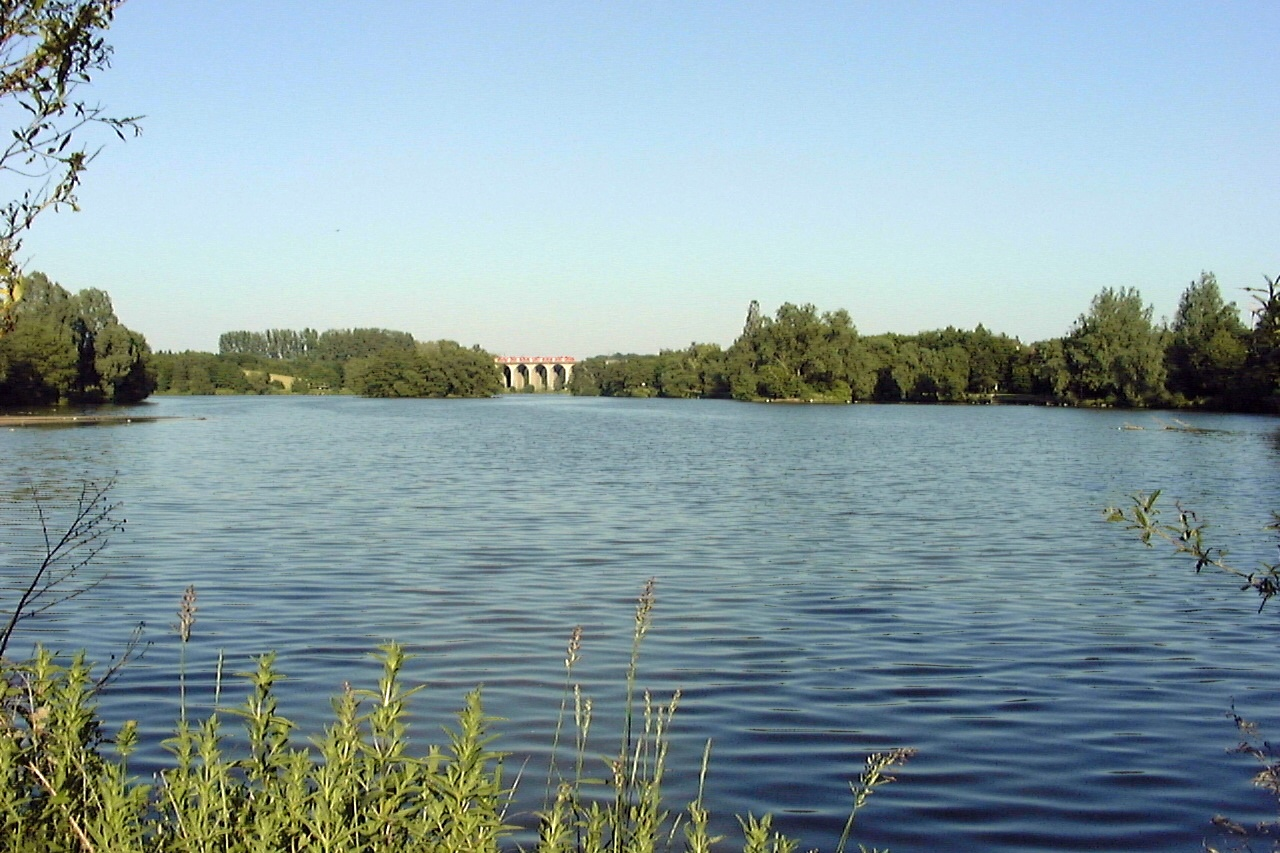
Obersee

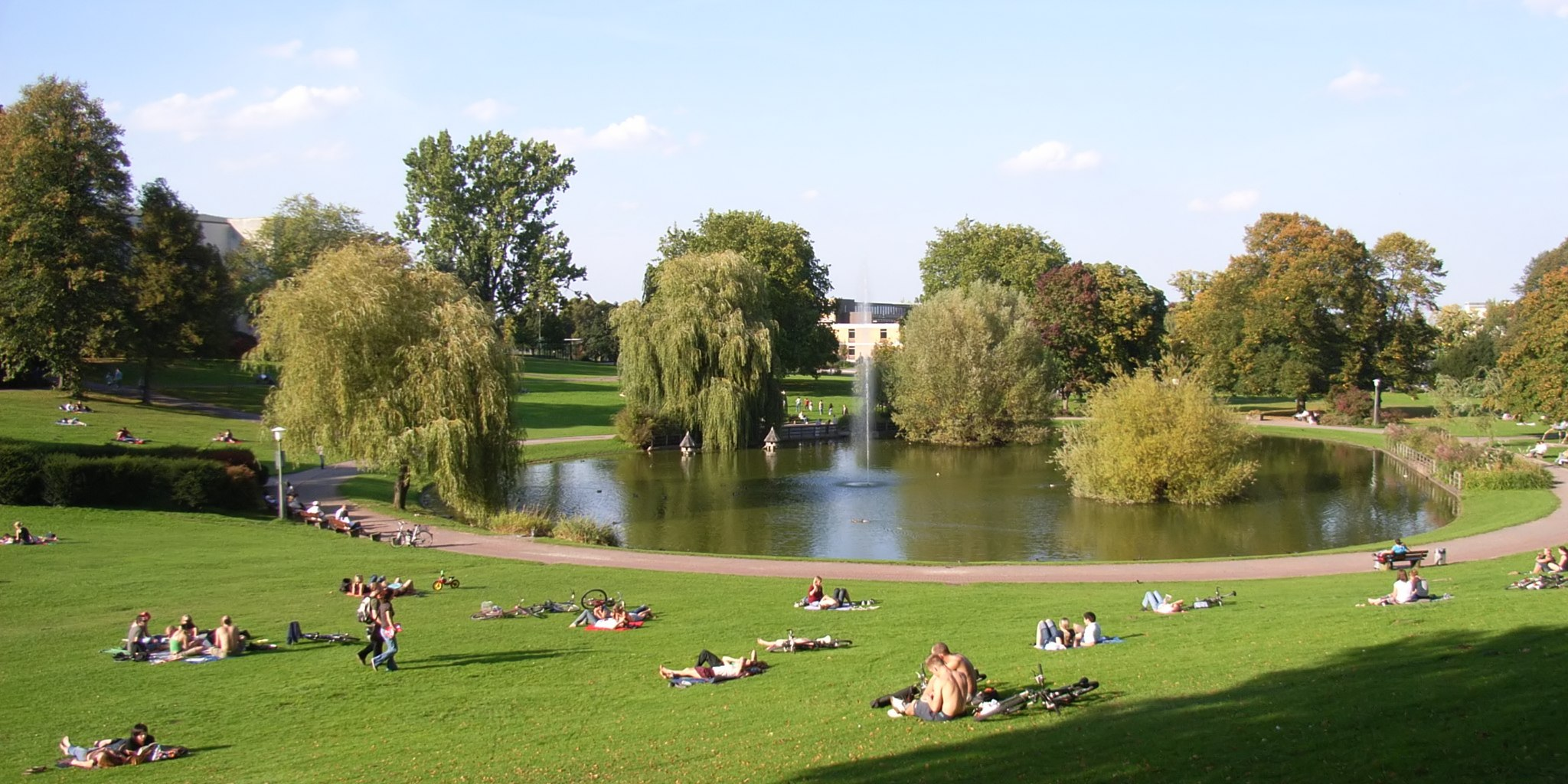
Bürgerpark Bielefeld

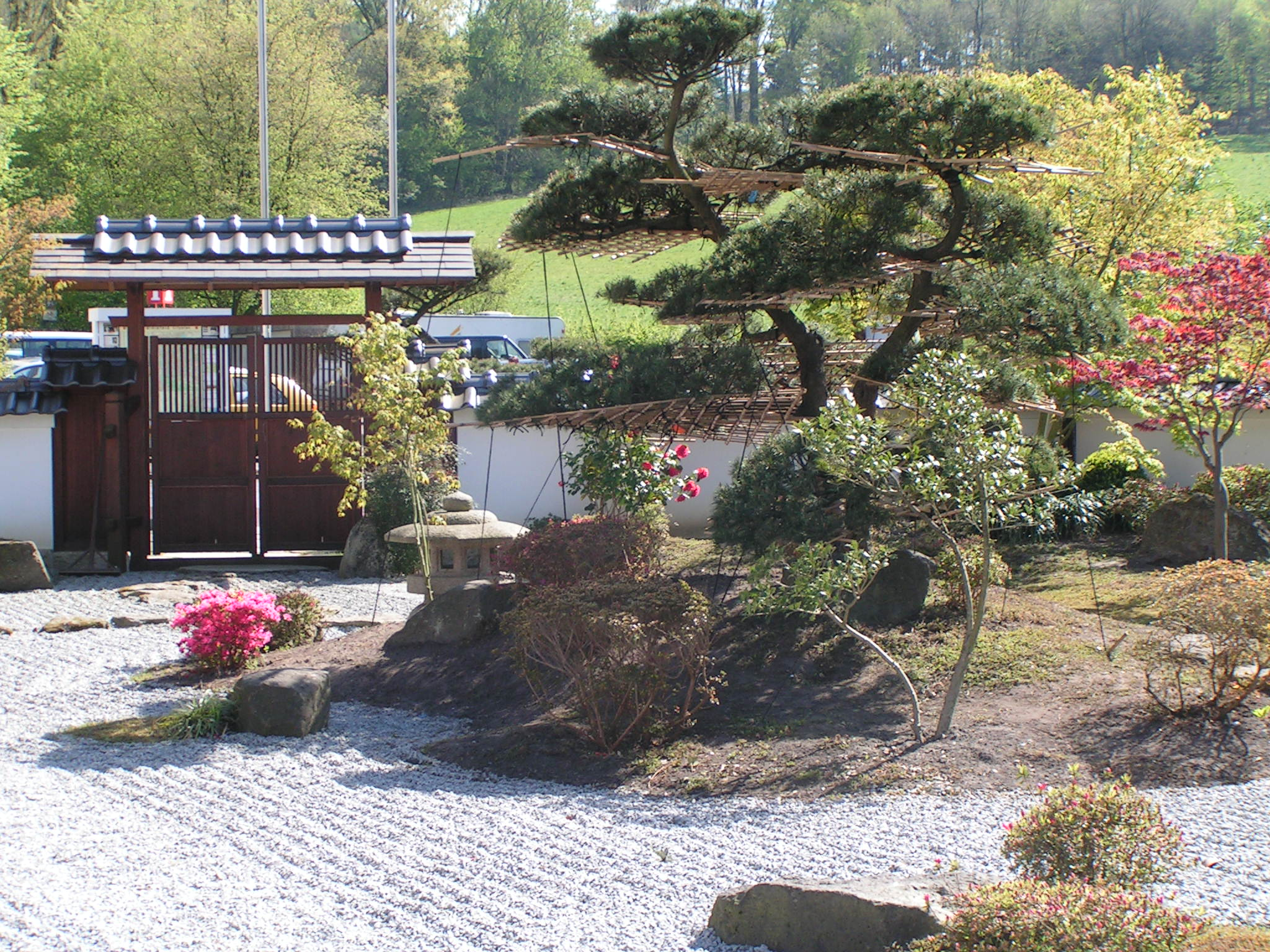
Japanischer Garten in Gadderbaum

Der Obersee ist ein Stausee im Ortsteil Schildesche im Norden der Stadt. Rund um diesen See befindet sich eine 80 Hektar große Grünanlage. Die aus historischen Gebäuden bestehende Gaststätte Seekrug ist ein beliebtes Ausflugsziel. Geplant war auch ein Untersee auf der östlichen Seite des Eisenbahnviadukts als Freizeitanlage. Diese Planungen werden zurzeit unter anderem aus Kosten- und Naturschutzgründen nicht weiter verfolgt.
Als größere Parks in der Innenstadt sind der Bürgerpark in direkter Nachbarschaft zur Rudolf-Oetker-Halle, der Ravensberger Park und der – der englischen Partnerstadt gewidmete – Rochdale Park rund um die Ravensberger Spinnerei sowie der Nordpark mit altem Baumbestand zu nennen. In diesen Park wurde nach dem Krieg aus einem Privatgarten das heutige Gartenhaus versetzt, das von einem Schüler Schinkels 1830 errichtet wurde. Seit 2014 ist der Winzersche Garten am Johannisberg wieder zugänglich.
Seit 2003 gibt es einen Japanischen Garten im Stadtbezirk Gadderbaum.
Rund um die Stadtgrenzen von Bielefeld schlängelt sich der 88,8 km lange Wappenweg, ein Wanderweg, der als Markierungszeichen einen Ausschnitt des Stadtwappens trägt.
Der 1912 eröffnete Sennefriedhof gehört mit knapp 100 ha Fläche zu den größten Friedhöfen Deutschlands. Durch seine besondere Lage in der Naturlandschaft Senne und die außergewöhnliche Größe sind in vielen Bereichen des Sennefriedhofes ökologische Nischen entstanden. So stehen hier 20 der 98 kartierten Moosarten der Roten Liste des Landes Nordrhein-Westfalen. Grabmäler, die von Künstlern wie Käthe Kollwitz, Georg Kolbe, Peter August Böckstiegel und Hans Perathoner gestaltet wurden, deuten auf den kulturellen Wert der Anlage hin. Der Johannisfriedhof wurde 1874 angelegt. Hier sind bedeutende Persönlichkeiten aus Bielefeld und Umgebung wie August Oetker und Carl Bertelsmann begraben. In der Innenstadt befindet sich der 1808 eröffnete Alte Friedhof am Jahnplatz.
Unter den Naturdenkmälern sind vor allem die im Jahr 1648 am Papenmarkt gepflanzte Friedenslinde mit einem Stammumfang von nahezu sechseinhalb Metern, eine Höhle (Zwergenhöhle) im Stadtteil Senne und ein Findling von vier Metern Höhe und einem Gewicht von einhundertsiebzehn Tonnen an der Straße Am Wellbach zu nennen.

## Kultur

### Religionsgemeinschaften

#### Konfessionsstatistik
In Bielefeld waren im Mai 2002 44,2 % (152.092 Personen) evangelisch, 15,4 % (52.965) römisch-katholisch, und 34,2 % (117.556) gehörten einer anderen Glaubensgemeinschaft an oder waren konfessionslos.
Der Anteil der Protestanten und Katholiken an der Gesamtbevölkerung ist seitdem beträchtlich gesunken. Zum Stichtag 31. Dezember 2024 waren in Bielefeld von den 344.801 Einwohnern nur noch 28,4 % evangelisch und 12,8 % katholisch. Die größte Gruppe mit 202.124 Personen oder 58,8 % gehörte einer anderen Glaubensgemeinschaft an oder war konfessionslos.
2021 wurden 2.606 Kirchenaustritte (1 % der Gesamtbevölkerung) beim Amtsgericht Bielefeld registriert. In Bielefeld sind im Jahr 2024 3450 Menschen (1 % der Gesamtbevölkerung) aus der Kirche ausgetreten. Das waren fast 600 weniger als 2023 und knapp 400 weniger als 2022.
Nach einer Berechnung aus den Zensuszahlen für die Personen mit Migrationshintergrund lag der Bevölkerungsanteil der Muslime in Bielefeld 2011 bei 10,2 % (rund 33.300 Personen). Anfang 2024 lebten in Bielefeld rund 50.000 Muslime (zirka 15 % der Gesamtbevölkerung).

#### Christentum

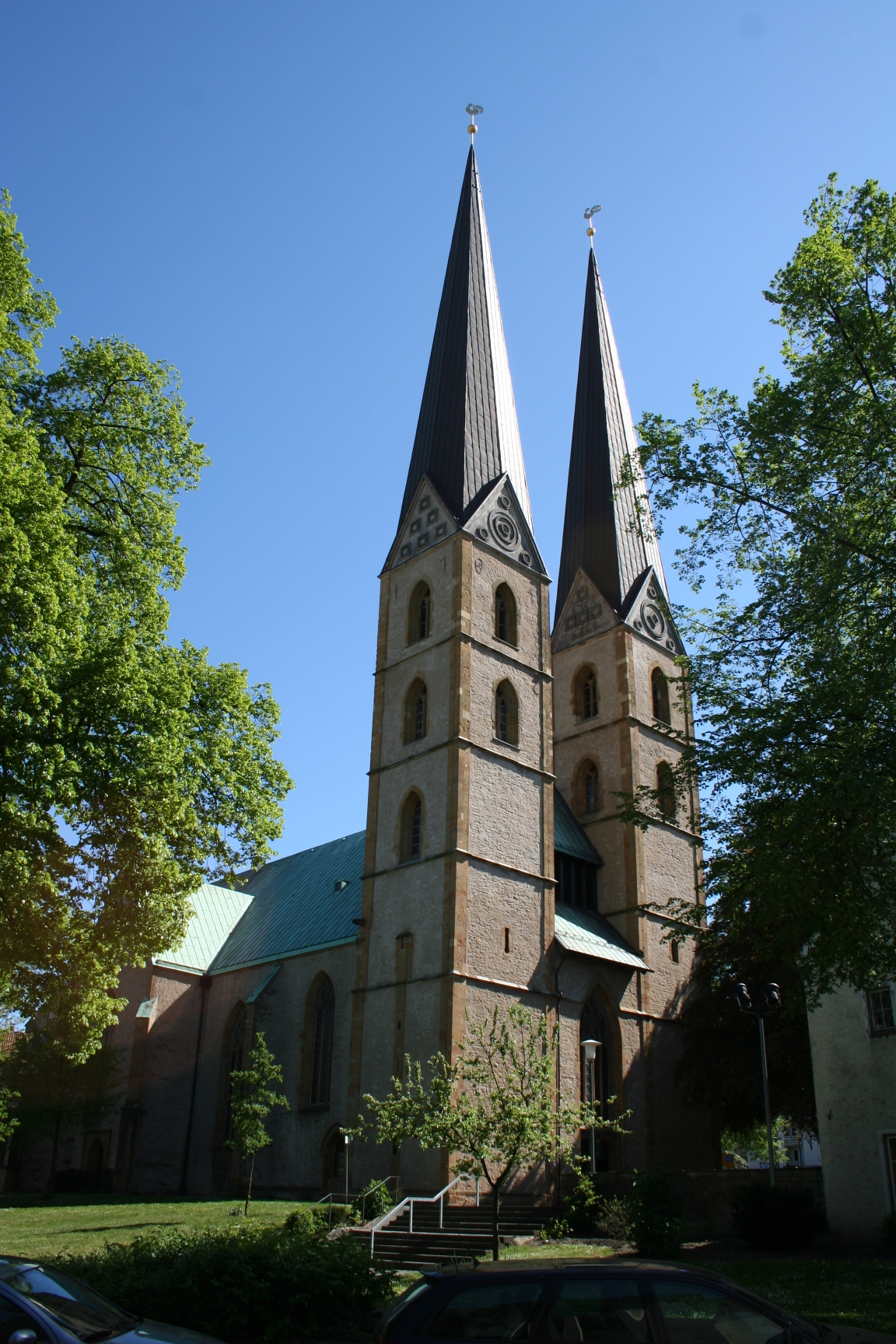
Neustädter Marienkirche

Bielefeld gehörte seit seiner Gründung zum Bistum Paderborn und war dem Archidiakonat in Lemgo unterstellt. Pfarrkirche war seit der Abpfarrung von der Peter-und-Pauls-Kirche in Heepen 1236 die Altstädter Nicolaikirche, seit Ende des 13. Jahrhunderts entstand eine weitere Pfarrgemeinde in der Neustadt unterhalb der Sparrenburg. In der Nachbarschaft bestanden in Dornberg (St. Peter) und bei der Stiftskirche Schildesche noch ältere Kirchspiele.

##### Protestantismus
Ausgehend von der Neustädter Marienkirche verbreitete sich um 1553 Luthers Reformation in der Stadt und der gesamten Grafschaft Ravensberg. 1649 fiel die Grafschaft endgültig an das Haus Brandenburg, und nach dem geltenden Gesetz Cuius regio, eius religio mussten die Untertanen die Religion des Landesherrn übernehmen. Bis auf das Franziskanerkloster wurden alle Pfarr- und Stiftskirchen protestantisch. Der Große Kurfürst Friedrich Wilhelm (1620–1688) war Anhänger des Calvinismus und verfügte durch eine Verordnung, dass in Stadt und Land reformierter Gottesdienst zu halten sei. In den folgenden Jahren nahm die Zahl der Reformierten stark zu. Nachdem in ganz Preußen 1817 die Union der lutherischen und reformierten Gemeinden vollzogen war, vereinigten sich auch in Bielefeld beide protestantischen Gemeinden zu einer evangelischen Gemeinde. Die Industrialisierung Bielefelds zog viele Menschen aus dem reformierten Lippe in die Stadt, wo sie eher Arbeit fanden als in ihrer bäuerlichen Heimat.
Die Stadt wurde im 19. Jahrhundert Sitz einer Kreissynode mit einem Superintendenten innerhalb der Evangelischen Kirche in Preußen beziehungsweise deren westfälischer Kirchenprovinz. Daraus entstand der heutige Kirchenkreis Bielefeld. 1949 wurde die Verwaltung der nunmehr als Evangelische Kirche von Westfalen bezeichneten Landeskirche von Münster nach Bielefeld verlegt. Heute umfasst der Kirchenkreis Bielefeld 33 evangelische Kirchengemeinden innerhalb der Stadt. Einige Gemeinden im südlichen Stadtgebiet Bielefelds (Brackwede, Senne und Sennestadt) gehören jedoch zum Kirchenkreis Gütersloh. Die meisten Gemeinden des Kirchenkreises Bielefeld verstehen sich als evangelisch-lutherisch, eine Ausnahme ist die evangelisch-reformierte Gemeinde in der Süsterkirche.
Neben den Gemeinden der evangelischen Landeskirche bestehen auch eine Gemeinde der altkonfessionellen Selbständigen Evangelisch-Lutherischen Kirche sowie Gemeinden evangelischer Freikirchen. So gibt es mehrere mennonitische Gemeinden, eine Adventistengemeinde, mehrere Evangelisch-Freikirchliche Gemeinden (Baptisten) sowie eine Evangelisch-methodistische Kirche.

##### Katholizismus

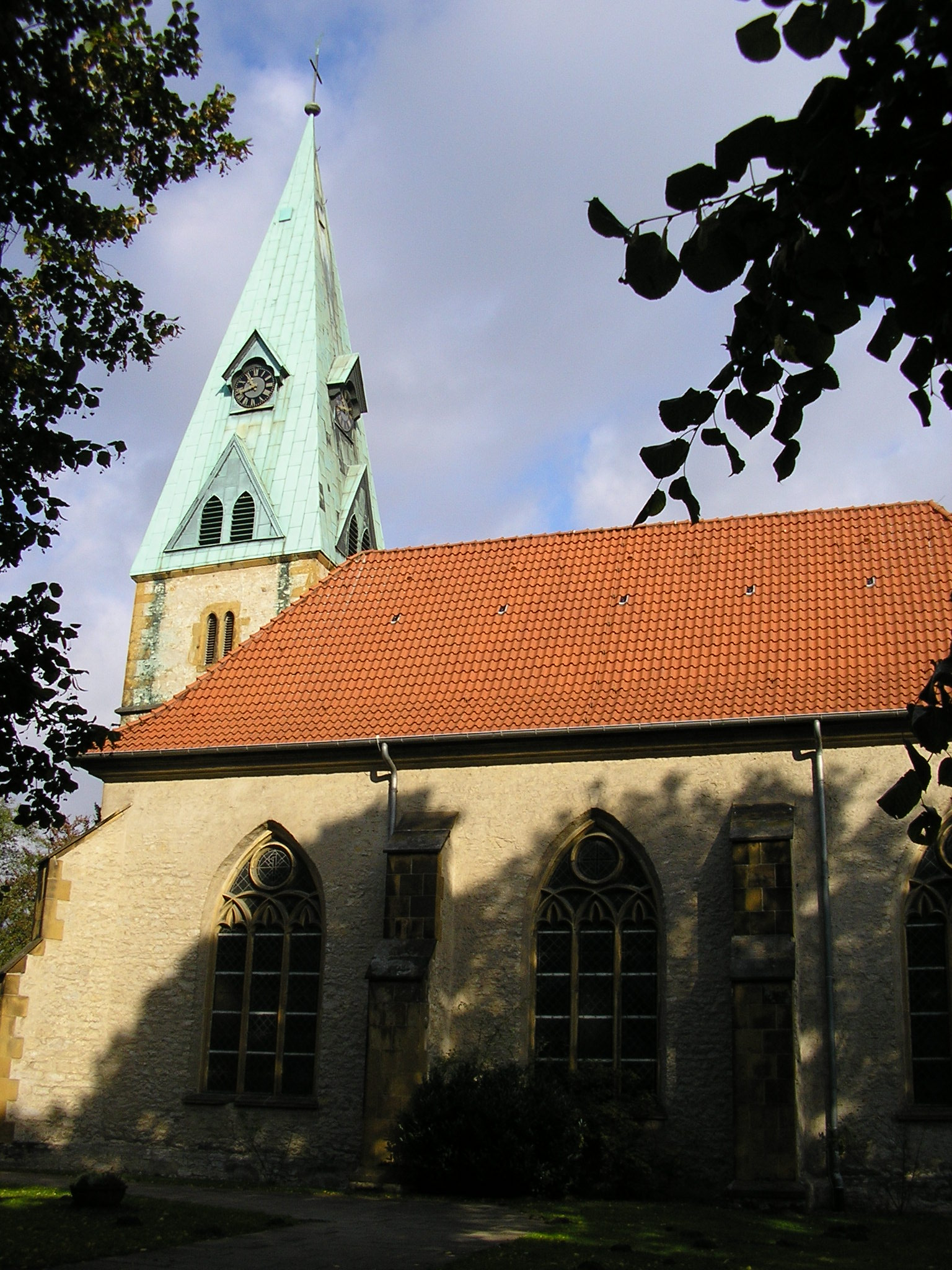
Die Urpfarre Bielefelds: Peter-und-Pauls-Kirche im Ortsteil Heepen

Die Zahl der Katholiken war infolge der Reformation auf ganz wenige zurückgegangen, die hauptsächlich in den adeligen Häusern in Tatenhausen und Holtfeld lebten. Die Franziskaner an St. Jodokus in Bielefeld waren jetzt Seelsorger für das gesamte Ravensberger Land; 1696 gründeten sie eine Außenstelle (Residenz) in Stockkämpen. Nach der Aufhebung des Klosters Bielefeld 1829 wurde die Seelsorge von Weltpriestern übernommen.
Im 19. Jahrhundert zogen infolge der Industrialisierung wieder Angehörige der römisch-katholischen Konfession in nennenswerter Anzahl in die Stadt. 1890 waren von den rund 40.000 Einwohnern Bielefelds etwa 4600 katholisch. Sie gehören bis heute zum Bistum Paderborn, das 1930 zum Erzbistum erhoben wurde. 1908–1910 wurde die St.-Joseph-Kirche neu errichtet, 1933–1934 die Liebfrauenkirche. Nach dem Zweiten Weltkrieg gab es einen weiteren Zuwachs an Katholiken, die Mehrzahl davon waren Kriegsflüchtlinge aus den deutschen Ostgebieten. In den 1950er-Jahren wurden rund zehn neue Pfarrkirchen gebaut. Bielefeld wurde Sitz eines Dekanats, zu dem bis 2006 alle Pfarrgemeinden der Stadt gehörten. Am 1. Juli 2006 wurden die bisherigen Dekanate Bielefeld und Lippe zum neuen Dekanat Bielefeld-Lippe mit Sitz in Bielefeld zusammengelegt.

##### Andere Konfessionen
Heute gibt es eine Vielfalt weiterer christlicher Konfessionen und Religionsgemeinschaften in der Stadt. Dazu gehören mehrere neuapostolische Kirchengemeinden, eine griechisch-orthodoxe Gemeinde, eine Armenische Apostolische Gemeinde für die größere armenische Minderheit, zwei russisch-orthodoxe, davon eine im Stadtbezirk Sennestadt und eine in Schildesche, zwei serbisch-orthodoxe Gemeinden (in Sennestadt und in Dornberg), eine ukrainische griechisch-katholische Gemeinde im Ortsteil Hillegossen und die Zeugen Jehovas.
Die ehemals evangelische Martini-Kirche war ab 1975 knapp 30 Jahre lang an die griechisch-orthodoxe Gemeinde verpachtet und wurde dann in ein Restaurant umgewandelt.

#### Judentum

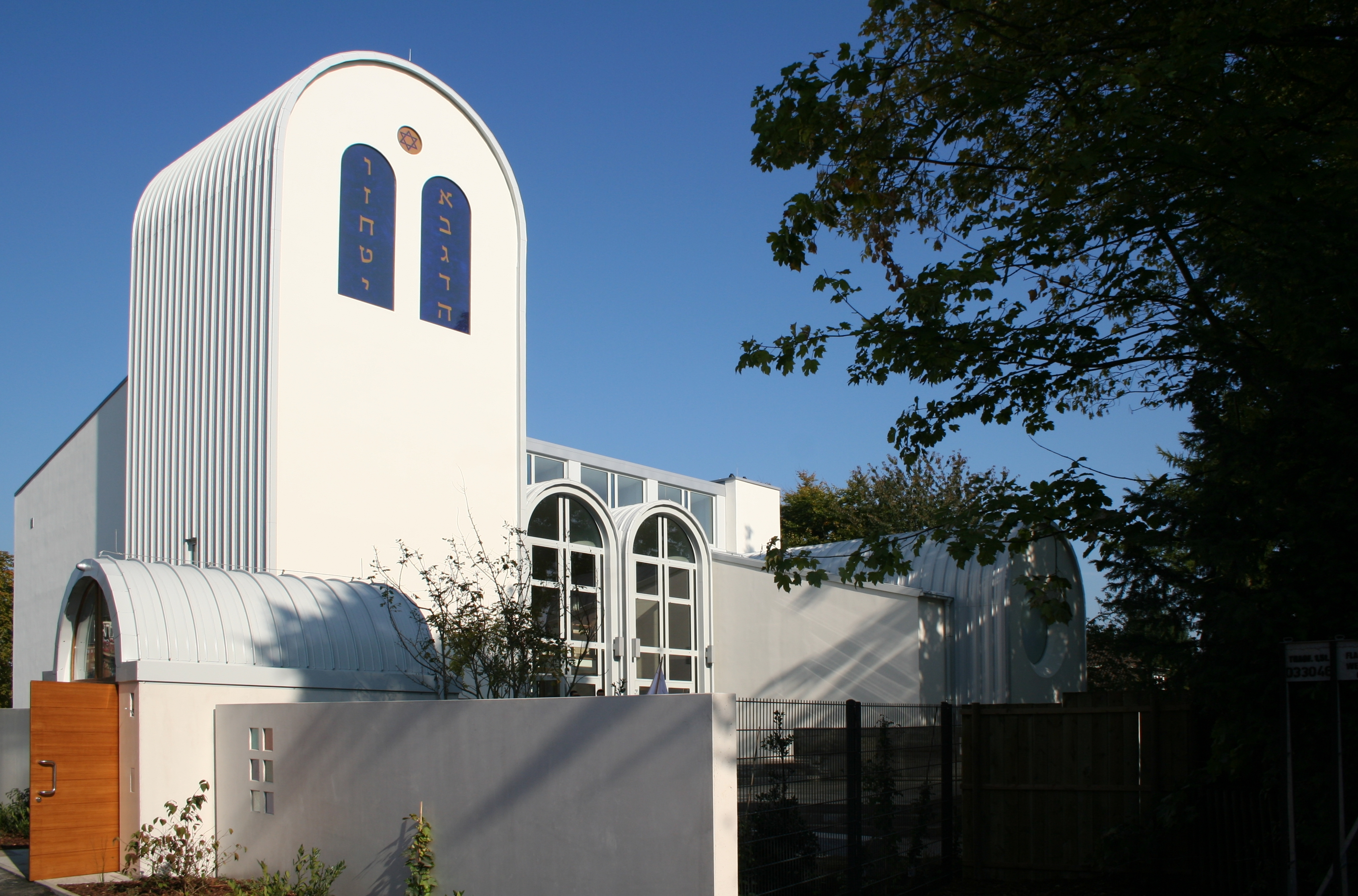
Die Synagoge Beit Tikwa (Hoffnungshaus) an der Detmolder Straße

Der erste dokumentarische Nachweis über die Ansiedlung von Juden in der Stadt stammt von einer Urkunde aus der Mitte des 14. Jahrhunderts. Während der Pestepidemie von 1348 bis 1350 wurden die Juden in Deutschland verfolgt, weil sie angeblich die Brunnen vergiftet hätten, und wie in zahlreichen anderen Städten aus Bielefeld vertrieben. Der Graf von Ravensberg, Wilhelm von Jülich, gestattete den Juden 1370 die Rückkehr und verbürgte sich für ihre Sicherheit. Mitte des 16. Jahrhunderts wurde den Juden abermals der Aufenthalt in der gesamten Grafschaft verboten. Erst am Ende des Jahrhunderts durften sich jüdische Kaufleute gegen Zahlung einer Gebühr wieder in Bielefeld niederlassen.
Als 1649 die Hohenzollern, Landesherren in Brandenburg, die Grafschaft Ravenberg in Besitz nahmen, gab es keine Judenverfolgungen mehr. Um 1720 bestand die jüdische Gemeinde der Stadt aus 30 Personen, und 1723 wurden alle Juden verpflichtet, vom Land in die Städte zu ziehen. Für das Wohnrecht in Bielefeld mussten die Juden in jedem Quartal sogenannte Schutz- oder Rekrutengelder bezahlen. Blieb die Zahlung aus oder wurde ein Jude mittellos, so konnte er nach preußischem Recht aus dem Land gewiesen werden. Die Zahlungen waren für die Landesherren so wichtig, dass sie die den Juden gestatteten Handelssparten schützten. Unter Napoleon im Jahr 1808 bekamen die Juden im Königreich Westphalen die gleichen Bürgerrechte wie die Christen, außerdem sollten sie ihrem Namen einen Beinamen hinzufügen. Die mit dem Bürgerrecht verbundene Freizügigkeit bewog viele Juden, in das Ravensberger Land zu ziehen. So wuchs die jüdische Gemeinde bis 1825 auf 134 Personen. Nach dem Ende von Napoleons Herrschaft wurden einige Rechte der Juden wieder eingeschränkt. Erst mit der Reichsgründung 1871 wurden alle Beschränkungen der Juden im Norddeutschen Bund aufgehoben. Seit Beginn des 19. Jahrhunderts gab es in Bielefeld eine jüdische Volksschule, und ab 1876 durften die jüdischen Kinder die öffentlichen städtischen Schulen besuchen.
Die erste Synagoge wurde 1847 am Klosterplatz errichtet, erwies sich aber schon bald als zu klein. Die Gemeinde zählte 1874 rund 350 Mitglieder und um die Jahrhundertwende fast 1000 Personen. Im Herbst 1905 wurde eine neue Synagoge an der Turnerstraße fertiggestellt, die 450 Männern und 350 Frauen Platz bot. Während der Pogromnacht vom 9. auf den 10. November 1938 wurde sie von den Nationalsozialisten ausgeraubt und niedergebrannt. Dem Holocaust fielen insgesamt 460 der rund 900 Juden in Bielefeld zum Opfer. Vom Bielefelder Hauptbahnhof wurden insgesamt 1849 Juden deportiert. Mit einem Mahnmal auf dem Platz vor dem Hauptbahnhof wird seit August 1998 ihrer namentlich gedacht.
Bielefeld hat heute wieder eine jüdische Gemeinde mit rund 320 Mitgliedern, die größtenteils aus Staaten der ehemaligen UdSSR zugewandert sind (Stand: 2018). Seit September 2008 verfügt die Jüdische Kultusgemeinde Bielefeld K.d.ö.R. über eine neue Synagoge (Beit Tikwa). Sie ist durch den Umbau der ehemaligen evangelischen Paul-Gerhardt-Kirche an der Detmolder Straße entstanden. Der Friedhof der Gemeinde befindet sich in Gadderbaum.

#### Islam

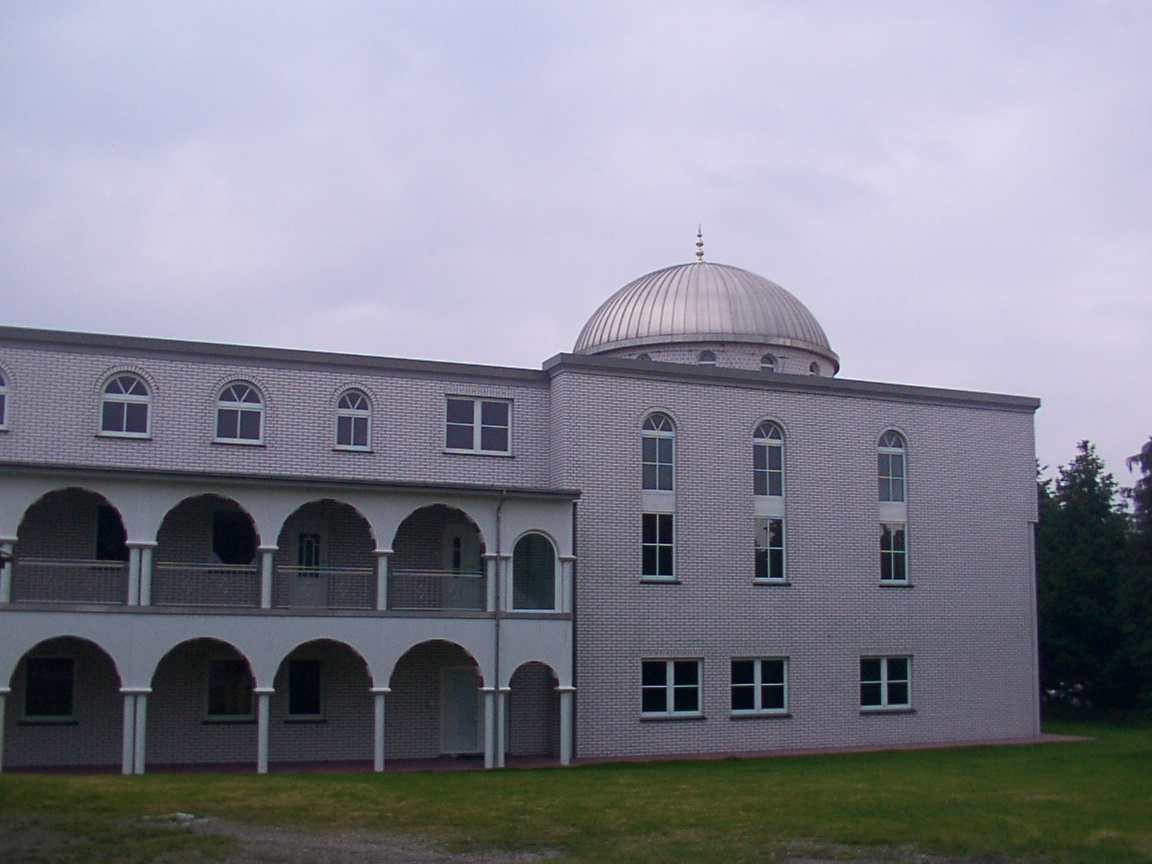
Die Vatan-Moschee (Heimat-Moschee) in Bielefeld-Brackwede

Die meisten Muslime in Bielefeld sind türkischer Herkunft. Während der Wirtschaftswunderzeit wurden in Deutschland dringend Arbeiter gesucht. Nach Anwerbevereinbarungen mit Italien (1955), Spanien und Griechenland (1960) schloss die Bundesrepublik 1961 ein entsprechendes Abkommen mit der Türkei. Seitdem leben viele türkeistämmige Menschen hier schon in der dritten oder vierten Generation.
Im Jahr 2004 wurde im Stadtteil Brackwede die Vatan-Moschee fertiggestellt. Der Gemeinde gehören hier rund 350 Mitglieder an.

#### Jesidentum
In Bielefeld gibt es eine jesidische Gemeinde mit einem Gemeindezentrum im Stadtteil Baumheide.

### Museen

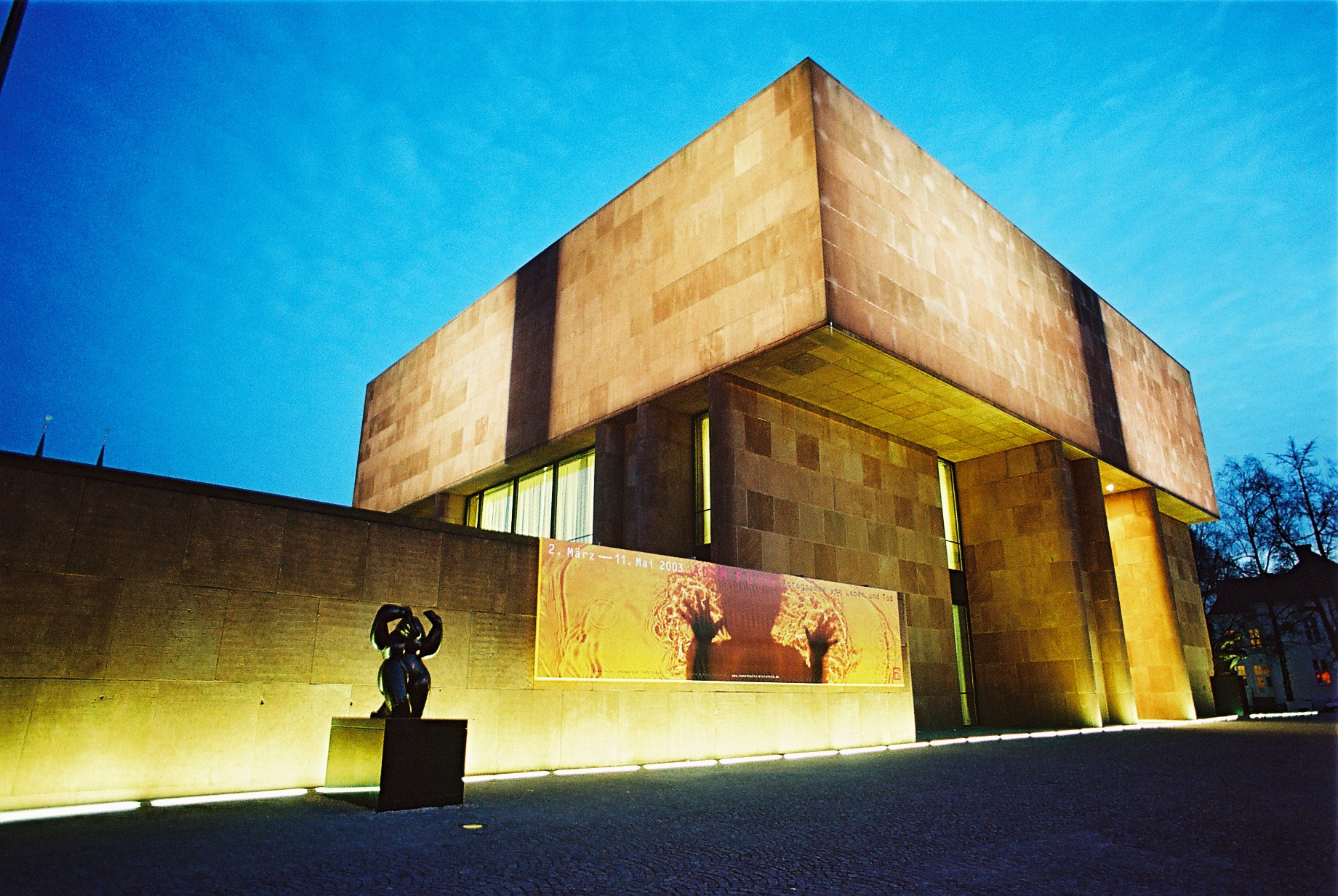
Kunsthalle Bielefeld

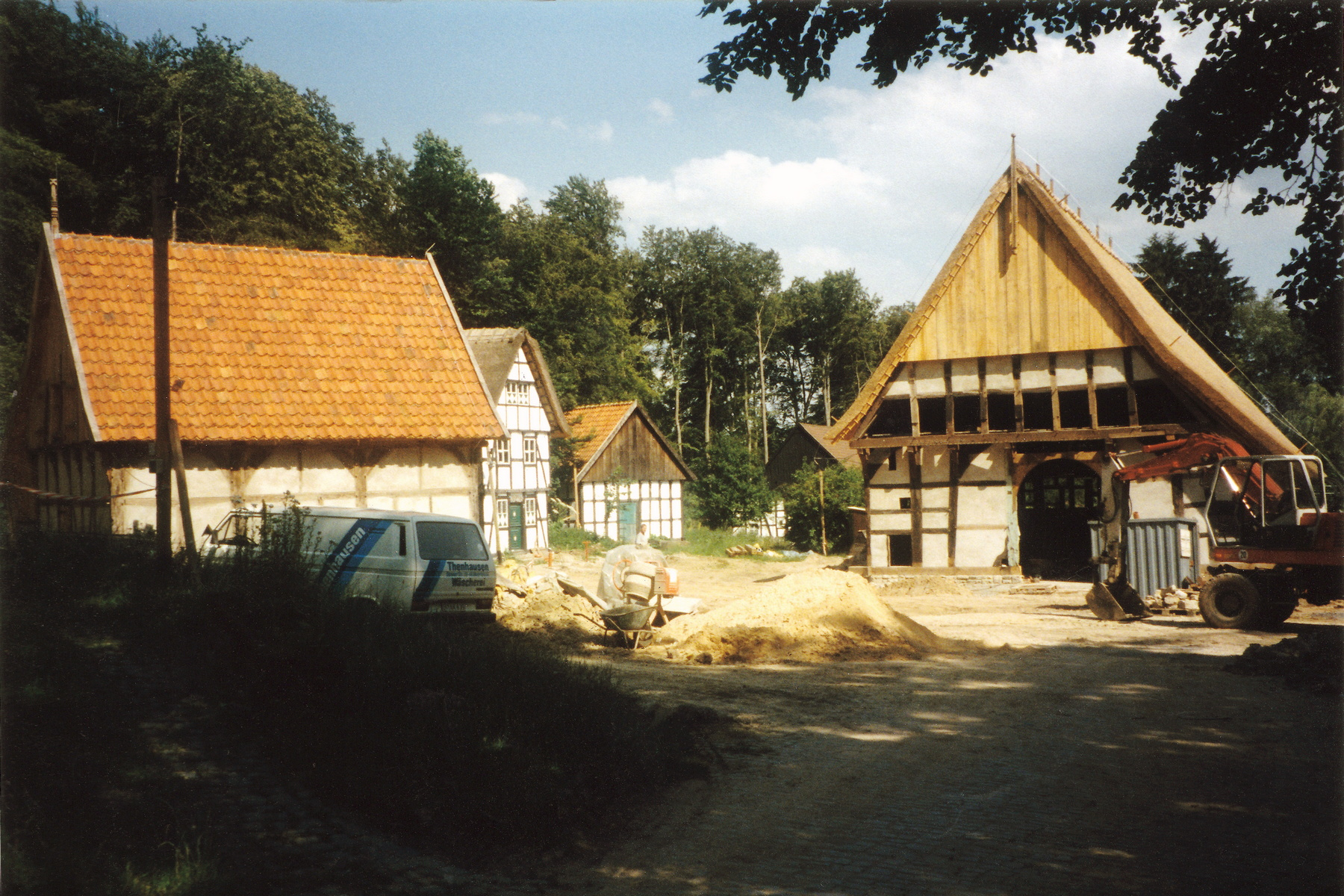
Bauernhausmuseum: Aufbau des Haupthauses im Juli 1998

Die rund 20 Museen in Bielefeld zeigen neben der Kunst und den Historischen Sammlungen auch die Industriekultur; ebenso greifen sie andere Themen auf. Das Historische Museum zeigt die Geschichte der Stadt Bielefeld und der Region Ostwestfalen-Lippe, insbesondere die Industriegeschichte. Es ist in einigen Hallen der ehemaligen Ravensberger Spinnerei untergebracht, wodurch es den Besucher in die Zeit der Industrialisierung eintauchen lässt. Es wurde hier 1994 eröffnet, die Sammlung greift auf Vorläuferinstitutionen bis auf die Zeit von 1867 zurück. Die Kunsthalle Bielefeld wurde 1966–1968 durch den Amerikaner Philip Johnson erbaut, da es in Bielefeld kein Gebäude für ein reines Kunstmuseum gab. Die Kunsthalle ist der einzige europäische Museumsbau des bekannten Architekten; sie zeigt vorwiegend moderne Kunst aus dem 20. und 21. Jahrhundert.
Des Weiteren findet sich in Bielefeld das Museum Huelsmann. Es ist ein Museum für Kunstgewerbe, wurde 1995 eröffnet und zeigt unter anderem Porzellan und Schmuck, bis hin zu wissenschaftlichen Geräten, wie Sonnenuhren. Zeitgenössische Kunst zeigt der Kunstverein Bielefeld in seinem Museum Waldhof in Form von Malerei, Bildhauerkunst, Fotografie und Zeichnungen. Das Deutsche Fächermuseum zeigt Fächer sowie entsprechende Accessoires und beherbergt eine Fachbibliothek.
Im Spiegelshof ist das Naturkunde-Museum Bielefeld (namu) untergebracht und zeigt den Aufbau der Erdkruste, einheimische Minerale, Fossilien und vieles mehr. Das Bauernhausmuseum im Teutoburger Wald westlich der Innenstadt (nahe Tierpark Olderdissen) ist das älteste Freilichtmuseum Westfalens und zeigt einige gut erhaltene Bauerngebäude aus der Region Ostwestfalen-Lippe und eine Bockwindmühle. Das Hauptgebäude des Museums brannte 1995 vollständig ab und wurde 1998 durch den historischen Hof Möllering ersetzt.
Das Museum Wäschefabrik befindet sich in einer im Original erhaltenen Wäschefabrik. Die Wäschefabrik Juhl & Helmke wurde 1913 errichtet und 1938 unter dem Druck der Judenverfolgung an die Gebrüder Winkel aus Dresden verkauft. Bis 1980 wurde hier von den Wäschefabrik Gebr. Winkel Aussteuerwäsche (Tischwäsche, Leibwäsche, Hemden, Blusen) produziert. Die mit der gesamten Inneneinrichtung und der Unternehmerwohnung erhaltene Fabrik wurde 1987 unter Denkmalschutz gestellt. 1997 wurde das Gebäude als Museum wieder geöffnet.
Der Museumshof Senne besteht aus fünf Fachwerkhäusern, die zusammen eine alte westfälische Hofanlage bilden. Das älteste Gebäude stammt aus dem Jahre 1607, das jüngste aus dem Jahr 1903.
Das Pädagogische Museum war bis 2019 in der Universität untergebracht. Es enthielt unter anderem viele historische Schulmöbel, Lehrer- und Schülerarbeitsgeräte und Anschauungsobjekte. Außerdem befand sich in ihm eine historische Schulbuchsammlung. Das Museum Osthusschule ist in einer ehemaligen Schule aus dem Jahr 1895 im Stadtbezirk Senne untergebracht. Es verfügt über einen kompletten historischen Klassenraum aus der Zeit um 1900.
Die Historische Sammlung gehört zu den von Bodelschwinghschen Anstalten und verdeutlicht die Baugeschichte und Entwicklung Bethels. Ferner gibt es in Bielefeld ein Krankenhausmuseum.
Die Ausstellung Archäo Welle zeigt ein Bodendenkmal mit Resten der Stadtmauer, Brunnen und Häusern. Es handelt sich dabei um einen ständig offenen Ausstellungsraum in einem Neubau an der Welle.
Im Januar 2022 wurde im Osten von Bielefeld ein Filmmuseum, das MuMa-Forum, eröffnet, das den in Bielefeld geborenen Filmpionieren Friedrich Murnau und Joseph Massolle gewidmet ist.

### Theater

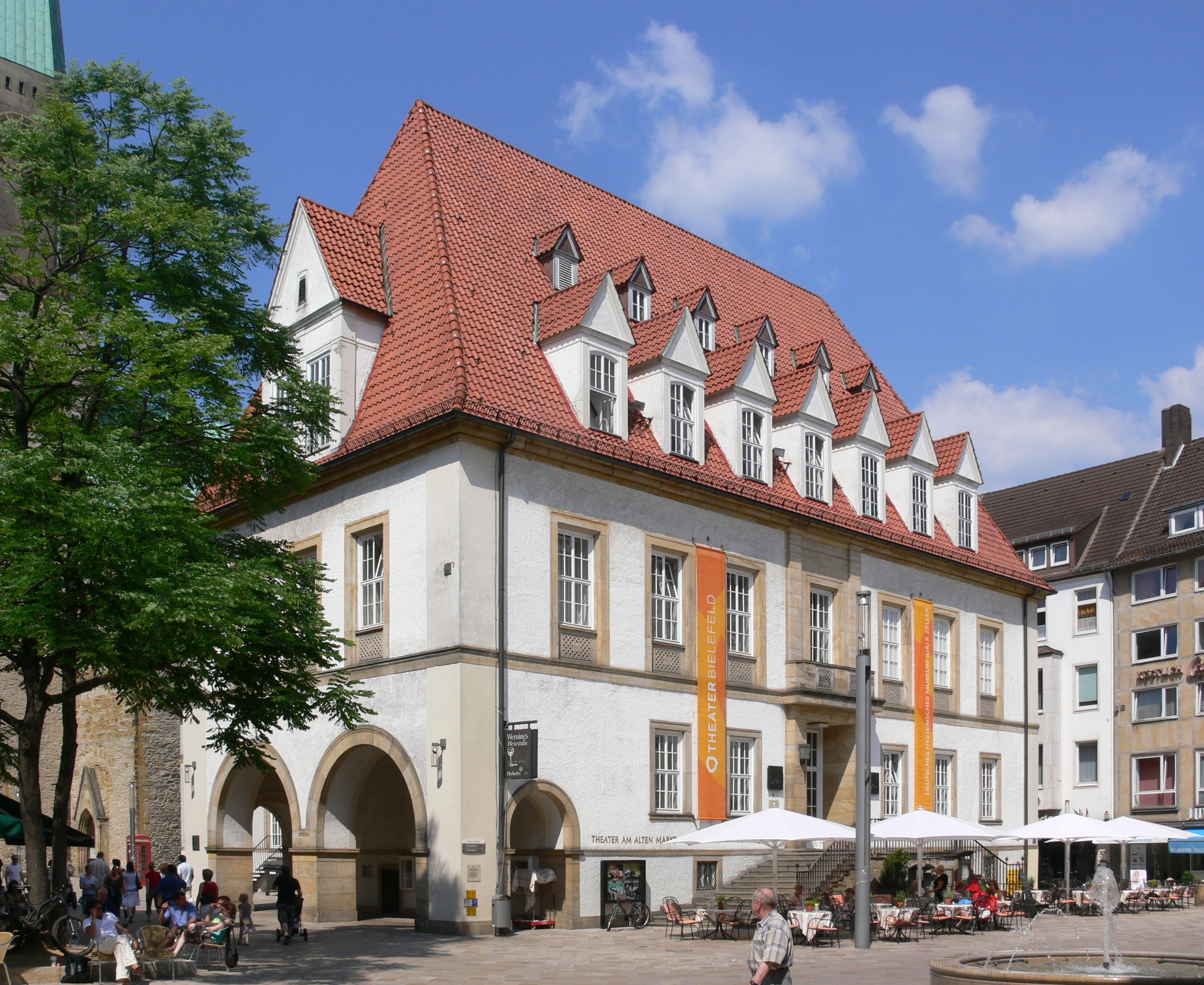
Theater am Alten Markt (TAM)

Das städtische Theater Bielefeld bietet Musiktheater, Tanztheater und Schauspiel. Spielstätten sind das 1904 eingeweihte Stadttheater des Architekten Bernhard Sehring mit einer bemerkenswerten Jugendstilfassade und das Theater am Alten Markt (TAM). Im ersten und zweiten Stock des TAM befinden sich das TAM zwei und das im Februar 2011 eröffnete TAM drei, dort werden hauptsächlich Stücke zeitgenössischer Autoren aufgeführt.
An der Ritterstraße befindet sich die Komödie am Klosterplatz. Das Haus war im September 2013 in den Räumen des ehemaligen Astoria-Kinos eröffnet worden.
Vorwiegend an Kinder und Jugendliche richten sich das Alarmtheater, das Theaterhaus an der Feilenstraße und das Zentrum Bielefelder Puppenspiele. Das Alarmtheater im westlichen Teil des Zentrums spielt seit 1993 Stücke für Kinder und Jugendliche; es werden aber auch andere Stücke präsentiert. Überregional bekannt geworden ist das Alarmtheater durch seine Aufsehen erregenden Inszenierungen mit großen Gruppen von Jugendlichen zu den Themen Sucht- und Gewaltprävention und Migration. Das Theaterhaus in der Feilenstraße bietet anspruchsvolle Stücke für Kinder und Jugendliche, aber auch Stücke für Erwachsene. Es wird neben Gastauftritten von zwei Theatergruppen bespielt, dem Mobilen Theater und dem Trotz Alledem Theater. Im Zentrum Bielefelder Puppenspiele finden Aufführungen für Kinder statt. Die Bühne wird von zwei Theatergruppen bespielt. Zudem existiert mit den Kammerpuppenspielen im Kamp ein weiteres Puppenspieltheater.
Das Theaterzentrum Tor 6 im ehemaligen Dürkopp-Werk ist seit 2000 Heimat des Theaterlabors, das seit 1983 eigenständig Theaterstücke entwickelt.
Während ihrer Stationierung in Bielefeld führten Mitglieder der britischen Streitkräfte als "Theatre 39" in der Catterick-Kaserne unter anderem britische Pantomime-Stücke auf.

### Musik

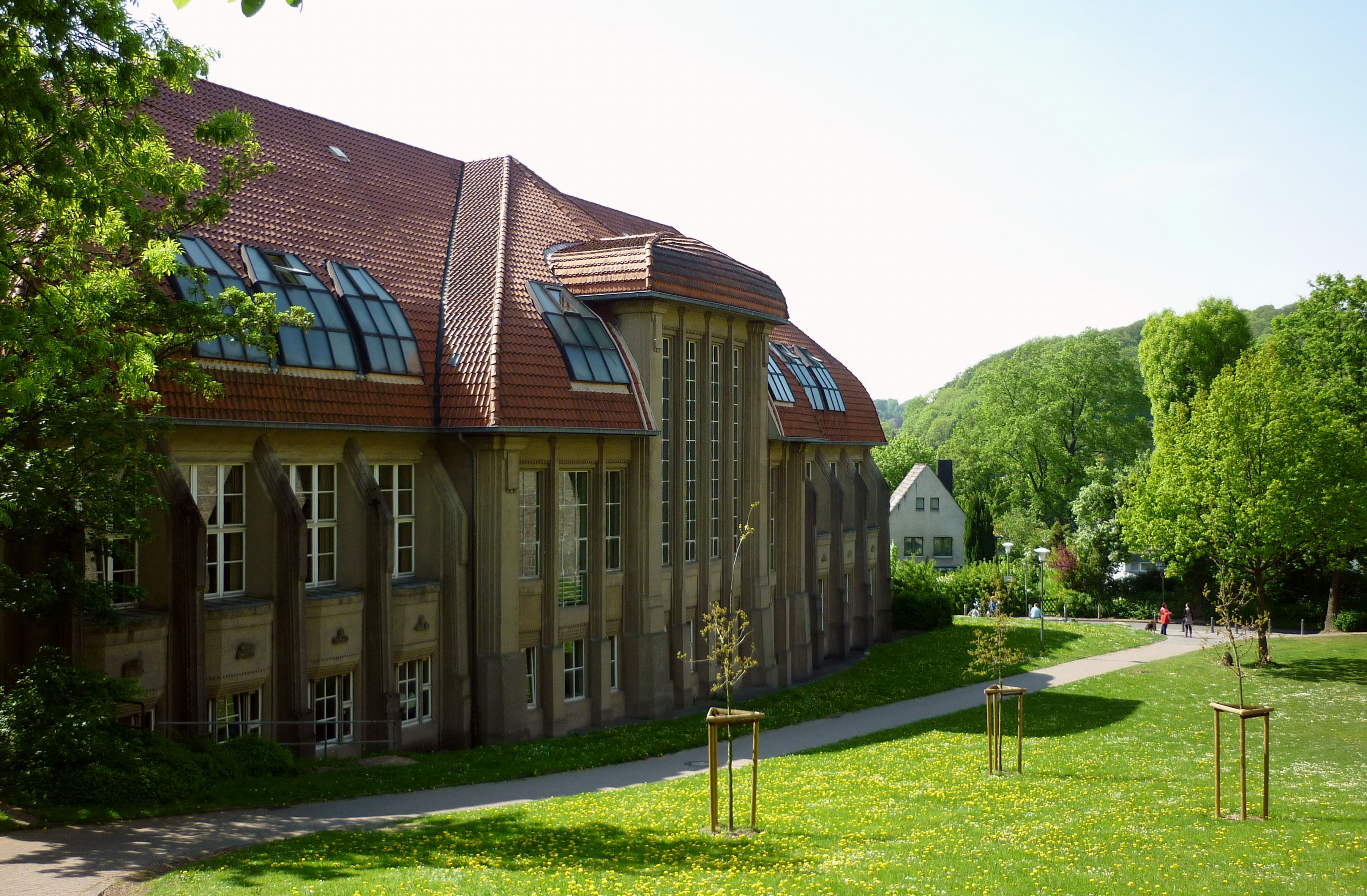
Musik- und Kunstschule

Es gibt drei sinfonische Orchester: die 1901 gegründeten Bielefelder Philharmoniker mit Sitz im Theater Bielefeld, das Anfang 2003 gegründete unabhängige und selbstverwaltete Freie Sinfonieorchester Bielefeld und die Jungen Sinfoniker, das Jugendsinfonieorchester der Region Ostwestfalen-Lippe. Die 1989 gegründete Cooperative neue Musik organisiert Konzerte mit der Musik des 20. Jahrhunderts.
Der Feuerwehr-Musikzug der Stadt Bielefeld, welcher 1956 gegründet wurde und als eines der musikalisch vielseitigsten Orchester von moderner Unterhaltungs- bis traditioneller Blasmusik spielt, ist neben dem Stadtorchester Brackwede eines der zwei traditionellen Blasorchester.
Das Orchester Drei Sparren Bielefeld e. V. ist ein modernes symphonisches Blasorchester mit etwa 45 Holz- und Blechbläsern. Es hat eine über 60-jähriger Tradition.
Überregionale Bekanntheit besaß der Bielefelder Kinderchor. Der 1932 gegründete Chor war besonders für seine Weihnachtskonzerte und -aufnahmen bekannt. Das unter Mitwirkung des Chors entstandene Weihnachtsalbum der Mannheim Steamroller, Christmas In The Aire, erzielte Platz 3 der US-Billboardcharts.
Die Musik- und Kunstschule der Stadt Bielefeld (MuKu) zählt mit ihren 7.500 Schülern zu den größten ihrer Art in Deutschland. Sie wurde 1956 gegründet und ist heute in der einem Jugendstilgebäude (1913) am Fuße der Sparrenburg beheimatet, das für die 1906 gegründete staatlich-städtische Handwerker- und Kunstgewerbeschule erbaut wurde.
Der Musikverein der Stadt Bielefeld wurde 1820 gegründet. Dreimal pro Saison tritt er mit europäischen Oratorien in der Rudolf-Oetker-Halle auf. Der 1890 gegründete Oratorienchor der Stadt Bielefeld (bis 1978 Volkschor Bielefeld) führt etwa zweimal im Jahr Konzerte in der Rudolf-Oetker-Halle auf. Neben den großen Standardwerken der kirchlichen und weltlichen Chormusik kommen dabei auch immer wieder Stücke etwas abseits des in heutigen Konzertsälen Gewohnten zur Aufführung. Der 1977 von Werner Hümmeke gegründete Universitätschor Bielefeld der Universität Bielefeld inszeniert überwiegend Chor- und Solowerke mit orchestraler Begleitung. Seit einigen Jahren finden etwa zweimal im Jahr Konzerte in der Rudolf-Oetker-Halle statt. Von ehemaligen Mitgliedern des Universitätschors wurde 2006 der Konzertchor Bielefeld gegründet. Ein weiterer Bielefelder Chor sind die Young Voices Bielefeld mit einer Altersspanne zwischen 6 und 34 Jahren. Zum Repertoire gehören geistliche und weltliche Lieder, Rock und Popsongs.

### Veranstaltungsorte

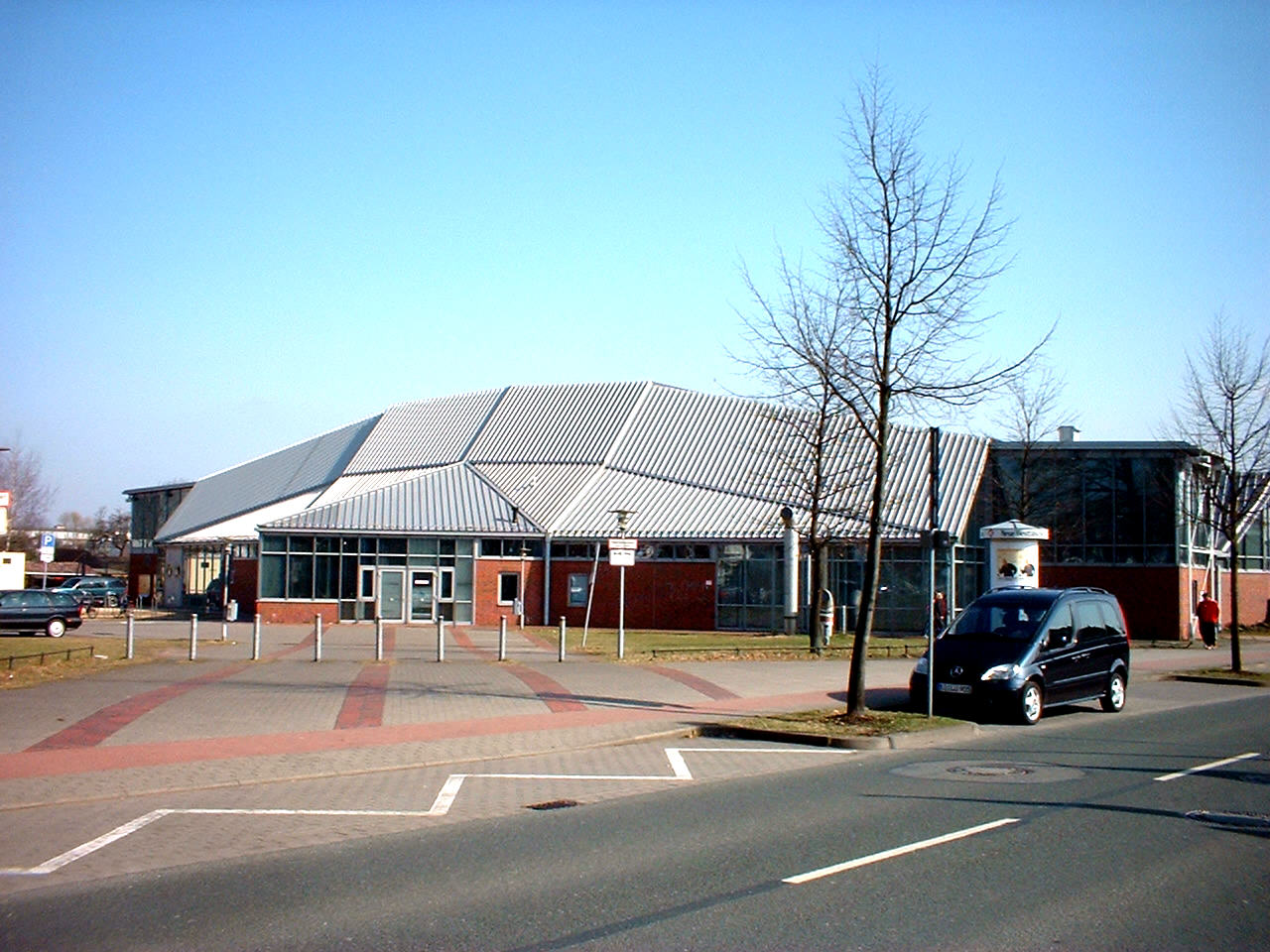
Seidensticker Halle

Bielefeld verfügt über mehrere moderne Veranstaltungshallen. Diese werden vielfältig genutzt, zum Beispiel für Konzerte, Messen, Ausstellungen oder Opern. Die größte ist die Seidensticker Halle mit einem Fassungsvermögen von 7500 Zuschauern. Sie wurde 1993 als moderne Großsporthalle eröffnet und bietet neben diversen Sportveranstaltungen (Hallenfußball, Handball etc.) auch Platz für größere Konzerte.
Eine der modernsten Hallen ihrer Art ist die Stadthalle Bielefeld mit Platz für bis zu 4500 Zuschauer. Sie bietet sich durch ihre Multifunktionalität für Veranstaltungen jeglicher Art an. Von Konferenzen über Messen und Kabarettveranstaltungen bis hin zu Konzerten findet hier fast jede Veranstaltungsart statt.
Im Westen Bielefelds liegt die Rudolf-Oetker-Halle. Diese Veranstaltungs- und Konzerthalle wurde 1929–1930 nach Plänen der Düsseldorfer Architekten Hans Tietmann und Karl Haake erbaut und am 31. Oktober 1930 eingeweiht. Die Halle verfügt über 1561 Plätze im Großen Saal und 300 Plätze im Kleinen Saal.
Der unter Denkmalschutz stehende Lokschuppen, der 2003 unter dem Namen Ringlokschuppen eröffnet wurde, hat seit vielen Jahren seinen festen Platz als multifunktionale Location im Konzert- und Eventbetrieb Ostwestfalens und darüber hinaus. Das 1905 bis 1907 errichtete Gebäude diente ursprünglich als Wartungsschuppen für Dampf- und später auch Diesellokomotiven. Gerade das macht das Flair der Halle aus, denn sie verbindet alte mit moderner Baukunst. Die Zuschauerkapazität beträgt bis zu 3.000 Personen.
Unter der Kreuzung Detmolder Straße/Niederwall befindet sich der Bunker Ulmenwall; er war 1939 als Sanitätsbunker eingerichtet worden. In der Nachkriegszeit betrieb das Jugendamt bis 1996 dort ein Kulturzentrum, das sich zunehmend in einen Jazzkeller verwandelte. Seit 1996 ist der Veranstaltungsort in der Trägerschaft des eigens dafür gegründeten Vereins. In dieser einzigartigen intimen Atmosphäre, wo die Zuschauer bis auf Tuchfühlung an die Künstler herankommen, haben viele international berühmte Musiker Konzerte vor kleinem Publikum gegeben, beispielsweise Archie Shepp, John Surman, Gunter Hampel, Albert Mangelsdorff, aber auch unbekannte und lokale Künstler finden hier eine ideale Plattform. Außerdem ist der Bunker Ulmenwall seit 1987 Veranstaltungsort für Vorträge des Datenschutzvereins Digitalcourage (vormals FoeBuD) zu gesellschaftlichen und technischen Themen.
Das Jugend- und Kulturzentrum Niedermühlenkamp, kurz KAMP, war ein beliebter Veranstaltungsort für Konzerte, Partys und ähnliche Veranstaltungen. Das Musikmagazin Intro zeichnete es 2004 als siebtbesten Musikclub Deutschlands aus. Der Nutzungsvertrag mit dem Kulturkombinat Kamp e. V. wurde 2013 nicht vom Hausträger, den Falken Bielefeld, verlängert, was das Aus für die Kulturarbeit bedeutete. Das Kulturkombinat veranstaltet seitdem in größeren Abständen Konzerte und Partys an wechselnden Bielefelder Veranstaltungsorten, vor allem im Forum Bielefeld und im Bunker Ulmenwall. Als das Ende der Kulturarbeit im KAMP abzusehen war, gründete sich die Initiative Bielefelder Subkultur, kurz IBS und forderte von der Stadt Räume für nichtkommerzielle Kultur. Die IBS war eigentlich als Unterstützer für den Erhalt des KAMP gedacht, entwickelte sich aber schnell zum Mieter eigener Räumlichkeiten. Das von der IBS betriebene Nummer zu Platz (Nr. z. P.) befindet sich in einem Parkhaus in den Räumlichkeiten der alten KFZ Zulassungsstelle. Der Betrieb der Einrichtung wird ausschließlich durch ehrenamtliche Mitarbeiterinnen gewährleistet. Seit 2013 hat die Bielefelder Subkultur nun nach dem Aus des KAMP wieder einen Platz für Konzerte, Partys und ähnliche Veranstaltungen.
Für Lesungen, Ausstellungen und die Bielefelder Literaturtage werden auch die Räumlichkeiten der Stadtbibliothek genutzt.

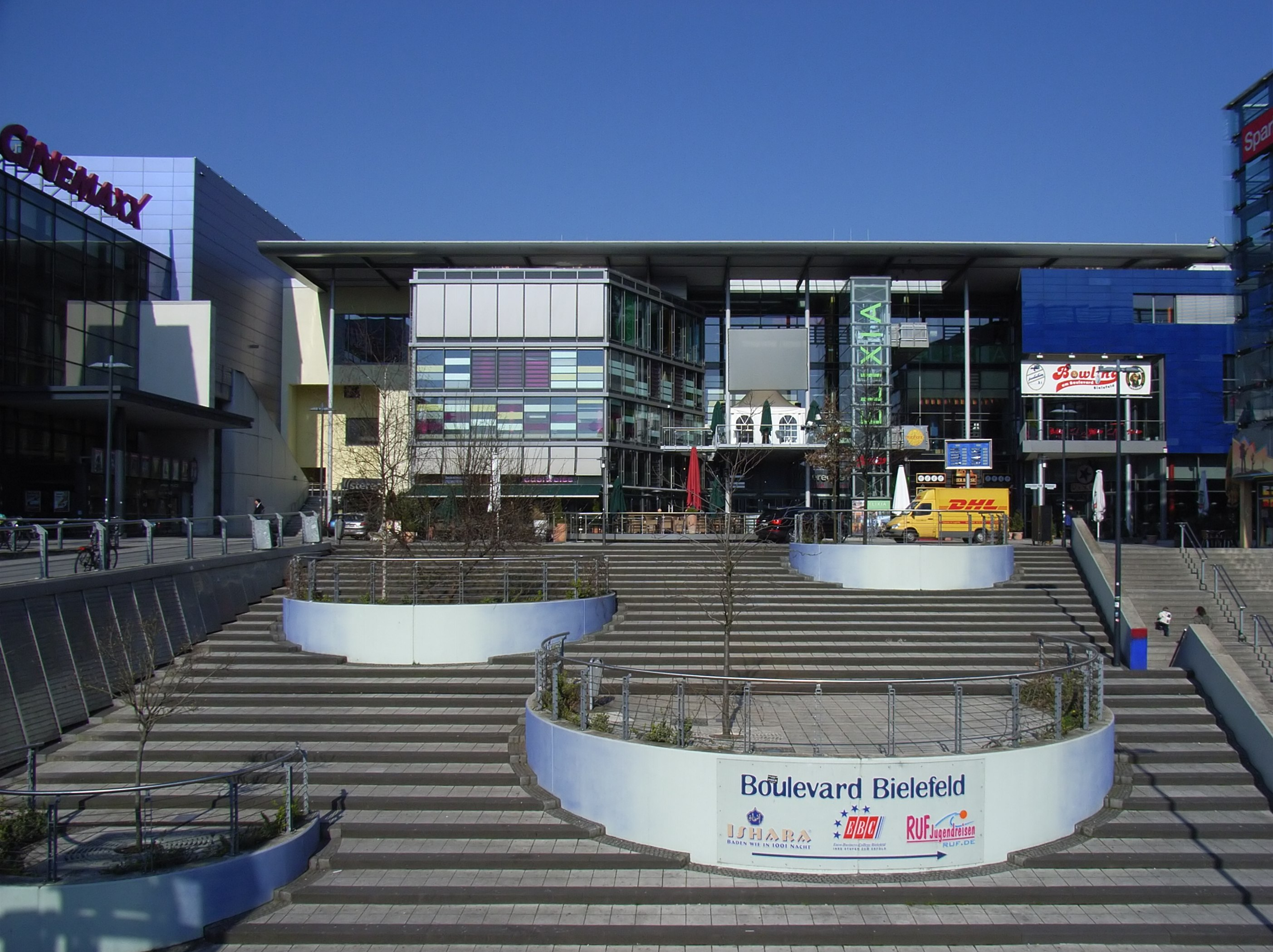
Neues Bahnhofsviertel, links das Cinemaxx

### Kinos
Bielefeld besitzt außer einem Multiplex-Kino nur noch wenige kleinere Kinos. Die „traditionellen“ Filmtheater haben inzwischen allesamt geschlossen, so z. B. das Movie im Leineweberhaus am Bahnhofsvorplatz, in dem sich heute eine Diskothek mit demselben Namen befindet. Die Kamera, die 1950 von Carl Aul im Haus der Technik gegründet wurde und 1957 in die Feilenstraße umzog, besitzt drei Säle und ist eines der höchstdekorierten Programmkinos der Republik. Ein weiteres Programmkino ist das Lichtwerk im Ravensberger Park mit drei Sälen und Freilichtkino-Veranstaltungen im Sommer. In der Aula der Realschule Brackwede finden an zwei Tagen der Woche Filmvorführungen des Melodie-Filmtheaters statt. Das kleinste Kino ist das aus der ehemaligen Kinogruppe des Arbeiterjugendzentrums hervorgegangene Offkino in den ehemaligen Räumen des Lichtwerks im Filmhaus.

### Kulturpreis der Stadt Bielefeld
Zu den Ehrungen der Stadt Bielefeld gehört der Kulturpreis der Stadt Bielefeld: „Mit dem Kulturpreis werden alle zwei Jahre Persönlichkeiten geehrt, die sich durch ihr kulturelles Engagement für die Stadt Bielefeld in hervorragender Weise verdient gemacht oder durch ihre innovativen Aktivitäten das kulturelle Angebot in Bielefeld bereichert haben. […] Die Verleihung des Kulturpreises erfolgt durch den Rat auf Vorschlag des Kulturausschusses.“
Preisträger seit 2009:
- 2009 Sigurd Prinz (Bildende Kunst), Sigrid Lichtenberger (Literatur), Gerd Lisken (Musik)
- 2011 Anke Koster (Darstellende Kunst)
- 2013 Christiane Heuwinkel (Filmkunst)
- 2015 Veit Mette (Fotokunst)
- 2017 Offene Ateliers e. V. (verschiedene Kunstrichtungen)
- 2019 Verein „Bunker Ulmenwall“ (Bildungs- und Musikveranstaltungen)
- 2021 Dhélé Agbetou (Tänzer und Choreograph)
- 2023 Sabine Feldwieser / Die Wortfinder e.V. (Literatur)
- 2025 Claudia Kohl (Musik)[107]

### Sport

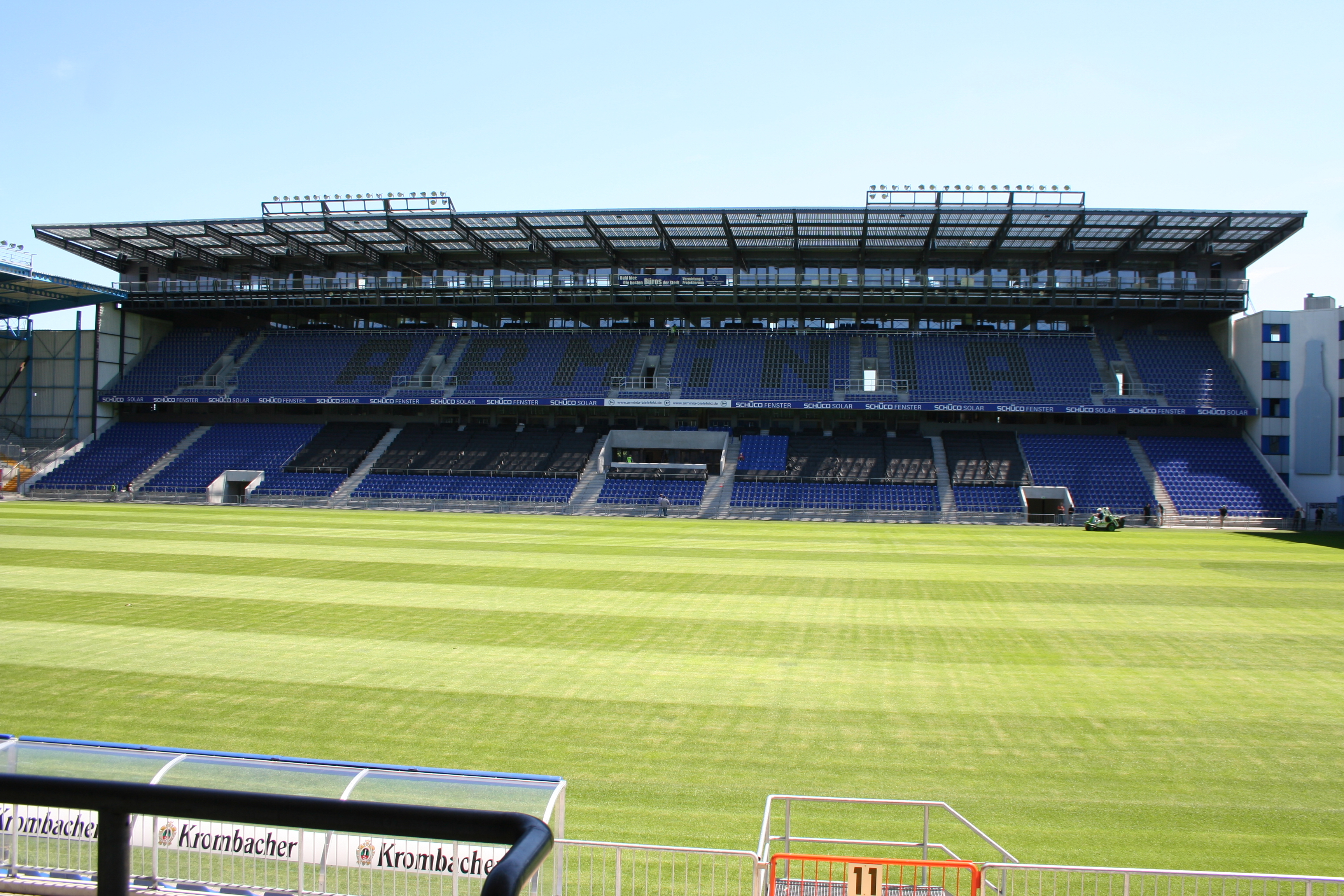
SchücoArena (traditionell Alm genannt)

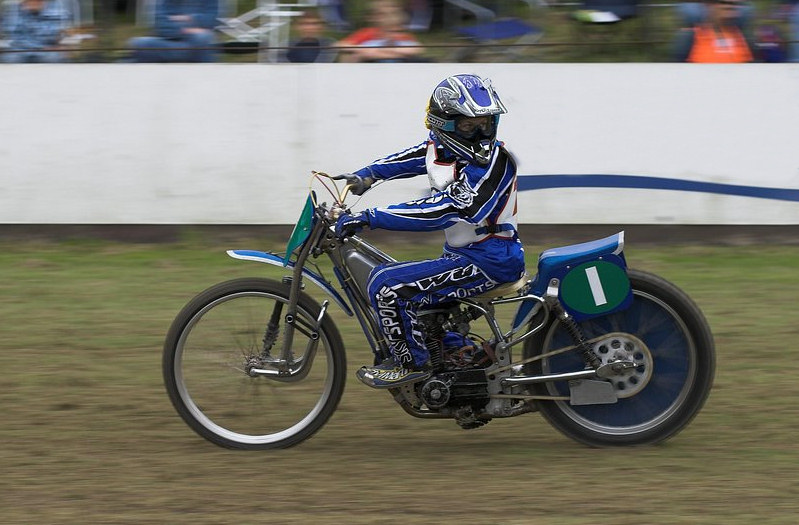
Grasbahnrennen auf dem Leineweberring in Bielefeld

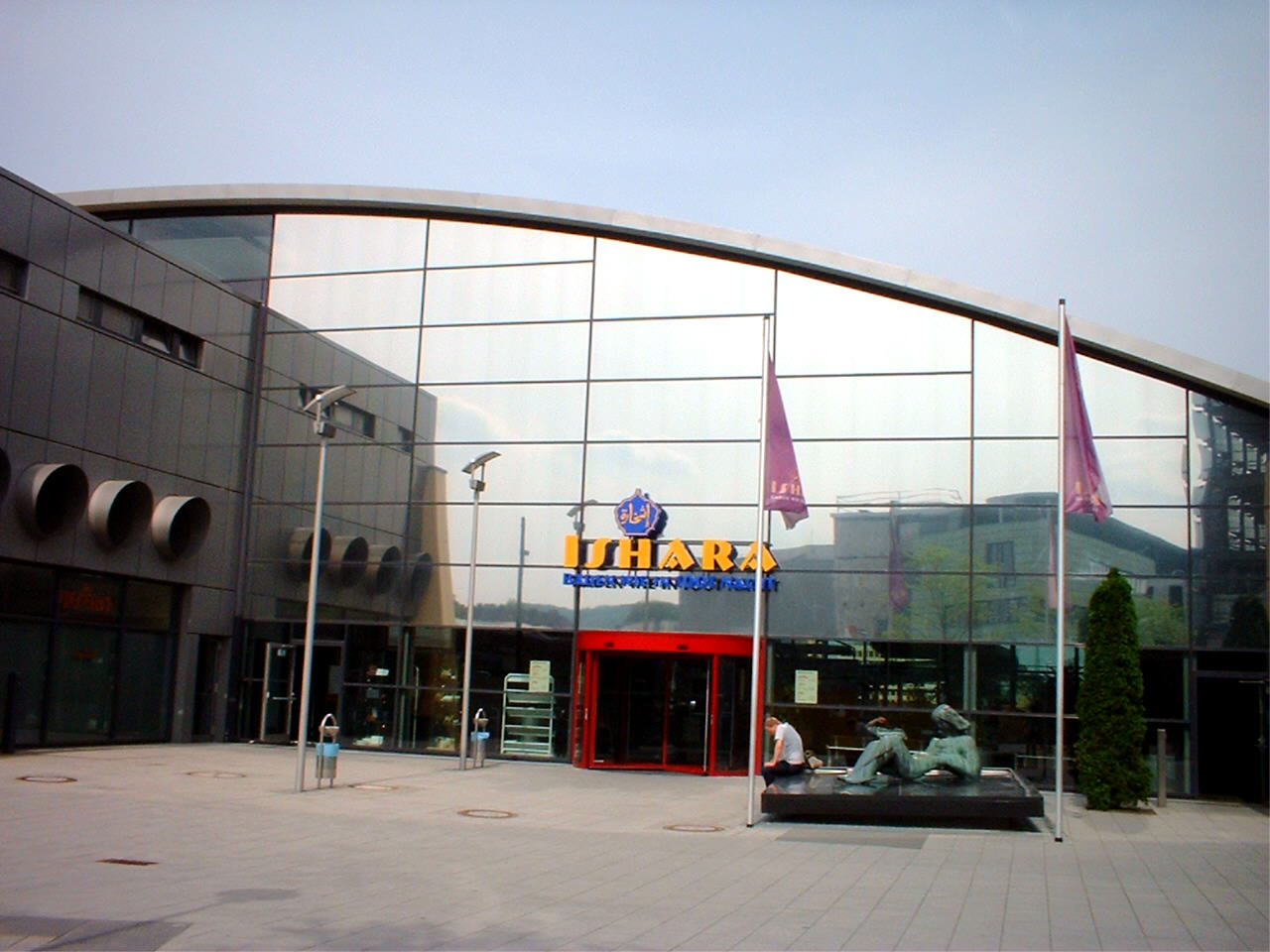
Ishara Bade- und Saunawelt

Das sportliche Aushängeschild der Stadt ist der DSC Arminia Bielefeld. Die Fußballer des 1905 gegründeten Vereins stiegen 1970 erstmals in die Bundesliga auf und gehörten der höchsten deutschen Spielklasse insgesamt 17 Jahre lang an. Durch seine zahlreichen Ab- und Aufstiege gilt Arminia Bielefeld als Fahrstuhlmannschaft, zuletzt stieg man 2022 in die 2. Bundesliga und 2023 in die Dritte Liga ab. Der DSC trägt seine Heimspiele in der SchücoArena aus. Bis 2004 offiziell und im Volksmund auch weiterhin Alm genannt, verfügt das am westlichen Rand der Innenstadt gelegene reine Fußballstadion über 26.515 Plätze. Ein weiterer traditionsreicher Fußballverein ist der VfB Fichte Bielefeld, dessen Stammverein VfB 03 bis in die 1950er-Jahre ein ebenbürtiger Lokalrivale des DSC Arminia war. Der VfB Fichte spielt in der Westfalenliga und trägt seine Heimspiele im Stadion Rußheide aus. Dieses Multifunktionsstadion mit 12.000 Plätzen wird auch für die Leichtathletik und von den Bielefeld Bulldogs, einem American-Football-GFL2-Club (German Football League 2) genutzt. Mit Arminia Bielefeld und dem VfL Theesen besitzt die Stadt zwei Fußballvereine in der U-19-Bundesliga (Staffel West).
Jedes Jahr im Januar veranstaltet der TuS Jöllenbeck unter dem Motto „Weltklasse in Jöllenbeck“ das Internationale Frauen-Hallenfußball-Turnier, eines der bestbesetzten Hallenfußballturniere Europas, an dem nationale und internationale Spitzenvereine des Frauenfußballs teilnehmen. Der VfL Theesen im Bielefelder Norden sorgt mit der größten Fußball-Jugendabteilung im Kreis für den Nachwuchs. Beachtenswert ist dort das regelmäßige internationale Pfingst-Jugendturnier, zu dem Jugendmannschaften aus Bundesligavereinen und sogar Jugend-Nationalmannschaften aus der ganzen Welt anreisen.
Siehe auch: Fußball in Bielefeld
Der Radsport hat in Bielefeld eine lange Tradition. Das zeigt unter anderem die häufige Rolle als Etappen- (elfmal), Start- (einmal) oder Zielort (zehnmal) der Deutschland Tour. Auf der Bielefelder Radrennbahn, an der Heeper Straße im Stadtbezirk Mitte gelegen, werden unter anderem regelmäßig Steherrennen veranstaltet.
Die höchstklassigen Bielefelder Handballteams sind das Herren- sowie Damenteam des TuS 97 Bielefeld-Jöllenbeck sowie die Herren der TSG Altenhagen-Heepen (zuvor 2014 aus der 3. Liga abgestiegen), die jeweils in der Oberliga Westfalen antreten. Die TSG trägt die Heimspiele in der Sporthalle am Gymnasium Heepen oder in der Seidensticker Halle und der TuS 97 in der Sporthalle der Realschule Jöllenbeck aus.
Die Damen der TSVE Dolphins Bielefeld spielen in der Saison 2008/09 in der 2. Basketball-Bundesliga. Die TSVE-Herren spielen Basketball in der Regionalliga West. Beide Teams tragen ihre Heimspiele in der Sporthalle I der Carl-Severing-Schulen an der Heeper Straße aus.
Die Herren des Telekom Post SV Bielefeld spielen in der Saison 2008/09 in der Volleyball-Regionalliga. Die Heimspiele finden in der Almhalle an der Melanchthonstraße statt.
Der bedeutendste Schachverein der Stadt ist der Bielefelder SK, der in den 1990er-Jahren der Schachbundesliga angehörte. In der Saison 2008/09 spielt der Verein in der NRW-Klasse.
Die Eishockey-Damen des SV Brackwede spielen in der 2. Liga Nord und tragen ihre Heimspiele auf der Oetker-Eisbahn an der Duisburger Straße in Brackwede aus. Dort trainiert auch die Eiskunstlaufabteilung des DSC Arminia.
An der Eckendorfer Straße im Stadtbezirk Heepen befindet sich der Leineweberring, hier veranstaltet der DMSC Bielefeld internationale Motorrad-Grasbahnrennen.
Bielefeld besitzt mehrere Schwimmsportstätten, so u. a. das Freibad Jöllenbeck, das Freibad Schröttinghausen, die Ishara Bade- und Saunawelt, das AquaWede, das Freibad Hillegossen, das Freibad Brackwede, das Freibad Dornberg, das Senner Waldbad sowie das Wiesenbad.
Der 1. Snooker & Billard Club Bielefeld e. V., gegründet 1989, hat sein Vereinsheim in Bielefeld-Stieghorst. Das Vereinsheim gilt mit einem Spielbereich von 450 m² und zurzeit 12 Profi-Snooker-Tischen als das größte private Vereinsheim in Europa.
2021 bewarb sich die Stadt als Beherbergungsstadt für die Gestaltung eines viertägigen Programms für eine internationale Delegation der Special Olympics World Summer Games 2023 in Berlin. 2022 wurde sie als Gastgeberin für Special Olympics Irland ausgewählt. Damit wurde sie Teil des größten kommunalen Inklusionsprojekts in der Geschichte der Bundesrepublik mit mehr als 200 Beherbergungsstädten.

### Regelmäßige Veranstaltungen

#### Volks- und Straßenfeste, Märkte
- Im Mai findet in der Altstadt der Leinewebermarkt statt, ein großes mehrtägiges Volksfest mit umfangreichem kulturellen Programm auf mehreren Bühnen.
- Beim Carnival der Kulturen (Anfang Juni, seit 1997) studieren viele in- und ausländische Künstlergruppen Choreographien ein und ziehen durch die Straßen der Stadt.
- Der Christopher Street Day findet seit 1994 zu wechselnden Terminen von Ende Juni bis Mitte August statt.
- Jedes Jahr im Juli ist die Sparrenburg Schauplatz des mittelalterlichen Sparrenburgfestes.
- Von der ersten Adventswoche bis zum 30. Dezember findet in den Einkaufszonen der Innenstadt ein Weihnachtsmarkt statt. Weitere Veranstaltungen des Einzelhandels in der Altstadt sind ein Autosalon La Strada im Mai und ein Weinmarkt im September.
- In den einzelnen Stadtteilen finden darüber hinaus ebenfalls regelmäßige Veranstaltungen statt, zum Beispiel der Weihnachtsmarkt am Siegfriedplatz, der Stiftsmarkt in Schildesche oder der Schweinemarkt in Brackwede.

#### Kunst, Musik, Film, Literatur
- Die Nachtansichten sind die Nacht der Museen, Kirchen und Galerien. In dieser einen Nacht Ende April haben diverse Museen, Galerien und Kirchen geöffnet. Dazu gibt es ein umfangreiches Rahmenprogramm.
- Jährlich im Sommer (zum 25. Mal im Jahr 2015) wird das Tanzfestival Bielefeld durchgeführt, bei dem über zwei Wochen Tanzkurse mit öffentlichen Ergebnisvorführungen und professionelle Tanzveranstaltungen geboten werden.
- Am zweiten Wochenende nach den Sommerferien finden alljährlich die Offenen Ateliers Bielefeld statt, an denen die Künstler ihre Ateliers für Besucher öffnen.[110]
- Die Nacht der Klänge bietet seit 2004 eine Vielzahl an unterschiedlichen Klangerlebnissen an teilweise außergewöhnlichen Orten des Gebäudes der Universität Bielefeld.
- In der Stadtbibliothek Bielefeld finden seit 1996 die Bielefelder Literaturtage statt.[111]
- Seit 1989 veranstaltet die hier ansässige Murnaugesellschaft das Film- und Musikfestival,[112] bei dem eine Woche lang Stummfilme und Live-Musik an verschiedenen Spielorten aufgeführt werden.
- Zu wechselnden Terminen im Jahr fand bis in die 2010er Jahre der Kneipenkult statt, bei dem eine einwöchige Konzertreihe lokaler Bands nacheinander in mehreren Bielefelder Gaststätten durchgeführt wurde.
- Seit 2005 gibt es in Bielefeld unregelmäßig das Honky Tonk Festival.
- Seit 2021 findet in Bielefeld jährlich im Sommer die RadKulTour statt. Entlang einer Radroute treten lokale Akteure aus Musik, Theater, Tanz, bildender Kunst und Literatur auf. In den ersten beiden Jahren führte die RadKulTour entlang der Radroute Das Grüne Netz[113] durch die Stadtbezirke Mitte, Heepen und Schildesche, 2023 ging die Route durch den Stadtbezirk Sennestadt.[114]

#### Gesellschaft und Wissenschaft
- Die deutschen Big Brother Awards, Negativpreise zu den Themen Überwachung, Freiheitsrechte und Datenschutz, werden seit 2000 jährlich in Bielefeld vom Verein Digitalcourage vergeben.[115] Da der Verein außerdem seit seiner Gründung 1987, damals noch unter dem Kürzel FoeBuD, selbst in der Stadt ansässig ist und hier viele weitere Aktionen getragen hat, ist Bielefeld in den Medien des Öfteren mit dem Thema Datenschutz in Verbindung gebracht worden. Auch die erste Freiheit-statt-Angst-Demonstration fand 2006 hier statt.
- Seit 2008 transportiert im mehrjährigen Rhythmus das Wissenschaftsfest Geniale akademische Fragen und Forschungsfelder aus den Bielefelder Hochschulen auf Straßen und Plätze der Stadt.[116]

#### Spiel- und Kinderveranstaltungen
- Seit 2002 ist das Kinderkulturfest Wackelpeter im Ravensberger Park Teil des Veranstaltungsangebots in den Sommerferien.
- Seit 1995 findet jedes Jahr im November die Spielewelt in Bielefeld, eine der größten deutschen Messen für Brett- und Gesellschaftsspiele zum Mitmachen und Ausprobieren, statt.[117]

#### Sportveranstaltungen
- Der Hermannslauf ist ein traditioneller Volkslauf vom Hermannsdenkmal in Detmold über die Höhen des Teutoburger Waldes bis zur Sparrenburg in Bielefeld.
- Eine weitere jährliche und noch jüngere Veranstaltung ist im Spätsommer der Stadtwerke Run & Roll Day, eine Laufveranstaltung für Läufer und Inlineskater. Bis 2019 fand die Veranstaltung auf der Stadtautobahn Ostwestfalendamm statt,[118] seit 2022 wird sie unter dem neuen Namen Run & Roll City in der Bielefelder Innenstadt ausgetragen.[119]
- In der Regel im Mai findet im Stadtteil Brackwede der Große Preis der Sparkasse (Radrennen) statt.

### Regionale Spezialitäten
In Bielefeld gibt es traditionell westfälische Spezialitäten. Dazu gehört zum Beispiel Pumpernickel, ein Roggenbrot, das nicht gebacken, sondern im Dampf gegart wird. Weitere typisch westfälische Spezialitäten sind der westfälische Pickert, westfälischer Schinken und Weizenkorn. Eine Bielefelder Spezialität ist die Bielefelder Luft, ein Schnaps aus Korn und Pfefferminz.

### Bielefeld-Verschwörung
Der Informatiker Achim Held veröffentlichte im Jahr 1994 im Usenet einen satirischen Beitrag mit dem Titel Die Bielefeld-Verschwörung, in dem er die Existenz Bielefelds anzweifelte und deren Vortäuschung als Verschwörung bezeichnete. Im Internet hält sich dieser Scherz bis heute in Form der darauf formulierten Antwort von Joerg Pechau: „Bielefeld gibt es nicht“. Die Stadt nahm anlässlich ihrer 800-Jahr-Feier im Jahr 2014 darauf Bezug, indem sie die Feierlichkeiten unter das Motto stellte: „800 Jahre Bielefeld – Das gibt’s doch gar nicht!“ Anlässlich des 25-jährigen „Jubiläums“ der Bielefeld-Verschwörung rief die Stadt Bielefeld im Rahmen eines Wettbewerbs dazu auf, einen unwiderlegbaren Beweis für die Nichtexistenz Bielefelds zu erbringen. Das Preisgeld betrug 1 Million Euro.
Am 17. September wurde der Wettbewerb für beendet erklärt: kein Teilnehmer hätte eine Nichtexistenz der Stadt beweisen können und das Geld bleibt daher unangetastet.

## Wirtschaft und Infrastruktur

### Wirtschaft

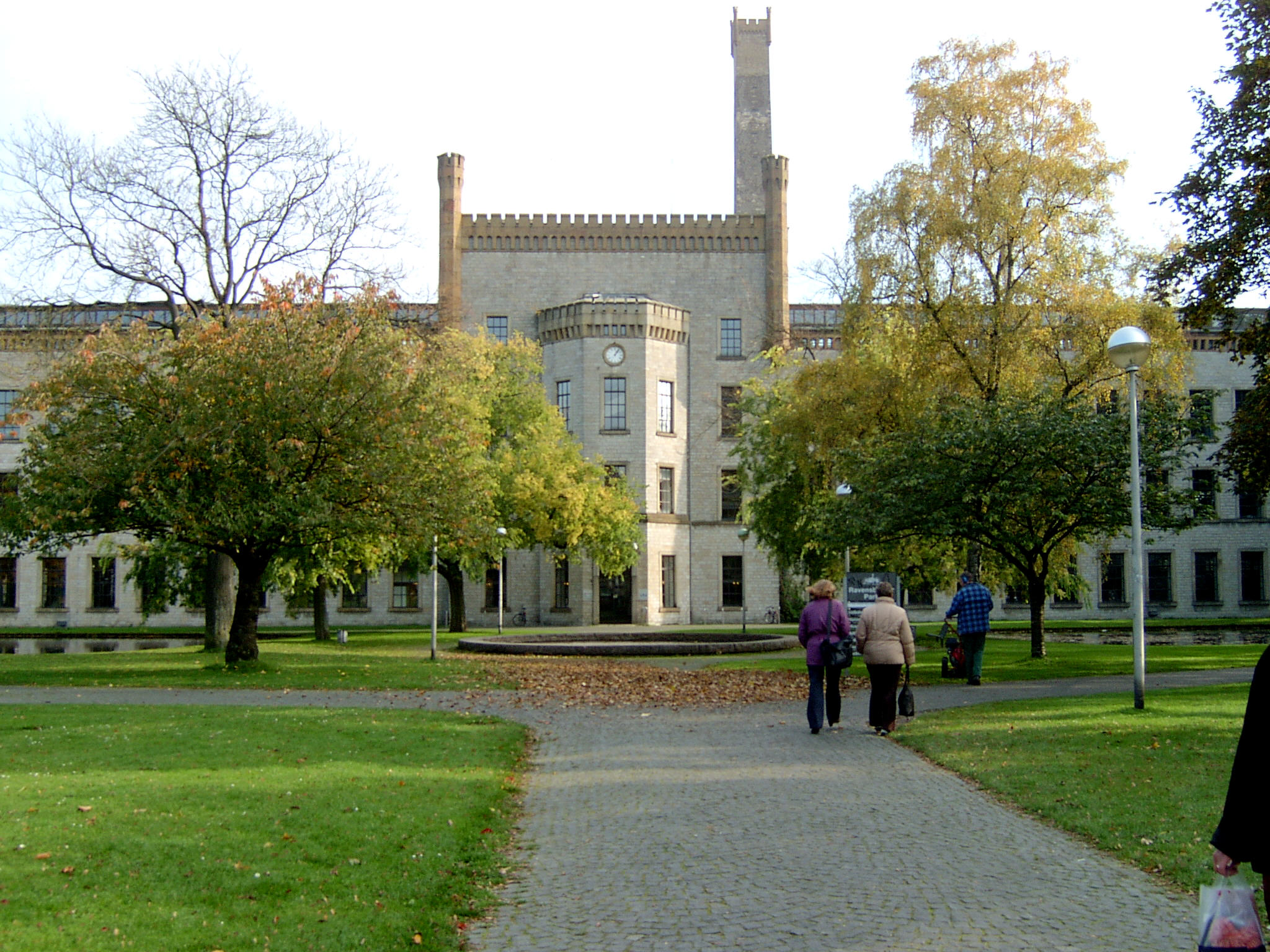
Ravensberger Spinnerei

Grundlage der wirtschaftlichen Entwicklung in Bielefeld ist die seit dem 9. Jahrhundert hier nachweisbare Leinenweberei. 1309 schlossen sich die Kaufleute der Wollweber und Tuchhändler zur „Johannisbrüderschaft“ zusammen.
Mit dem Eisenbahnanschluss im Jahr 1847 begann die Industrialisierung Bielefelds. Der Hauptgrund war die jetzt mögliche preisgünstige Lieferung von Kohle aus dem Ruhrgebiet, die für den Betrieb der Dampfmaschinen benötigt wurde. Die erste Fabrik gründeten 1851 die Gebrüder Bozi mit der Spinnerei Vorwärts direkt an der Linie der Köln-Mindener-Eisenbahn. 1854 wurde die Ravensberger Spinnerei von Hermann Delius gegründet, die danach eine Zeit lang zur größten Maschinenspinnerei Europas aufstieg. Das Unternehmen zog sich später vom Markt zurück, der stadtbildprägende Bau steht heute unter Denkmalschutz. 1862 entstand die Mechanische Weberei, in der die erzeugten Garne zu hochwertigen Stoffen weiterverarbeitet wurden. 1870 liefen rund 11 Prozent aller Spindeln und Webstühle Deutschlands in Bielefeld.

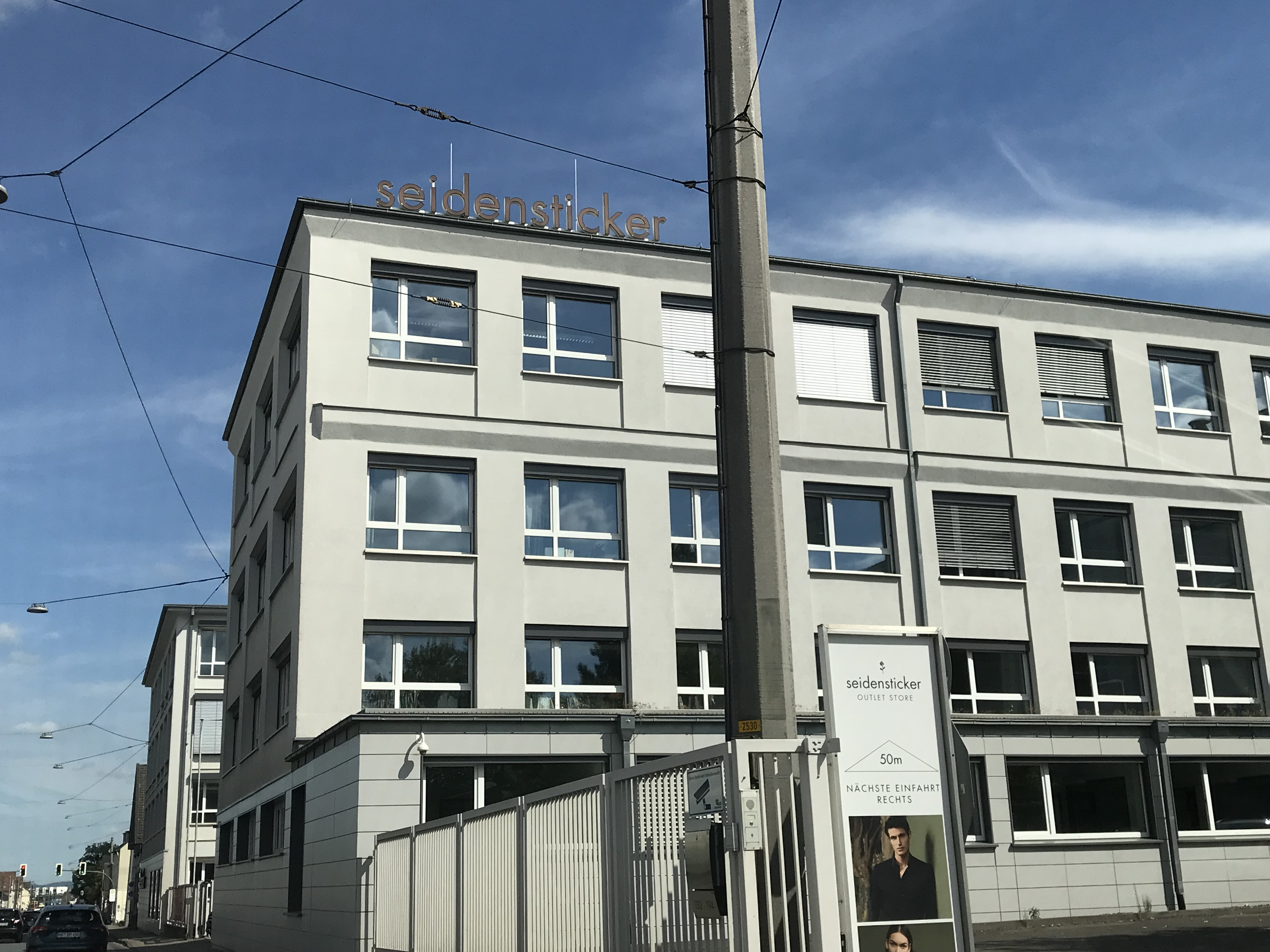
Ehemaliger Stammsitz der Firma Seidensticker an der Herforder Straße in Bielefeld

Der nächste Schritt war um 1900 die industrielle Fertigung von Tisch- und Bettwäsche, Oberhemden und Blusen. Inzwischen waren metallverarbeitende Firmen entstanden, in denen die benötigten Maschinen entwickelt und gefertigt wurden, dazu gehören unter anderen die Dürkopp-Werke und die Kochs Adler Nähmaschinen Werke. Bei Dürkopp wurden zunächst Nähmaschinen und später Fahrräder, Motorräder, Autos, Lastwagen und Autobusse hergestellt.
Der Apotheker August Oetker hatte Ende des 19. Jahrhunderts die Idee, abgepacktes Backpulver industriell herzustellen. Sein Konzept war so erfolgreich, dass aus seiner Apotheke im Laufe der Zeit ein Unternehmen von Weltruf wurde. Im Jahr 1900 baute Oetker die erste Fabrik und verkaufte 1906 bereits 50 Millionen Päckchen Backin.
Heute wird die Wirtschaft der Stadt durch das verarbeitende Gewerbe mit den Sparten Nahrungs- und Genussmittel, Metallverarbeitung, Maschinenbau, Chemie und Bekleidung bestimmt. Die wichtigsten Firmen sind August Oetker, Böllhoff, Dürkopp Adler, Dürkopp Fördertechnik, DMG Mori, Möller Group, Thyssenkrupp, Droop & Rein (Starrag Group), Schüco, Goldbeck und Seidensticker. Der Handel ist unter anderen mit Marktkauf Holding, JAB Anstoetz und EK/servicegroup vertreten und im Dienstleistungssektor sind Kühne + Nagel, Piening Personalservice, TNS Emnid, TNS Infratest, Itelligence und ruf zu nennen. Bedeutende Arbeitgeber sind darüber hinaus die Bereiche Bildung und Erziehung, die Universität, Fachhochschulen und Schulen, sowie das Gesundheits- und das Sozialwesen, hier vor allem die v. Bodelschwinghsche Stiftungen Bethel mit 18.449 Arbeitsplätzen in Bielefeld größter Arbeitgeber der Stadt.
Im Jahre 2016 erbrachte Bielefeld innerhalb der Stadtgrenzen ein Bruttoinlandsprodukt (BIP) von 12,860 Milliarden € und belegte damit Platz 28 innerhalb der Rangliste der deutschen Städte nach Wirtschaftsleistung. Das BIP pro Kopf lag im selben Jahr bei 38.588 € pro Kopf (Nordrhein-Westfalen: 37.416 €/ Deutschland 38.180 €) und damit leicht über dem regionalen und nationalen Durchschnitt. In der Stadt gibt es 2017 ca. 202.300 Erwerbstätige. Die Arbeitslosenquote lag im Februar 2025 bei 9,3 % und damit über dem Durchschnitt von Nordrhein-Westfalen mit 7,9 %. Die Schulden im Kernhaushalt und den eigenbetriebsähnlichen Einrichtungen betrugen Ende 2022 ca. 750 Millionen €.
Von den rund 126.000 sozialversicherten Beschäftigten in der Stadt pendeln rund 40 Prozent aus dem Umland nach Bielefeld ein.
Im Zukunftsatlas 2016 belegte die kreisfreie Stadt Bielefeld Platz 163 von 402 Landkreisen, Kommunalverbänden und kreisfreien Städten in Deutschland und zählt damit zu den Orten mit „ausgeglichenem Chancen-Risiko Mix“.
Seit 2013 ist Bielefeld als Fair-Trade-Stadt ausgezeichnet. In fast 200 Bielefelder Einzelhandelsgeschäften, Cafés, Kirchengemeinden, Schulen, Vereinen und weiteren Organisationen kann man fair gehandelte Produkte erwerben.

### Verkehr

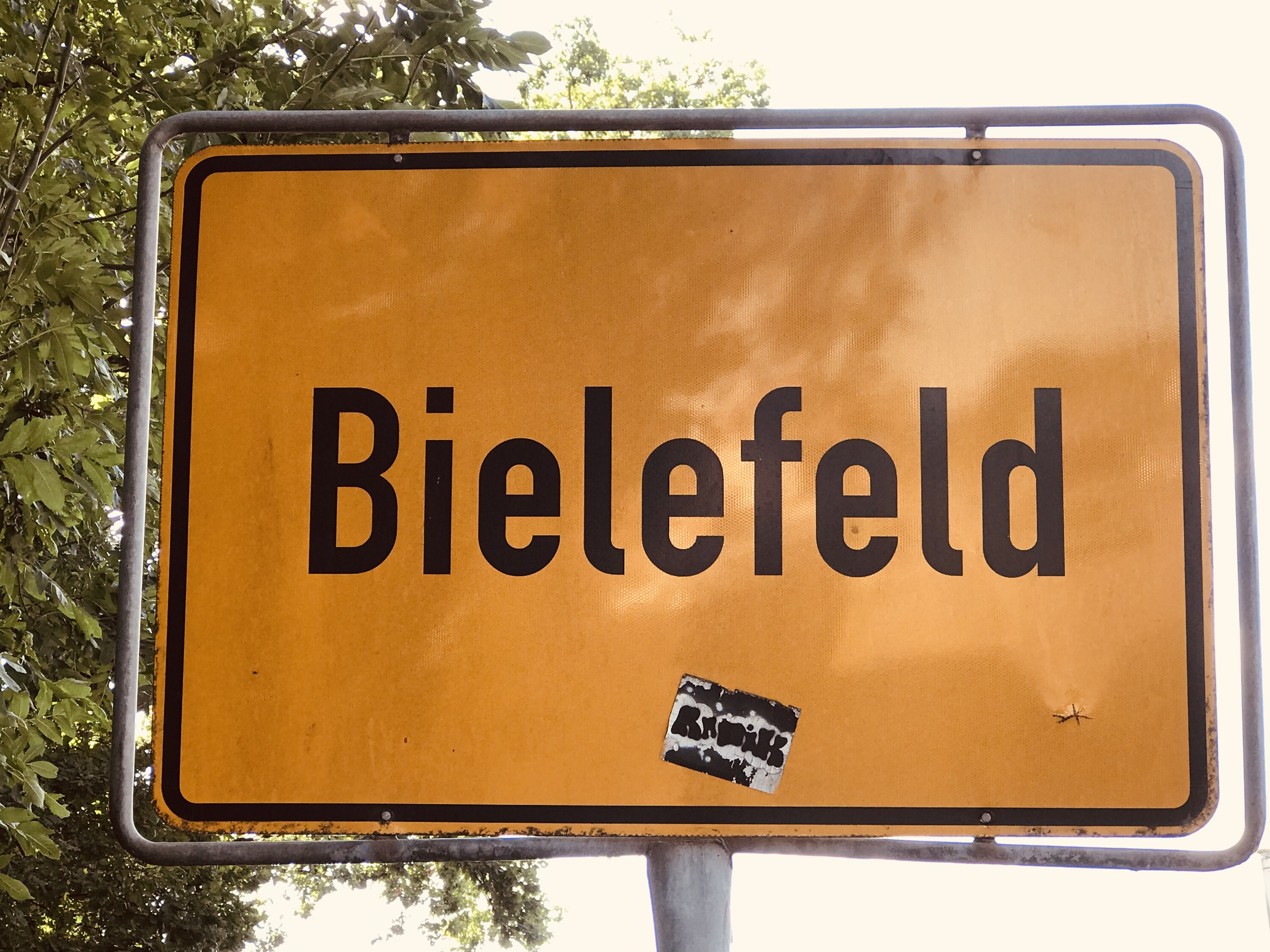
Bielefelder Ortseingangsschild

#### Schienen- und Busverkehr

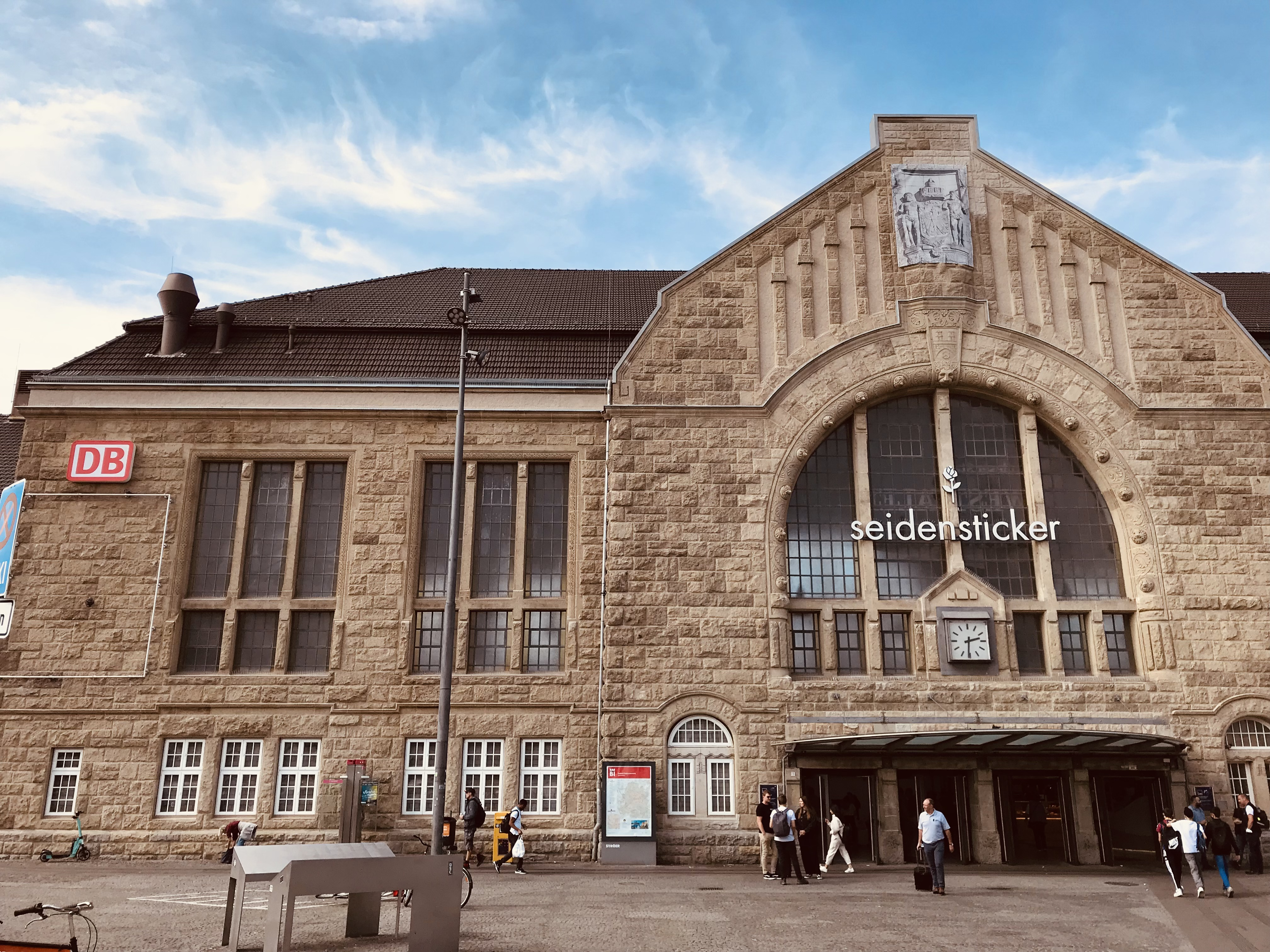
Portal des Bielefelder Hauptbahnhofs

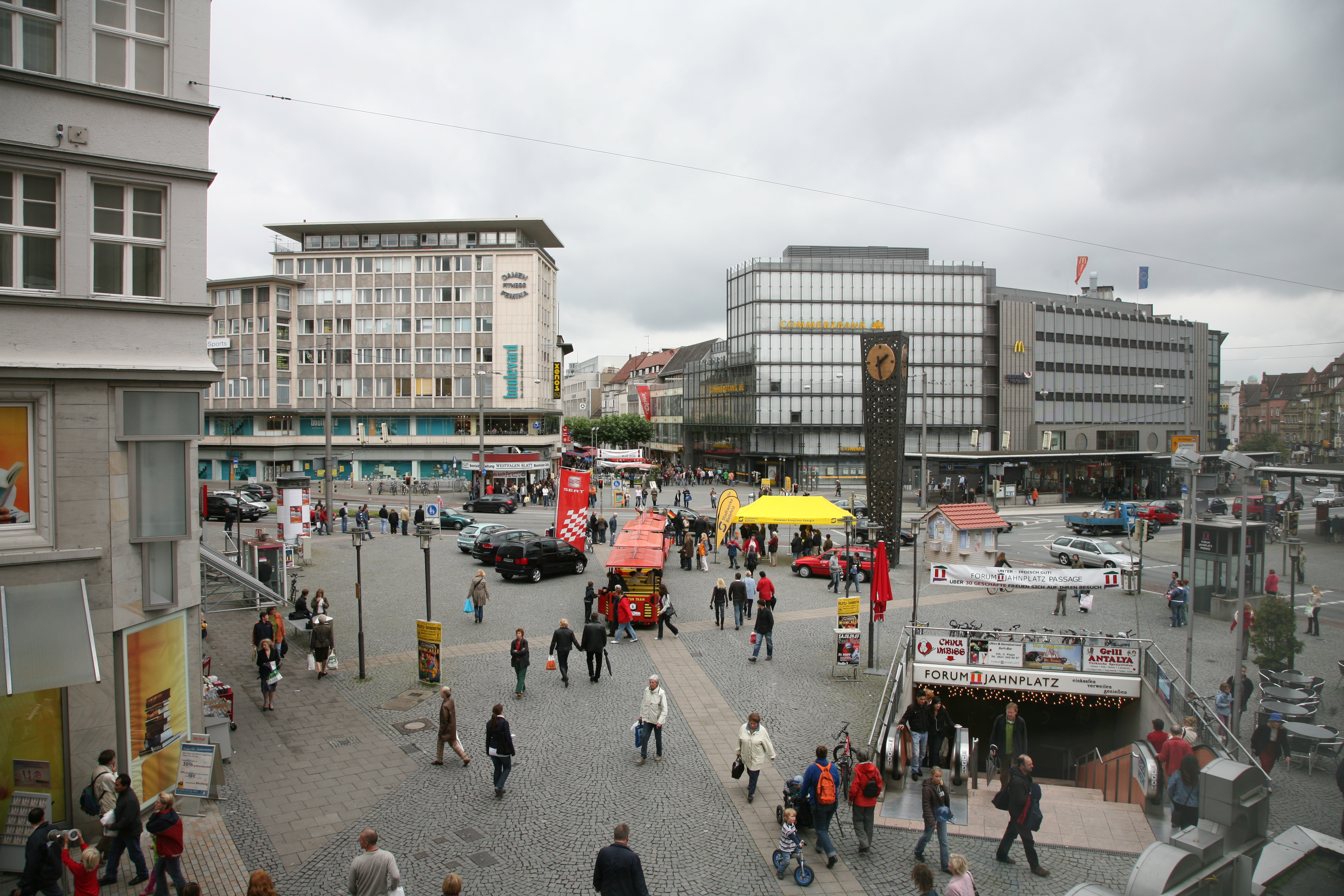
Der Verkehrsknoten Jahnplatz, Treffpunkt aller Stadtbahnen und einiger Buslinien

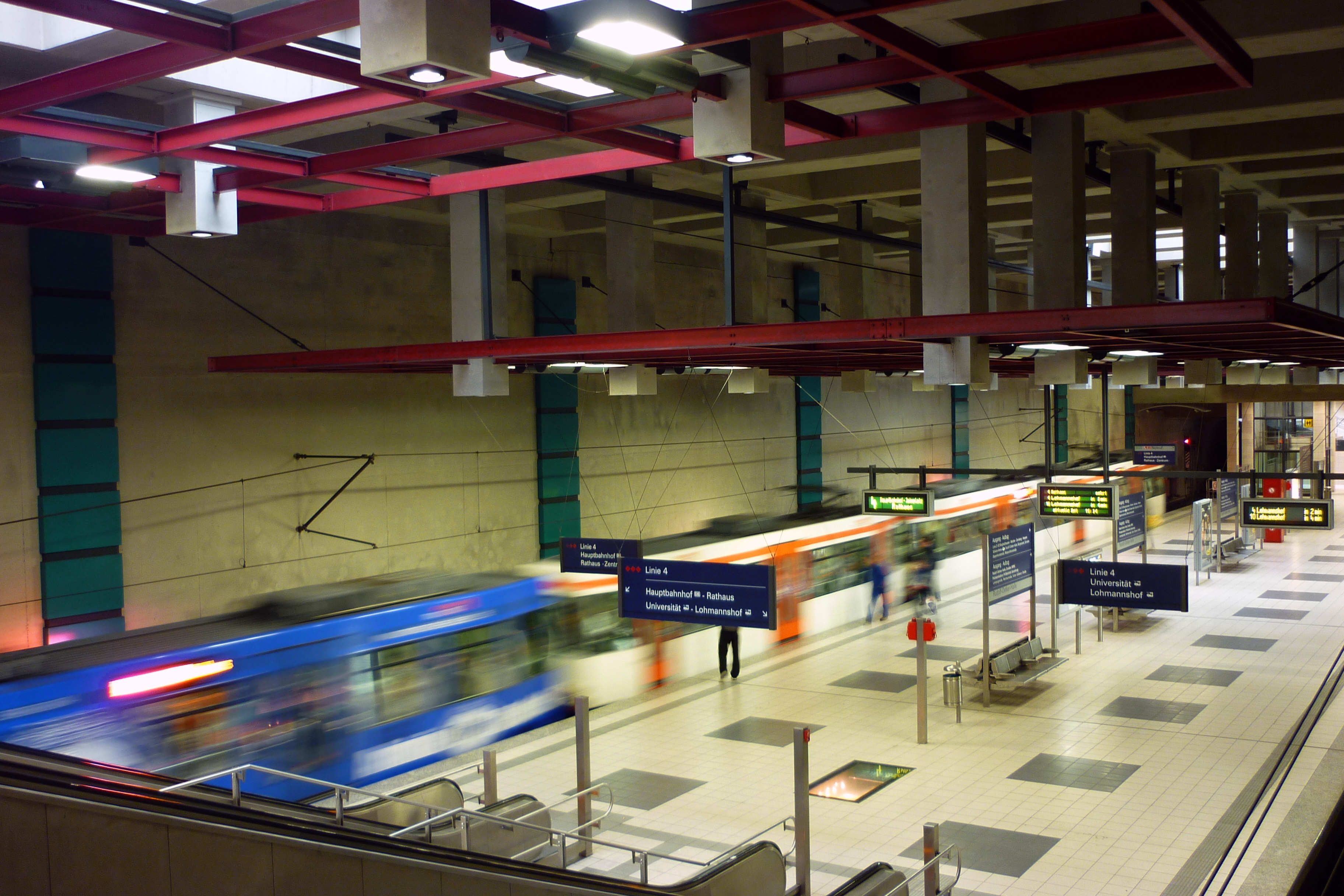
U-Bahnhof Rudolf-Oetker-Halle

Bielefeld liegt an der elektrifizierten Hauptbahn Köln–Dortmund–Hannover (viergleisige Bahnstrecke Hamm–Minden) der ehemaligen Köln-Mindener Eisenbahn-Gesellschaft. Im Stadtteil Schildesche überquert die Strecke auf dem nördlichsten Viadukt Deutschlands (Schildescher Viadukt) das Tal des Johannisbachs. Die Strecke trifft in Löhne auf die internationale Bahnstrecke Richtung Amsterdam (Bahnstrecke Löhne–Rheine, Anschlussgleis ab Herford). Am Hauptbahnhof zweigt eine Nebenbahn nach Lemgo bzw. Altenbeken (ehemalige Bahnstrecke Bielefeld–Hameln „Begatalbahn“) ab. Am Bahnhof Brackwede zweigen eingleisige Nebenstrecken in Richtung Osnabrück (Bahnstrecke Osnabrück–Brackwede „Haller Willem“) und Paderborn („Senne-Bahn“ über Hövelhof) ab. Im Stadtgebiet gibt es elf Bahnhöfe beziehungsweise Haltepunkte: Bielefeld Hbf, Bielefeld-Brackwede, Bielefeld-Senne, Bielefeld-Sennestadt, Bielefeld-Windelsbleiche, Bielefeld Ost, Bielefeld-Ubbedissen, Bielefeld-Oldentrup, Bielefeld-Quelle, Bielefeld-Quelle/Kupferheide, Bielefeld-Brake. Stillgelegte Bahnhöfe auf Stadtgebiet sind Bielefeld-Ummeln, Bielefeld-Brackwede Süd und Bielefeld-Hillegossen.
Östlich des Stadtzentrums an der Bahnstrecke nach Lemgo liegt der stillgelegte Containerbahnhof Bielefeld Ost.
Am Bahnhof Brackwede gibt es einen internationalen Busbahnhof für Fernbuslinien. Von hier bestehen zahlreiche Fernbusverbindungen mit Zielen innerhalb Deutschlands und Europas.
Den öffentlichen Personennahverkehr bedienen vier Stadtbahnlinien, Regionalbahnen und Busse. Die Stadtbahn Bielefeld fährt im Innenstadtbereich unterirdisch. Alle Stadtbahnen halten an den U-Bahnhöfen Hauptbahnhof und Jahnplatz sowie am Rathaus. Am Wochenende (Freitag/Samstag, Samstag/Sonntag) und vor Feiertagen fahren Nachtbusse auf einem besonderen Nacht- und Frühverkehrsnetz (sonntags bis 8:30 Uhr). In allen Stadtbahnen, Regionalbahnen und Bussen (ausgenommen Nachtbusse) gilt der Westfalentarif im Netz TeutoOWL.
Bielefeld ist heute die größte Stadt Deutschlands, die in kein S-Bahn-Netz eingebunden ist. Bis 2035 soll die Stadt allerdings in das geplante S-Bahn-System S-Bahn Münsterland sowie bis 2040 in das geplante S-Bahn-System S-Bahn OWL eingebunden werden. Dann wird Augsburg die größte Stadt ohne S-Bahn sein.

#### Straßenverkehr

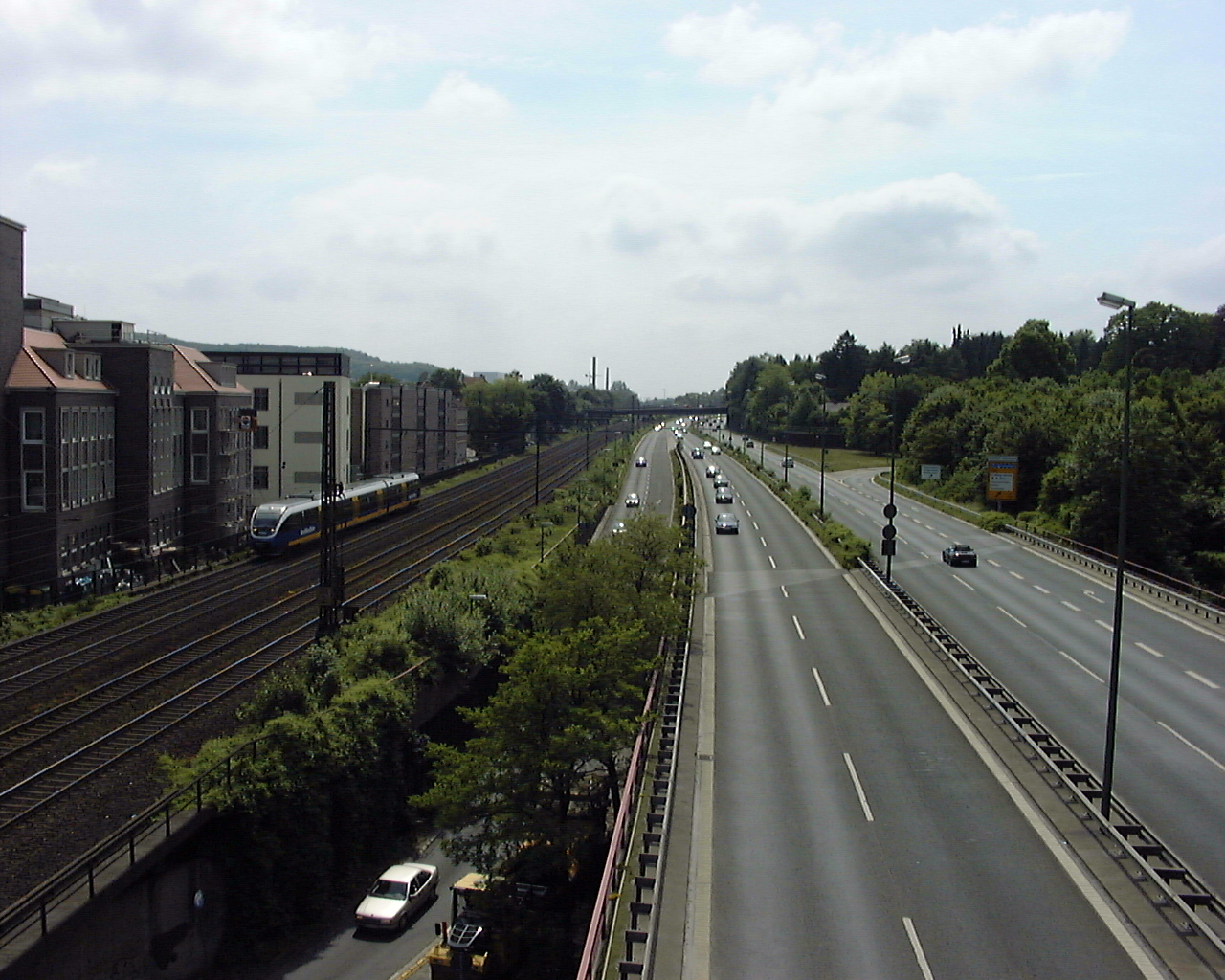
Ostwestfalendamm

Durch das Stadtgebiet Bielefelds führen die Bundesautobahnen A 2 und A 33 sowie die Bundesstraßen B 61 und B 66.
In den 1950er-Jahren wurden für die Hauptverbindungen in Richtung Gütersloh, Herford, Lippe und Werther leistungsfähige Straßen geplant, die zum Teil bestehende Straßenzüge verwenden und zum Teil über neue Trassen verlaufen sollten. Die Neubaustücke waren weitgehend anbaufrei vorgesehen.
Etwa ein Jahrzehnt später wurden die geplanten Straßenzüge als Autobahn vorgesehen. Bislang wurde davon lediglich der Ostwestfalendamm im Zuge der B 61 zwischen den Stadtbezirken Brackwede und Mitte verwirklicht (B 61n), der als Autobahnzubringer zur A 33 dient. Immer noch vorgesehen, aber durchaus umstritten, sind Schnellstraßen im Zuge der B 66 im Osten und der Ostwestfalenstraße (L 712) im Nordosten der Stadt. Weitergehende Planungen wurden verworfen und sollen in der nächsten Zeit aus dem Flächennutzungsplan gestrichen werden.

#### Flugverkehr

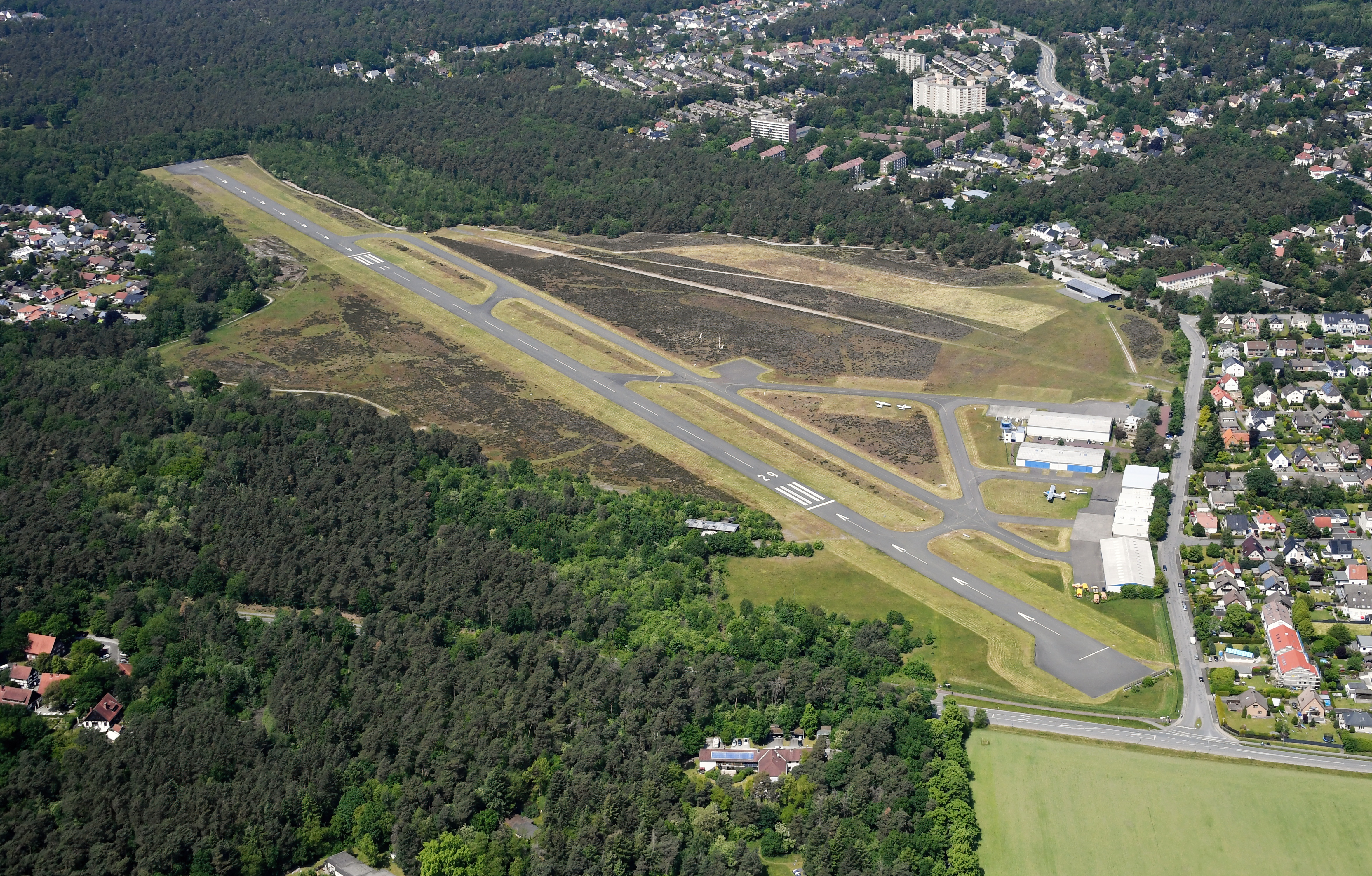
Luftaufnahme des Flugplatzes Bielefeld

Der nächstgelegene internationale Flughafen ist der Flughafen Paderborn/Lippstadt, der in 45 km Entfernung südwestlich von Bielefeld liegt und über die A 33 zu erreichen ist.
Im Süden der Stadt im Stadtteil Buschkamp liegt in der Nähe der A 2 der Flugplatz Bielefeld. Er verfügt über eine 1256 m lange, befestigte Start-und-Lande-Bahn sowie über eine Startstrecke für den Segelflug. Der Flughafen wird für den Geschäftsflugverkehr sowie von mehreren Luftsportvereinen genutzt.

#### Fahrradverkehr
Die Stadt ist Mitglied in der Arbeitsgemeinschaft fahrradfreundliche Städte und Gemeinden in Nordrhein-Westfalen und hat einen Fahrradbeauftragten. Am Hauptbahnhof befinden sich eine Fahrradstation mit Parkhaus, ein Rad-Center mit Werkstatt und Verkauf. In der Stadt sind der Allgemeine Deutsche Fahrrad-Club und der Verkehrsclub Deutschland mit je einer Geschäftsstelle vertreten. Die Aktionsform Critical Mass findet regelmäßig am letzten Freitag im Monat statt und startet um 19 Uhr auf dem zentralen Platz Kesselbrink. Im Rahmen der Umgestaltung des zentralen Jahnplatzes wurde die dortige Fahrradinfrastruktur nach dem Vorbild des sogenannten Kopenhagener Modells umgestaltet, mit breiten abgetrennten Radwegen, und einem Fahrradparkhaus.

### Öffentliche Einrichtungen

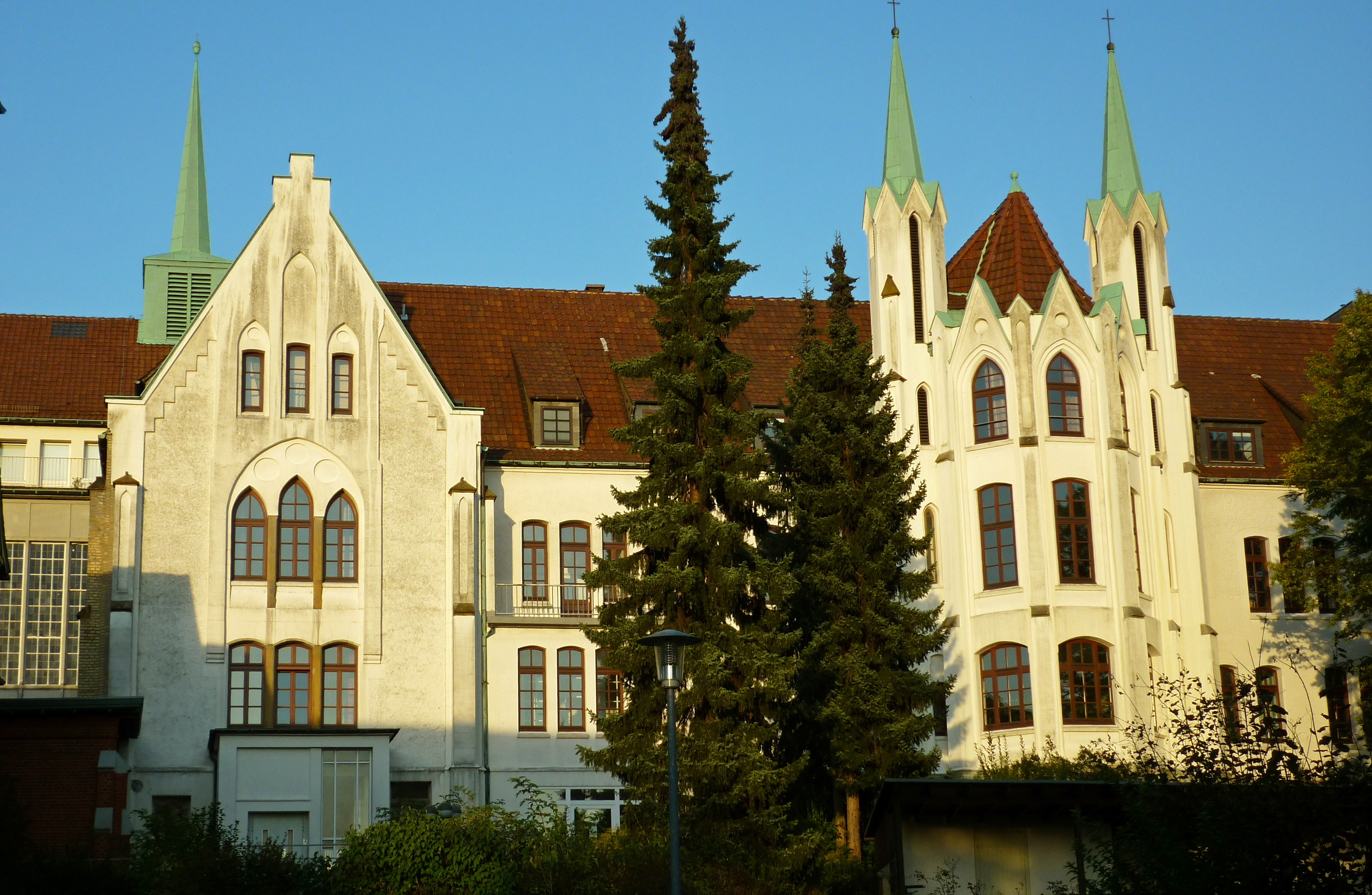
Diakonissenhaus Sarepta (Bethel), Neogotik 1872–1875

In der Stadt befinden sich die Handwerkskammer Ostwestfalen-Lippe und die Industrie- und Handelskammer Ostwestfalen zu Bielefeld.
Zu den elf Krankenhäusern der Stadt gehören unter anderem das Klinikum Bielefeld einschließlich der dazugehörigen Kliniken an der Rosenhöhe und das Evangelische Klinikum Bethel, das aus dem Johanneskrankenhaus und den Kliniken Gilead und Mara besteht. Das Klinikum Bielefeld und das Evangelische Klinikum Bethel sind Teil des Universitätsklinikums OWL. Weitere evangelische Einrichtungen sind die Von Bodelschwinghschen Stiftungen mit dem Hauptsitz im Stadtteil Bethel und das Evangelische Johanneswerk. In katholischer Trägerschaft besteht weiter das Franziskus Hospital Bielefeld. Darüber hinaus ist Bielefeld der Hauptsitz des Arbeitskreises Down-Syndrom e. V., der seit mehr als 30 Jahren bundesweite Beratung und Information zum Thema Trisomie 21 anbietet.
Mehrere überörtliche Behörden haben eine Niederlassung in Bielefeld:
- An der Stapenhorststraße befindet sich ein Standort der Bezirksregierung Detmold.
- An der Ravensberger Straße hat die Bundesanstalt für Immobilienaufgaben eine Niederlassung.
- 1945 wurde die Sammelstelle für Nachrichten über Führer von Kraftfahrzeugen von Berlin nach Bielefeld verlegt, eine Vorgängerbehörde des Kraftfahrt-Bundesamtes.[136] Als Verkehrsbehörde des Landes Nordrhein-Westfalen verwaltet eine Regionalniederlassung von Straßen.NRW die Verkehrswege in Ostwestfalen und Lippe.
- Die Niederlassung des Bau- und Liegenschaftsbetriebs NRW (BLB.NRW) betreut sämtliche Landesimmobilien in Ostwestfalen-Lippe.

In Bielefeld befinden sich in einem Gerichtszentrum das Amtsgericht Bielefeld, das Arbeitsgericht Bielefeld und das Landgericht Bielefeld.
Die örtliche Filiale der Deutschen Bundesbank ist an der Kavalleriestraße. Die Bundesanstalt Technisches Hilfswerk ist an der Friedrich-Hagemann-Straße in Heepen mit der Regionalstelle Bielefeld vertreten.

### Medien

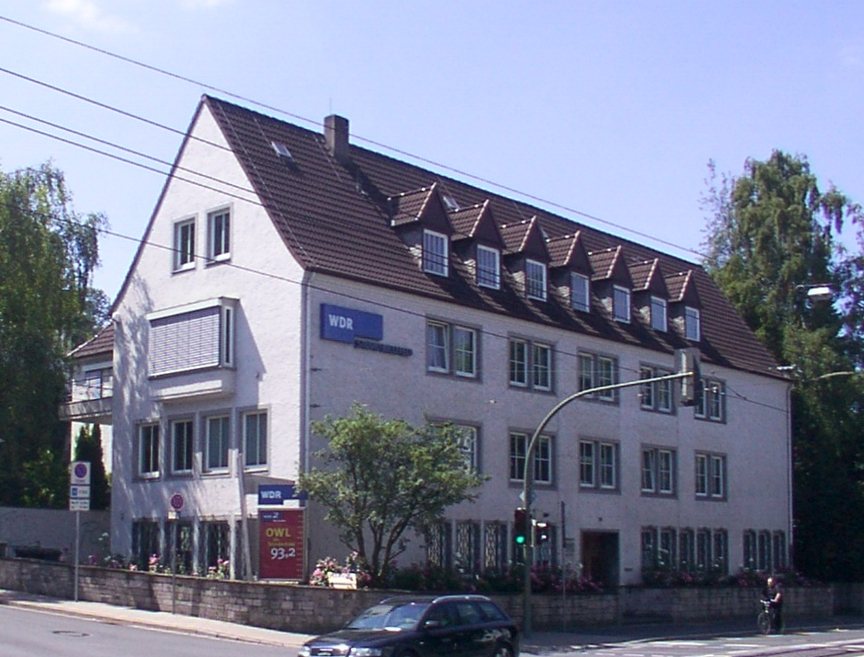
WDR-Studio Bielefeld

Das Studio Bielefeld ist eines von elf Regionalstudios des Westdeutschen Rundfunks in Nordrhein-Westfalen. Hier werden die Regionalprogramme in Radio und Fernsehen für Ostwestfalen-Lippe produziert und ausgestrahlt. Im Gebäude finden auch wechselnde Kunstausstellungen statt. Es wurde als eins der ersten Regionalstudios 1962 gegründet, um die Region Ostwestfalen-Lippe zu bedienen.
Als Tageszeitungen erscheinen in Bielefeld die Neue Westfälische und das Westfalen-Blatt. Seit dem 2. Juni 1991 ist das Lokalradio Radio Bielefeld in der ganzen Stadt auf 98,3 MHz und 97,6 MHz zu empfangen. Mit 50 Watt sendet außerdem das Campusradio Hertz 87.9 in weite Teile der Stadt und das nichtkommerzielle Einrichtungsradio Antenne Bethel ist im Stadtteil Gadderbaum werktäglich von 18 bis 19 Uhr auf 94,3 MHz zu hören.
Am 17. November 2005 startete der lokale Fernsehsender Kanal 21, der sein Programm seit Juli 2009 beim landesweiten TV-Lernsender nRWision ausstrahlt. nrwision bündelt in seiner Mediathek diese und viele weitere Fernsehsendungen aus Bielefeld bzw. von Fernsehmachern aus Bielefeld.
Im Ortsteil Brackwede befindet sich das Medienarchiv Bielefeld, das sich zum Ziel gesetzt hat, Spiel- und Dokumentarfilme sowie Tondokumente für spätere Generationen zu erhalten. Der Bestand des Archivs umfasst 2015 etwa 9100 Filme auf ca. 45.000 Rollen und mehrere tausend Magnetbänder.
Es erscheinen in Bielefeld regelmäßig verschiedene Anzeigenblätter, darunter im Panorama-Verlag des Westfalen-Blattes OWL am Mittwoch und OWL am Sonntag. Deren Gesamtdruckauflage beträgt – gemeinsam mit Schwesterblättern im Raum Ostwestfalen – knapp eine Million Exemplare. Seit 1989 erscheint alle 14 Tage die Stadtillustrierte ULTIMO, seit 1996 auch in Form einer Internetausgabe.
Seit 1998 hat die Redaktion der wöchentlich erscheinenden Zeitung Sixth Sense der Britischen Streitkräfte in Deutschland ihren Sitz in Bielefeld. Die etwa 80 Seiten starke Zeitung hat eine Auflage von 9000 bis 12.000 Exemplaren.
Im Jahr 2000 startet das Internetangebot WebWecker, das ebenfalls Themen rund um das Bielefelder Stadtleben behandelt. Auch einige Blogs befassen sich mit dem Bielefelder Stadtgeschehen, etwa das hauptsächlich auf Themen rund um den Fußballverein Arminia Bielefeld spezialisierte blog5.
In Bielefeld haben bzw. hatten zahlreiche Verlage ihren Sitz. Unter anderem die Sport-Verlage Bielefelder Verlag, Covadonga und Delius Klasing, die theologischen Verlage Christliche Literatur-Verbreitung und Velhagen & Klasing, der Kinderbuchverlag CalmeMara, der Kunstbuchverlag Kerber, der Comicverlag Splitter und der Kriminalromanverlag Pendragon sowie die Verlagsgruppe Reise Know-How und die wissenschaftlichen Fachverlage Aisthesis, Gieseking, Transcript, UniversitätsVerlagWebler und Wbv Media.

### Bildung

#### Schullandschaft
Bielefeld verfügt über 105 Schulen im primären und sekundären Bildungsbereich (in städtischer oder privater Trägerschaft), die gemeinsam ca. 50.000 Schüler unterrichten. 2023 existierten in Bielefeld 48 Grundschulen (davon vier nichtstädtische), 13 Förderschulen (davon neun nichtstädtische), neun Berufskollegs (davon drei nichtstädtische), fünf Gesamtschulen (davon eine nichtstädtische), elf Gymnasien (davon vier nichtstädtische), acht Realschulen und drei Sekundarschulen (davon eine nichtstädtische). Mit der Baumheideschule schloss im Jahr 2022 Bielefelds letzte Hauptschule. Darüber hinaus finden sich in Bielefeld eine nichtstädtische Waldorfschule, zwei öffentliche Versuchsschulen (Oberstufen-Kolleg und Laborschule), eine nichtstädtische Klinikschule, eine nichtstädtische Förderschule Berufskolleg sowie vier Weiterbildungskollege (davon zwei nichtstädtische).
Im Zuge der Inklusion im nordrhein-westfälischen Schulsystem wurden vom Schulamt Bielefeld verschiedene Schulen als Standorte des Gemeinsamen Lernens ausgewiesen, darunter 21 Grundschulen und verschiedene weiterführende Schulen.
Zu den weiteren Bildungseinrichtungen gehören ein Tagesgymnasium für Erwachsene, eine griechische Ergänzungsschule, eine Diätlehranstalt, verschiedene Pflegeschulen sowie außerschulische Bildungsangebote wie etwa die städtische Musik- und Kunstschule.

#### Hochschulen

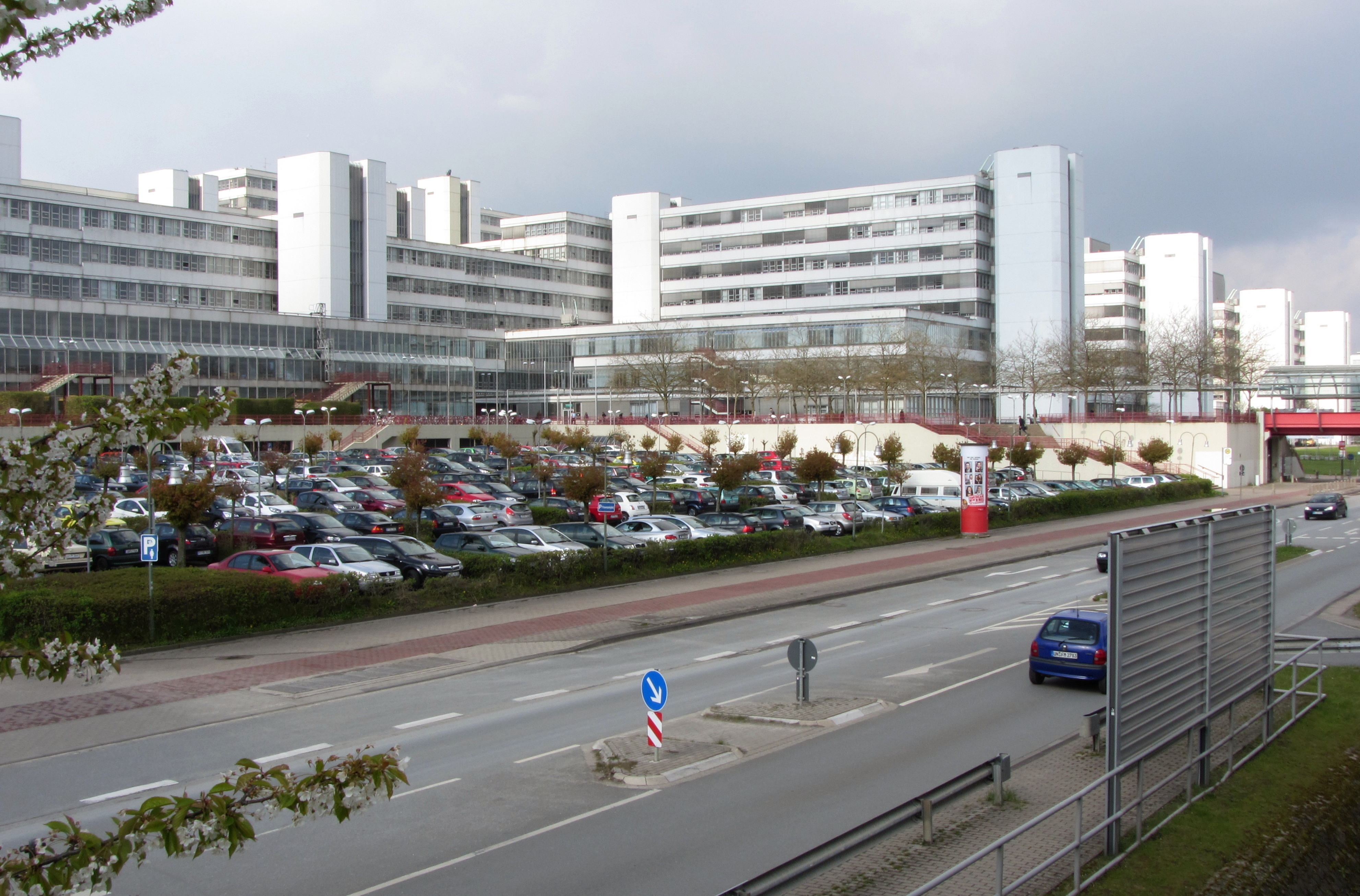
Hauptgebäude der Universität Bielefeld

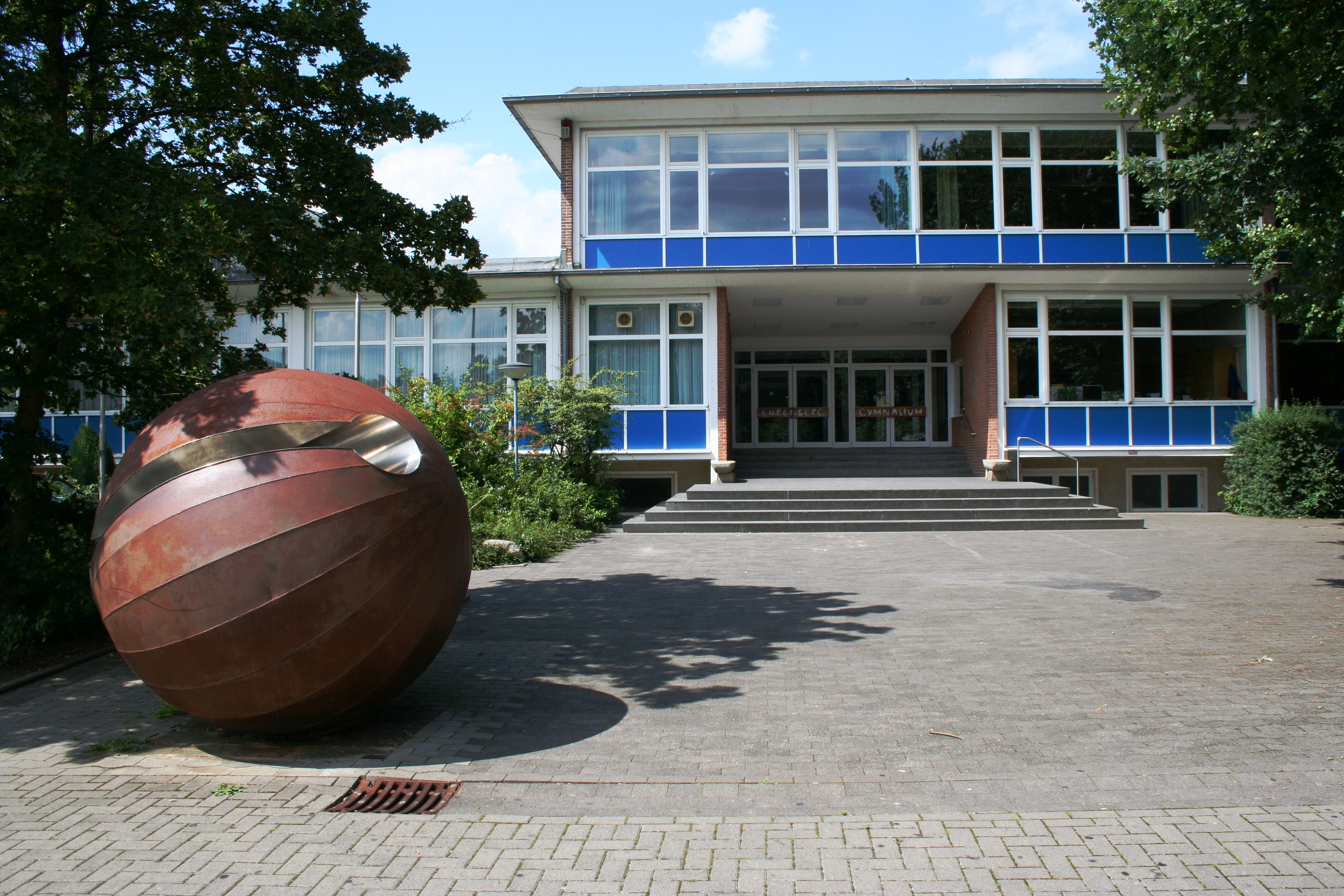
Die Hans-Ehrenberg-Schule, eines von elf Bielefelder Gymnasien

An der 1969 gegründeten Universität Bielefeld sind circa 22.000 Studenten eingeschrieben. Das 1972 fertiggestellte Hauptgebäude ist nach dem Parlamentspalast in Bukarest das flächenmäßig zweitgrößte Gebäude in Europa. Zurzeit entstehen mehrere Ersatz- und Erweiterungsbauten. Vorgesehen ist eine Grundsanierung des Uni-Hauptgebäudes in den nächsten 10 Jahren.
Die Hochschule Bielefeld besitzt Abteilungen in Bielefeld, Minden und Gütersloh. Am Standort Bielefeld werden zahlreiche Studiengänge aus den Feldern Ingenieurwissenschaften, Gestaltung, Soziales/Pflege/Gesundheit und Wirtschaft angeboten. An der 1971 als Fachhochschule gegründeten Hochschule sind circa 6600 Studenten eingeschrieben. Die Fachhochschule für öffentliche Verwaltung Nordrhein-Westfalen hat seit 1976 in Bielefeld eine Abteilung für die Studiengänge Kommunaler Verwaltungsdienst, Staatlicher Verwaltungsdienst und Polizeivollzugsdienst.
Der Standort Bielefeld der 2007 gegründeten Kirchlichen Hochschule Wuppertal/Bethel wurde am 13. Februar 2009 geschlossen. Dort wurde der Studiengang Evangelische Theologie angeboten. Der Standort Wuppertal blieb erhalten. Vorgängereinrichtung war die 1905 gegründete Kirchliche Hochschule Bethel, die auf die Ideen Friedrich von Bodelschwinghs zurückging. Die Fachhochschule der Diakonie wurde 2006 von den v. Bodelschwinghschen Anstalten Bethel, dem Johanneswerk sowie weiteren diakonischen Trägern gegründet. Sie bietet Studiengänge im Sozial- und Gesundheitsbereich sowie eine Ausbildung zum Diakon an.
Die Fachhochschule des Mittelstands (FHM) wurde im Jahr 2000 in privater Trägerschaft gegründet und bietet speziell auf den Mittelstand ausgerichtete, staatlich anerkannte Studiengänge aus den Bereichen Medien, Journalismus, Marketing, Informatik und Wirtschaft an. Die FHM hat ihren Sitz in Bielefeld mit Niederlassungen in Bamberg, Düren, Hannover, Köln, Frechen, Rostock, Berlin, Waldshut-Tiengen.
Die private und staatlich anerkannte Fachhochschule der Wirtschaft hat seit 2001 einen Standort mit dem Fachbereich Wirtschaft in Bielefeld.

### Wasserversorgung
Das Trinkwasser in Bielefeld wird ausschließlich aus Grundwasser gefördert. Das erste Wasserwerk wurde 1890 im Sprungbachtal in der Senne in Betrieb genommen. 1906 folgte ein zweites Wasserwerk. Das dritte Wasserwerk mit zwölf Brunnen wurde 1929 am späteren Flugplatz Windelsbleiche errichtet. Zehn Jahre später folgte der Bau des Wasserwerkes 4 in Lipperreihe. Weitere Maßnahmen folgten. Die Wassergewinnung und -versorgung wird durch die Stadtwerke Bielefeld übernommen. Aktuell fördern sie in 15 Wasserwerken und 154 Brunnen knapp 20 Millionen Kubikmeter Wasser pro Jahr. Von den Wasserwerken wird das Wasser in Hochbehälter auf den Kamm des Teutoburger Waldes gepumpt.

### Open Innovation City
Open Innovation City (deutsch „Offene Innovationsstadt“) ist ein von der Landesregierung Nordrhein-Westfalen und dessen Wirtschaftsminister Andreas Pinkwart gefördertes Projekt, das den Offene-Innovation-Ansatz in die Stadt Bielefeld implementieren soll. Das im Jahr 2019 begonnene Projekt wird mit 5,4 Millionen Euro gefördert. Bielefeld ist die erste „Open Innovation“-Stadt Deutschlands. Zu den bislang realisierten Projekten gehörten unter anderem der BIE-City-Hackathon.
Die Initiatoren des Projekts sind die Fachhochschule des Mittelstands, die Founders Foundation, Maschinenbau OWL und der Pioneers Club.

## Persönlichkeiten

### Ehrenbürger

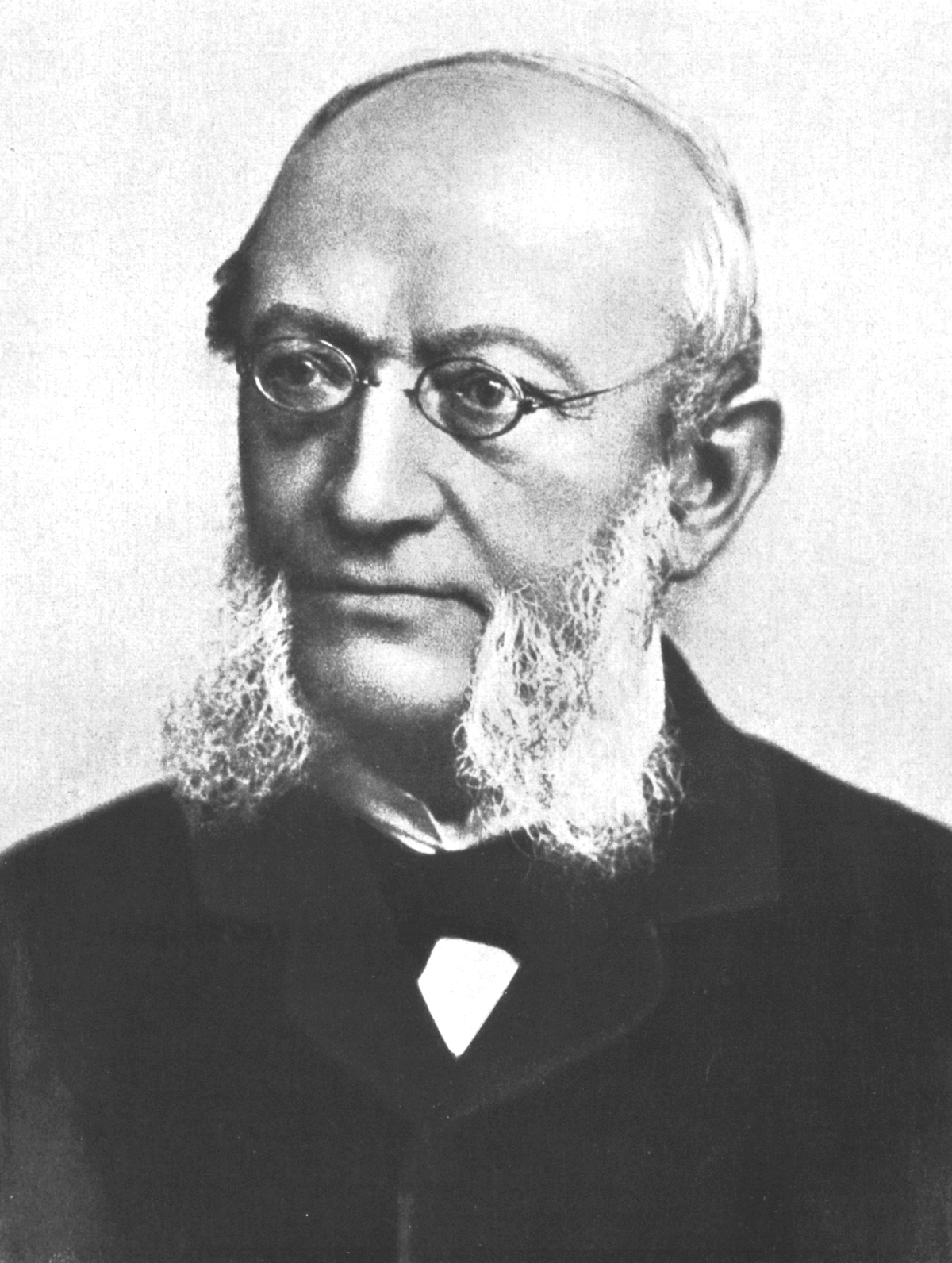
Hermann Delius – Ehrenbürger der Stadt Bielefeld

Die Stadt Bielefeld hat seit 1856 elf Personen das Ehrenbürgerrecht verliehen. Es wurde dem Unternehmer Rudolf-August Oetker verliehen, dem Leiter der Oetker-Gruppe und Stifter der Kunsthalle der Stadt Bielefeld. Hermann Delius, der ein Pionier in der technologischen Entwicklung der Leinenweberindustrie war und den mechanisierten Webstuhl sowie andere Verarbeitungsmaschinen einführte, wurde ebenfalls zum Ehrenbürger. Er war lange Jahre der größte Arbeitgeber Bielefelds und begründete ihren Ruf als Leineweberstadt. Gerhard Bunnemann, der als Bürgermeister die Stadt durch zahlreiche Neubauten und einen wirtschaftlichen Aufschwung prägte, erhielt ebenfalls den Status als Ehrenbürger. Alexander Funke, der langjährige Leiter der Bodelschwinghschen Stiftungen Bethel gehört ebenfalls zu den elf Ehrenbürgern.

### Weitere Persönlichkeiten
Weitere Persönlichkeiten sind zwar nicht in der Stadt geboren, aber durch ihr Leben, ihre Arbeit und ihr Wirken eng mit Bielefeld verbunden:
- Reinhard Selten erhielt als bisher einziger Deutscher den Alfred-Nobel-Gedächtnispreis für Wirtschaftswissenschaften, war am Zentrum für mathematische Wirtschaftsforschung der Universität Bielefeld tätig und war Mitglied des Beirates des Zentrum für interdisziplinäre Forschung.
- Friedrich von Bodelschwingh der Ältere (1831–1910), Leiter der später ihm zu Ehren benannten Von Bodelschwinghschen Anstalten Bethel (ab 1872), prägend für den Aufbau von Bethel
- Altbundeskanzler Gerhard Schröder legte 1966 am Westfalen-Kolleg Bielefeld sein Abitur ab.
- Der Soziologe Norbert Elias lehrte an der Universität Bielefeld und ist ihr Ehrendoktor.
- Niklas Luhmann, ebenfalls Soziologe, wurde 1968 der erste Professor der Universität Bielefeld, wo er die erste soziologische Fakultät im deutschsprachigen Raum mitprägte, dort lehrte und bis zu seiner Emeritierung 1993 forschte.[160]
- Franz-Xaver Kaufmann, Soziologe, war Mitbegründer der Fakultät für Soziologie und wirkte dort von 1969 bis zu seiner Emeritierung (1997) als Professor für Sozialpolitik und Soziologie. Von 1979 bis 1983 war er Direktor am Zentrum für interdisziplinäre Forschung, von 1980 bis 1992 am von ihm gegründeten Institut für Bevölkerungsforschung und Sozialpolitik.
- Helmut Schelsky, auch Soziologe, gründete das Zentrum für interdisziplinäre Forschung an der Universität Bielefeld.
- Hartmut von Hentig, Erziehungswissenschaftler und Reformpädagoge, war Professor für Pädagogik, gründete und leitete die Laborschule Bielefeld.
- Eike von Savigny, Sprachphilosoph, war von 1977 bis 2006 Professor für Philosophie an der Universität Bielefeld.
- Der Rechtswissenschaftler und ehemalige Bundesinnenminister Werner Maihofer lehrte an der Universität Bielefeld.
- Auch Hans-Jürgen Papier, der ehemalige Präsident des Bundesverfassungsgerichts, war Dozent an der Universität Bielefeld.
- Der Fernsehjournalist Friedrich Nowottny arbeitete als Lokalreporter in Bielefeld.
- Der ehemalige WDR-Intendant Fritz Pleitgen volontierte bei der Freien Presse, einer Vorgängerzeitung der Neuen Westfälischen in Bielefeld.
- Kai Diekmann, Journalist, wuchs in Bielefeld auf.
- Auch Philipp Köster, Chefredakteur und Herausgeber des Fußballmagazins 11 Freunde, wuchs hier auf.
- Der Ingenieur und Unternehmer Ernst Rein gründete gemeinsam mit dem damaligen Sekretär der Bielefelder Handelskammer Theodor Droop die Droop & Rein Werkzeugmaschinenfabrik.
- Der Rapper Casper lebte einige Jahre in Bielefeld und versteht Bielefeld als seine Heimat.[161]
- Der Profiboxer Marco Huck wuchs in Bielefeld-Brackwede auf.
- Alexander Gruber war Chefdramaturg der Bühnen der Stadt Bielefeld, Initiator des Bielefelder Opernwunders.
- Der Unternehmer und Mechaniker Nikolaus Dürkopp gründete in Bielefeld die Dürkoppwerke A.G., einer der beiden Vorläufer der heutigen Dürkopp Adler AG.
- Die Grünen-Politikerin Antje Vollmer war vor ihrer ersten Wahl in den Bundestag 1983 als Dozentin in der Evangelischen Heimvolkshochschule bei den Von Bodelschwinghsche Stiftungen Bethel in Bielefeld tätig.
- Britta Haßelmann, Fraktionsvorsitzende der Bundestagsfraktion Bündnis 90/Die Grünen und MdB für den Bundestagswahlkreis Bielefeld, studierte und lebt in der Stadt.
- Aylin Tezel, deutsche Schauspielerin u. a. Tatort, wuchs in Bielefeld-Sennestadt auf.
- Christina Kampmann, SPD, ehemalige Ministerin für Familie, Kinder, Jugend, Kultur und Sport des Landes Nordrhein-Westfalen.
- Torsten Albig, SPD, ehemaliger Ministerpräsident des Landes Schleswig-Holstein, studierte an der Universität Bielefeld.
- Der Sozialpsychologe und Schriftsteller Hans Dieter Mummendey lehrt an der Universität Bielefeld.
- Heiner Bielefeldt lehrte an der Universität Bielefeld, Philosoph und ehem. Sonderberichterstatter für Religions- und Weltanschauungsfreiheit des UN-Menschenrechtsrats
- Die Kulturwissenschaftlerin Ingrid Hentschel lehrt am Fachbereich Sozialwesen der Hochschule Bielefeld.
- Der Rapper Timi Hendrix lebt und arbeitet in Bielefeld.
- Gerd Lisken war von 1972 bis 1993 Professor für Musikpädagogik, erst an der Pädagogischen Hochschule, danach an der Universität Bielefeld. 2009 erhielt er den Kulturpreis der Stadt Bielefeld.
- Der Künstler und Bürgerrechtler padeluun gründete in Bielefeld gemeinsam mit Rena Tangens und anderen den Verein Digitalcourage, der die BigBrotherAwards ausrichtet. Er ist Träger der Ehrennadel der Stadt Bielefeld.
- Die Schriftstellerin und Krimiautorin Mechtild Borrmann lebt in Bielefeld.
- Die Psychologin Margarete Pfäfflin wirkte im Evangelischen Klinikum Bethel in Bielefeld, mit Auszeichnungen zu Arbeiten über Epilepsie in nationalen und internationalen Fachzeitschriften.
- Der Chemiker Adolf Klenk arbeitet seit 1990 in Bielefeld und erlangte ab 2007 als Testimonial für unter seiner Leitung entwickelte Haarwaschmittel bundesweite Bekanntheit.
- Der Unternehmer und Schlosser Heinrich Koch gründete zusammen mit Carl Baer zur Jahreswende 1860/1861 die erste Bielefelder Nähmaschinenfabrik unter dem Namen C. Baer & Koch.